# Burgenland
Das Burgenland (burgenlandkroatisch Gradišće, ungarisch Felsőőrvidék/Őrvidék, Lajtabánság oder neuerdings Várvidék) ist ein Bundesland der Republik Österreich. Die Landeshauptstadt ist Eisenstadt. Von den neun Bundesländern Österreichs ist es das östlichste und gemessen an seiner Bevölkerungszahl mit 301.790 Einwohnern (Stand: 1. Jänner 2025) das kleinste.
Das Gebiet gehörte einst zum Königreich Ungarn, das im Vertrag von Trianon 1920 verpflichtet wurde, das damalige Deutsch-Westungarn an die neue Republik Österreich abzutreten. 1921 kam die Landnahme des Burgenlandes zum Abschluss; das neu hinzugekommene Land erhielt mit dem Bundesverfassungsgesetz vom 25. Jänner 1921 den rechtsverbindlichen Namen Burgenland.
Das Burgenland grenzt im Norden an die Stadt Bratislava (Slowakei), im Osten an die Komitate Győr-Moson-Sopron und Vas (beide Ungarn), im Süden für wenige Kilometer an die zwei Gemeinden Kuzma und Rogašovci (Slowenien) und im Westen an die österreichischen Bundesländer Steiermark und Niederösterreich.
Der Anteil an Dauersiedlungsraum an der Landesfläche beträgt 62,66 %, das ist der höchste Wert unter den acht Flächenbundesländern.
Das Burgenland ist geprägt vom Neusiedler See im Norden und den Ausläufern der Alpen im hügeligen Süden, es ist langgezogen und verengt sich bei Sieggraben im Ödenburger Gebirge auf eine Breite von 4 km. Das Burgenland ist Mitglied der Europaregion Centrope.

## Geografie
Das Burgenland weist eine Fläche von 3.965,21 km² auf und teilt eine 397 km lange Staatsgrenze zum Großteil mit Ungarn, zu kleinen Teilen auch mit Slowenien und der Slowakei. Knapp 40.000 Hektar des Burgenlandes (knapp 10 % der Gesamtfläche) gehören der Esterhazy-Stiftung; damit ist sie der größte private Großgrundbesitzer des Burgenlandes und einer der größten Österreichs.
Die höchste Erhebung des Burgenlandes ist der 884 m ü. A. hohe Geschriebenstein (Írott-kő), durch dessen Gipfelwarte die Staatsgrenze verläuft. Der tiefste Punkt ist ein Teich in der Gemeinde Andau mit 113 m ü. A., der gleichzeitig die tiefste Stelle von ganz Österreich markiert. Tiefste Gemeinde ist Illmitz mit 116 m.
Der für das Nordburgenland prägende Neusiedler See ist, je nach Definition, der größte bzw. zweitgrößte See Österreichs (nach dem Bodensee).
Im Burgenland gibt es viele Mineral- und Thermalquellen.
Der geografische Mittelpunkt des Burgenlandes (Koordinaten: 47° 28′ 41,2″ N, 16° 34′ 17,8″ O) befindet sich in Unterpullendorf (Gemeinde Frankenau-Unterpullendorf) und wurde von Geografen des Burgenlandes durch den „Mittelpunktstein“ (Basaltstein vom Pauliberg) markiert. Im Süden sind Riedel landschaftsprägend.
2021 wurde die Grenze zwischen dem Burgenland und der Steiermark im Bereich Burgauberg-Neudauberg und Neudau geändert. Auslöser für diese Grenzverschiebung waren der Hochwasserschutz und die damit verbundene Regulierung der Lafnitz. Das Burgenland wurde auf Kosten der Steiermark um 6000 Quadratmeter größer.

### Naturräumliche Gliederung
Das Burgenland wird landschaftlich in die drei Regionen Nordburgenland, Mittelburgenland und Südburgenland eingeteilt, wobei das Mittelburgenland manchmal dem Südburgenland zugerechnet wird.

#### Nordburgenland
Das Nordburgenland nördlich des Ödenburger Gebirges gehört landschaftlich großteils zur Pannonischen Tiefebene und umfasst die Freistädte Eisenstadt und Rust sowie die Bezirke Eisenstadt-Umgebung, Mattersburg und Neusiedl am See. Hier liegt der Neusiedler See, ein von einem breiten Schilfgürtel umgebener Steppensee, das „Meer der Wiener“. In seiner Nähe bietet das Naturschutzgebiet Lange Lacke seltenen Vogelarten ein Refugium. Im Jahr 1992 wurde in diesem Gebiet der Nationalpark Neusiedler See-Seewinkel gegründet, der grenzüberschreitend im ungarischen Nationalpark Fertő-Hanság seine Fortsetzung findet.

#### Mittelburgenland
Das Mittelburgenland, bestehend aus dem Bezirk Oberpullendorf, ist hingegen hügelig und wird im Süden durch das Günser Gebirge, in dem sich der 884 Meter hohe Geschriebenstein befindet, vom ebenfalls hügeligen Südburgenland getrennt. Charakteristisch für das Mittelburgenland ist der lehmige Boden. Dazwischen befinden sich einige Hügel aus Basalt, die Teil der erloschenen Transdanubischen Vulkanregion sind. Entwässert wird das gesamte Gebiet von der Rabnitz, die in Richtung Osten zur Donau fließt.

#### Südburgenland
Das Südburgenland besteht aus den Bezirken Güssing, Jennersdorf und Oberwart. Das hügelige Gelände fällt vom oststeirischen Hügelland und dem Günser Gebirge in Richtung Südosten ab. Die höchsten Erhebungen in diesem Teil südlich des Günser Gebirges reichen nur knapp über 400 Meter Seehöhe. Der Süden wird vom Fluss Raab und seinen vielen Zu- und Nebenläufen geprägt.

### Gewässer
Beinahe die gesamte Fläche des Burgenlandes entwässert über die Raab in die Donau.
Während der Neusiedler See über den Einserkanal tributär ist, bestimmen im Südburgenland die Pinka und die Raab selbst die Gewässer. Im äußersten Norden bildet die Leitha den historischen Grenzfluss zu Niederösterreich. Die Wulka entspringt im Rosaliengebirge und mündet in den Neusiedlersee. Die Zöbern ist ein linker Zufluss der Güns und mündet in diese in der burgenländischen Marktgemeinde Lockenhaus. Der Tauchenbach bzw. Tauchen (ungarisch Tava) ist ein rund 40 km langer Nebenfluss, der linksseitig in die Pinka mündet.
Die bedeutendsten Seen, nach dem Neusiedler See, sind der Neufelder See im Bezirk Eisenstadt-Umgebung sowie die Lange Lacke, der Darscho und der Zicksee im Seewinkel. Die Salzlacken im Seewinkel sowie auch die Birnbaumlacke und der Obere Stinkersee sind seit 2022 überwiegend ausgetrocknet.

### Klima
Das Burgenland hat Anteil am illyrischen Klima im Südburgenland und am pannonischen Klima in den restlichen Landesteilen. Das Mittel- und Nordburgenland ist stärker kontinental geprägt als der Landessüden. Die durchschnittlichen Temperaturen betragen hier zwischen −2 °C und −4 °C im Jänner und etwa 21 °C im Juli.
Am 8. August 2013 wurde in Neusiedl am See mit einer Höchsttemperatur von 40,3 Grad Celsius ein neuer burgenländischer Temperaturrekord erreicht.

### Naturschutz
Im Burgenland wurden verschiedene Schutzstufen eingerichtet, um Lebens- oder Landschaftsräume zu erhalten. Ein wichtiges Ziel ist auch Vielfalt, Eigenart, Schönheit und den Erholungswert von Natur und Landschaft. Dieser Schutz umfasst mehrere Schutzbereiche bzw. -stufen, einige Objekte bzw. Bereiche befinden sich ganz oder teilweise in mehreren Kategorien:
- Es gibt einen Nationalpark, den Nationalpark Neusiedler See–Seewinkel, der den österreichischen Teil des UNESCO-Welterbes Kulturlandschaft Fertő/Neusiedler See bildet. Siehe auch: Nationalparks in Österreich und Welterbe in Österreich

Ferner gibt es:
- 29 Naturschutzgebiete, siehe dazu Liste der Naturschutzgebiete im Burgenland
- 8 Landschaftsschutzgebiete, siehe dazu Liste der Landschaftsschutzgebiete im Burgenland
- einen geschützten Landschaftsteil, siehe dazu Liste der geschützten Landschaftsteile im Burgenland
- 15 Europaschutzgebiete, siehe dazu Liste der Europaschutzgebiete im Burgenland
- 5 geschützte Lebensräume, siehe dazu Liste der geschützten Lebensräume im Burgenland
- 6 Naturparke (Liste für ganz Österreich)

### Verwaltungsgliederung

Die Regionen und Bezirke des Burgenlands

Das Burgenland besteht aus 171 selbständigen Gemeinden und ist in sieben politische Bezirke sowie die zwei Freistädte Eisenstadt und Rust gegliedert. Das Burgenland hatte 2019 mit im Durchschnitt nur 1716 Einwohnern je Gemeinde von allen Bundesländern Österreichs die geringste durchschnittliche Einwohnerzahl je Gemeinde, siehe dazu auch Gemeinden der Staaten Europas. Ganz Österreich hatte im Jahr 2019 im Durchschnitt 4227 Einwohner je Gemeinde.
| Name                | Fläche (km²) | Einwohner 1. Jänner 2025 | Kfz-Kenn- zeichen |
| ------------------- | ------------ | ------------------------ | ----------------- |
| Neusiedl am See     | 1.038,64     | 61.845                   | ND                |
| Eisenstadt-Umgebung | 0.453,14     | 44.755                   | EU                |
| Eisenstadt          | 0.042,88     | 16.118                   | E                 |
| Rust                | 0.020,01     | 01.933                   | E                 |
| Mattersburg         | 0.237,83     | 41.154                   | MA                |
| Oberpullendorf      | 0.701,44     | 37.744                   | OP                |
| Oberwart            | 0.732,58     | 55.232                   | OW                |
| Güssing             | 0.485,35     | 25.852                   | GS                |
| Jennersdorf         | 0.253,34     | 17.157                   | JE                |

| Rang | Name                  | Status        | Einwohner | Bezirk |
| ---- | --------------------- | ------------- | --------- | ------ |
| 01.  | Eisenstadt            | Freistadt     | 16.118    | E      |
| 02.  | Neusiedl am See       | Stadtgemeinde | 8.885     | ND     |
| 03.  | Oberwart              | Stadtgemeinde | 8.060     | OW     |
| 04.  | Mattersburg           | Stadtgemeinde | 7.554     | MA     |
| 05.  | Pinkafeld             | Stadtgemeinde | 5.890     | OW     |
| 06.  | Parndorf              | Gemeinde      | 5.362     | ND     |
| 07.  | Neudörfl              | Marktgemeinde | 5.015     | MA     |
| 08.  | Jennersdorf           | Stadtgemeinde | 4.159     | JE     |
| 09.  | Gols                  | Marktgemeinde | 3.937     | ND     |
| 10.  | Kittsee               | Marktgemeinde | 3.803     | ND     |
| 11.  | Großpetersdorf        | Marktgemeinde | 3.595     | OW     |
| 12.  | Neufeld an der Leitha | Stadtgemeinde | 3.594     | EU     |
| 13.  | Güssing               | Stadtgemeinde | 3.520     | GS     |

## Geschichte
Circa 400 v. Chr. siedelten Kelten auf dem Gebiet des heutigen Burgenlands. Etwa um die Zeit Christi Geburt kam das Burgenland zum (antiken) Römischen Reich; sein Gebiet gehörte zur Provinz Pannonien. Die Römerherrschaft endete im Jahr 378 n. Chr. Daraufhin wurde das Land von den Ostgoten besiedelt. Von 433 bis 453 n. Chr. herrschten hier die Hunnen. Im Jahr 454 wurde der spätere Ostgotenkönig Theoderich der Große in der Gegend des Neusiedler Sees geboren. Auf die Hunnen folgten von 490 bis 568 die Langobarden. Von 600 bis 800 wurde das Land von den Awaren beherrscht. Ende des 8. Jahrhunderts besiegte der Frankenkönig Karl der Große die Awaren und das Land wurde als Teil der Awarenmark in das Fränkische Reich eingegliedert. Nach 800 erfolgte die erste deutsche Besiedlung unter Karl dem Großen. Im 9. Jhdt. war es Teil des slawischen Plattensee-Fürstentums und des Großmährischen Reiches. 907 eroberten die Magyaren das Land.

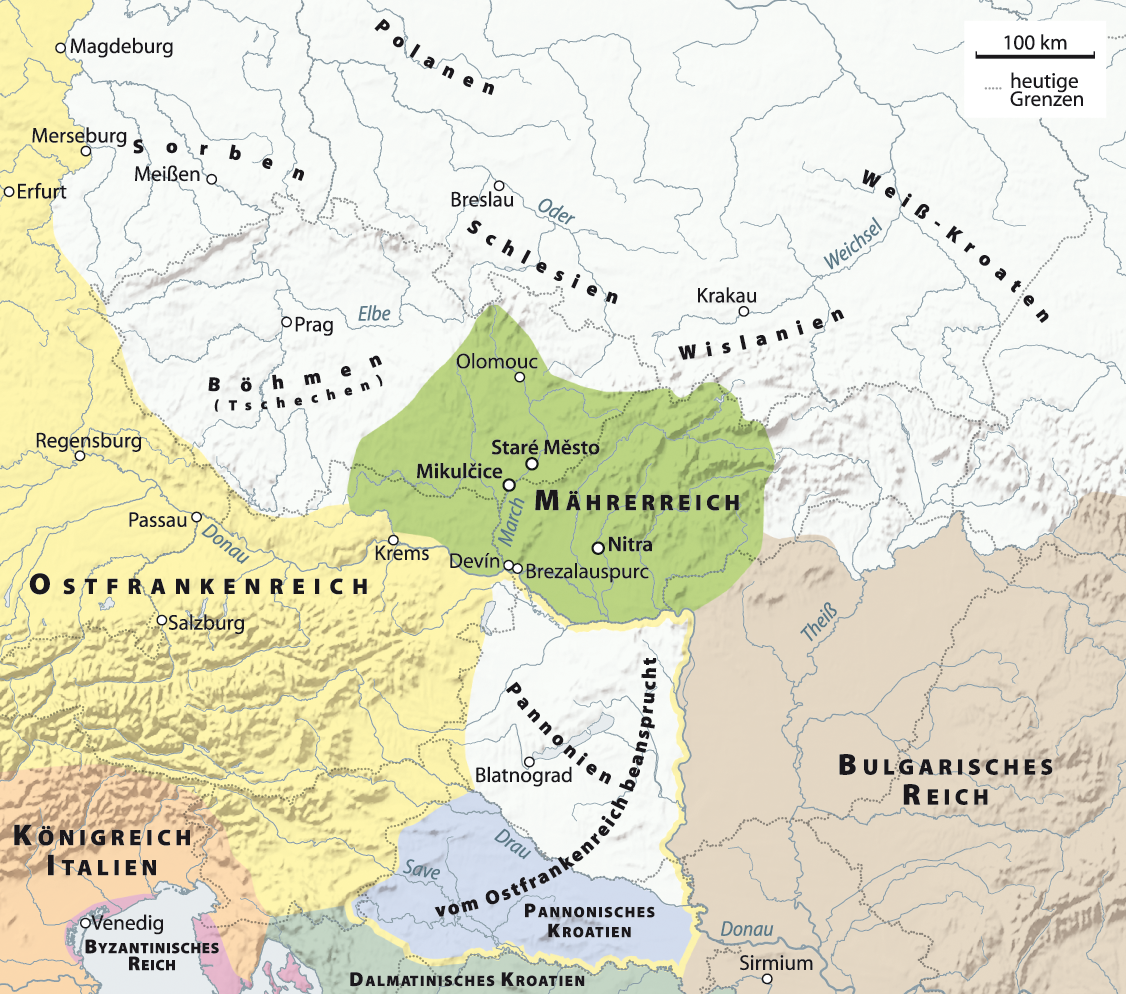
Der politische Raum um das heutige Burgenland um 846

Um 1260 besaßen die Güssinger Grafen 25 Burgen im Gebiet. Auch die aus Aragonien in Spanien stammenden Mattersdorf-Forchtensteiner Grafen hatten große Besitzungen im heutigen Nord- und Mittelburgenland inne. Zur Zeit der ersten Wiener Türkenbelagerung im Jahr 1529 wurden die Ortschaften des Seewinkels verwüstet. Um 1530 wurden Kroaten im heutigen Burgenland angesiedelt. Das seit den Türkenkriegen vorwiegend deutsch besiedelte Gebiet, Teil des Königreichs Ungarn, war von den ungarischen Königen im Mittelalter an die Habsburger als Erzherzöge des benachbarten Österreich unter der Enns und als Herzöge der ebenfalls angrenzenden Steiermark verpachtet worden. Als Habsburg 1526 die ungarische Königskrone erbte, wurde diese Verpachtung obsolet. 1622 wurde Nikolaus Esterházy mit der Herrschaft Forchtenstein belehnt, 1648 mit Eisenstadt.
Von 1648 bis 1921 befand sich das Gebiet in ungarischer Verwaltung. 1664 hatte das Land unter dem Türkenkrieg, 1678 unter dem Kuruzenkrieg zu leiden. Zur Zeit der zweiten Wiener Türkenbelagerung wurde das nördliche Burgenland abermals schwer getroffen.
Nach dem österreichisch-ungarischen Ausgleich 1867 wurde auch das später Deutsch-Westungarn genannte Gebiet der in ganz Altungarn einsetzenden Magyarisierung unterzogen, d. h. dem Versuch, die nichtmagyarischen Völker des Königreichs Ungarn, die etwa 50 % der Gesamtbevölkerung ausmachten, sukzessive zu Magyaren (Ungarn) zu machen bzw. sie zu assimilieren. Dem stand das von Woodrow Wilson am Ausgang des Ersten Weltkrieges für die Völker der Donaumonarchie geforderte Selbstbestimmungsrecht der Völker gegenüber.

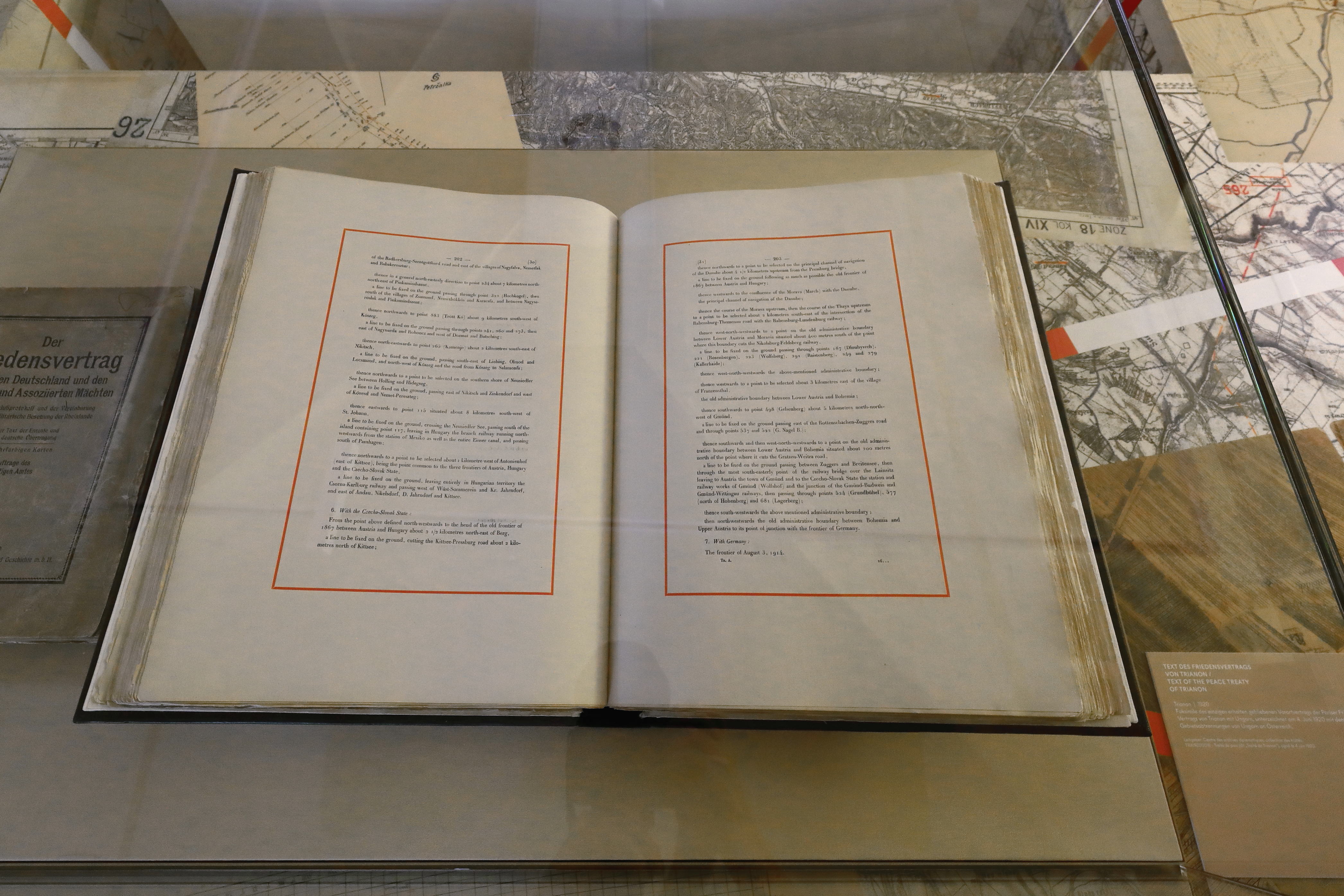
Faksimile des Vertrages von Trianon

Nach dem Zerfall Österreich-Ungarns 1918 beanspruchte der neu gegründete Staat Deutschösterreich unter anderem den deutschsprachigen Teil Westungarns für sich. In dem zwischen Österreich und den Siegermächten des Ersten Weltkrieges abgeschlossenen Vertrag von St. Germain wurde das Gebiet 1919 Österreich zuerkannt; Ungarn musste sich im Vertrag von Trianon 1920 dazu verpflichten, es abzutreten. Nach Errichtung der kurzlebigen Republik Lajtabánság unter Führung des Freischärlerbefehlshabers Pál Prónay im Oktober 1921 wurde das Gebiet im Folgemonat durch das österreichische Bundesheer besetzt und am 5. Dezember 1921 von Ungarn an Österreich offiziell übergeben. Die Haltung der deutschsprachigen Siedler in Westungarn zum Anschluss an Österreich war (eher) aus wirtschaftlichen Gründen uneinheitlich. Nach heftigen Protesten Ungarns wurde für Ödenburg (ungarisch Sopron), das als Hauptstadt des neuen Bundeslandes vorgesehen war, und seine Umgebung im Dezember 1921 eine Volksabstimmung durchgeführt, die zum Verbleib Ödenburgs bei Ungarn führte. Bei der Volksabstimmung ergab sich im Gesamtergebnis eine eindeutige Zweidrittelmehrheit für den Verbleib bei Ungarn, da aus dem Landesinneren zahlreiche Wähler hinzugezogen wurden. Die Gemeinden um Ödenburg stimmten für Österreich (blieben aber dennoch bei Ungarn, da das Abstimmungsgebiet nur als eine Einheit gewertet wurde); die Bevölkerungsmehrheit in der Stadt Ödenburg stimmte für einen Verbleib bei Ungarn.

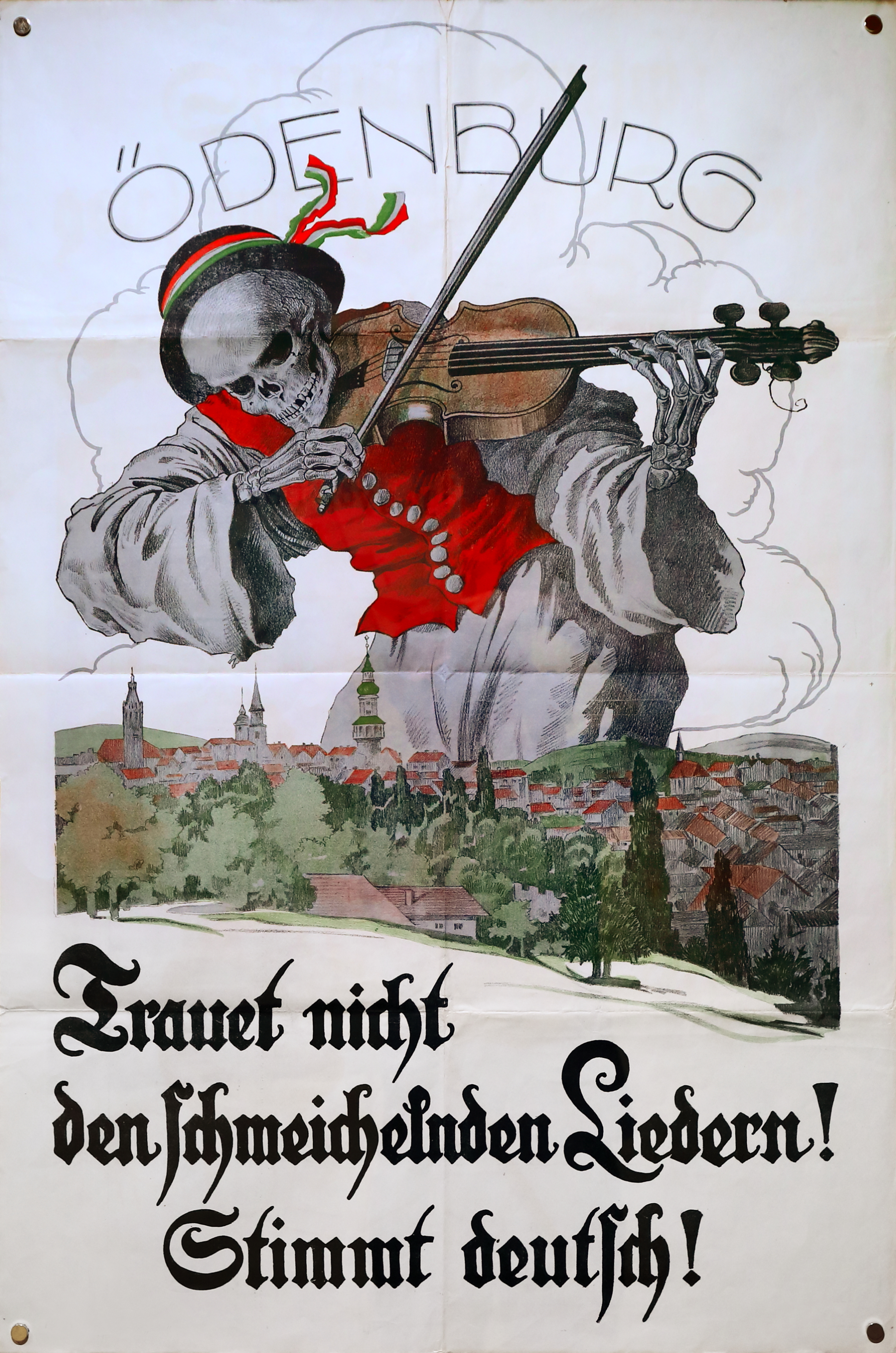
Ein pro-österreichisches Plakat vor der Volksabstimmung in Ödenburg (1921)

Im Jänner 1923 wurden die Gemeinde Schandorf und der Ort Luising (Gemeinde Heiligenbrunn), im März schließlich die Orte Rattersdorf und Liebing (beide Gemeinde Mannersdorf) Österreich zugeschlagen. Im Gegenzug wurden Bleigraben und Prostrum im März 1923 wieder Ungarn zurückgegeben.
Die Aufnahme des Landes in die Republik Österreich wurde im Bundesverfassungsgesetz über die Stellung des Burgenlandes als selbständiges und gleichberechtigtes Land im Bund und über seine vorläufige Einrichtung vom 25. Jänner 1921 geregelt.

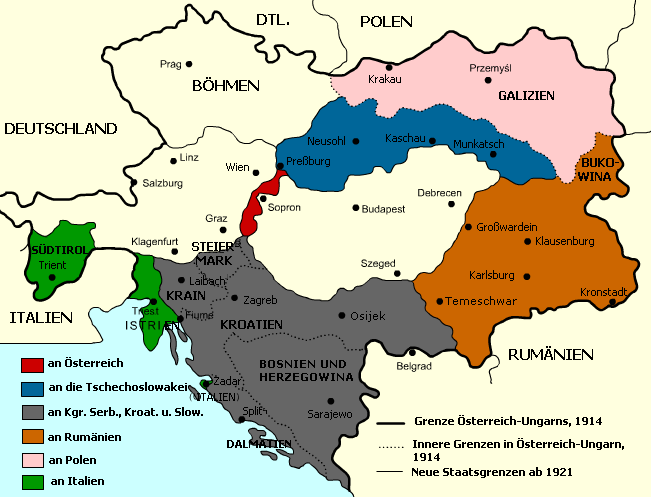
Aufteilung des Königreiches Ungarn im Vertrag von Trianon

Von einigen Befürwortern der Eingliederung in die Republik Österreich wurde die Landesbezeichnung Heinzenland (nach dem Hianzn-Dialekt, siehe auch die kurzlebige Republik Heinzenland) propagiert, der Vorschlag Burgenland setzte sich aber schließlich durch.
Die Übernahme des Burgenlandes in österreichische Verwaltung erfolgte im Herbst 1921. Bis 1925 war Bad Sauerbrunn provisorischer Sitz der Landesregierung und -verwaltung; dann wurde die bis dahin relativ unbedeutende Kleinstadt Eisenstadt (ungarisch: Kismarton) zur Hauptstadt des Burgenlands bestimmt.
Im „Großdeutschen Reich“ nach dem „Anschluss“ Österreichs wurden die Städte Eisenstadt, Rust und die Bezirke Eisenstadt, Mattersburg, Neusiedl am See und Oberpullendorf per 15. Oktober 1938 dem Reichsgau Niederdonau zugeschlagen, die Bezirke Güssing, Jennersdorf und Oberwart dem Reichsgau Steiermark.

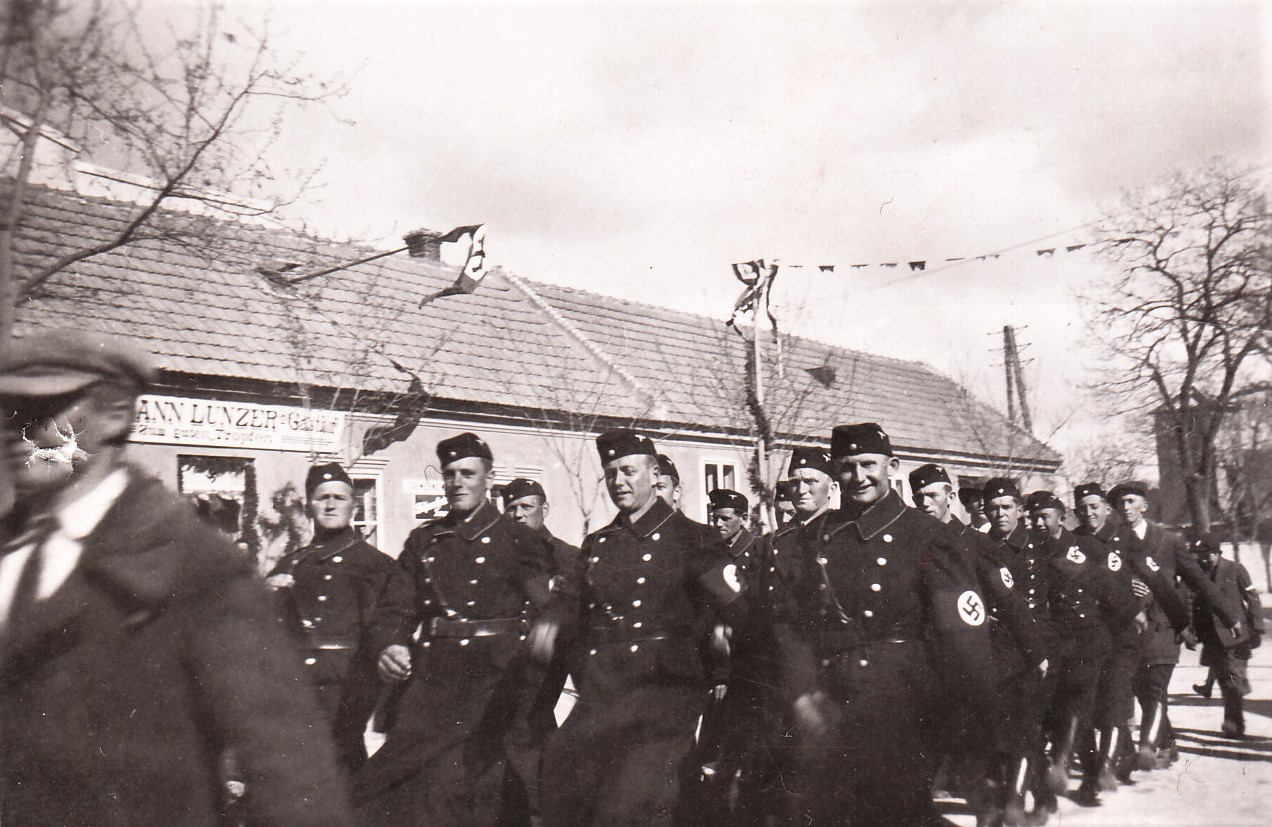
Einmarsch der Nationalsozialisten in Gols (1938)

Nach dem Ende des Zweiten Weltkrieges und der Wiedererrichtung der Republik Österreich 1945 (Zweite Republik) entstand auch das Burgenland als Bundesland wieder. Bis 1955 lag es in der sowjetischen Besatzungszone, bis 1989 bestand an seiner Ostgrenze der Eiserne Vorhang. Dieser wurde im Juni 1989 in einem symbolischen Akt an der Staatsgrenze in Klingenbach vom österreichischen Außenminister Alois Mock und seinem ungarischen Amtskollegen Gyula Horn zerschnitten.
So wie der Rest Österreichs war das Burgenland mit Jahresbeginn 1995 Teil der Europäischen Union. Nachdem Österreich im Jahr 1997 dem Schengenraum beitrat, bildete das gesamte Bundesland mit 397 km die Schengener Außengrenze der EU, bis die Nachbarländer Ungarn, Slowenien und Slowakei am 21. Dezember 2007 ebenfalls Schengenmitglieder wurden.
Seit dem Jahr 2000 bekommt das Burgenland EU-Förderungen als Entwicklungshilfe aus den europäischen Struktur- und Investitionsfonds.
Um die Grenze zwischen der Steiermark und dem Burgenland, nach menschlichen Eingriffen, wieder entlang des Flusslaufes der Lafnitz festzulegen, wurde das Burgenland 2021 auf Kosten der Steiermark um 6000 Quadratmeter größer.

### Name
Der Name „Burgenland“ ist eine Neuschöpfung die wahrscheinlich im Jahr 1919, nach dem Ende des Ersten Weltkriegs, entstand. So soll anlässlich der Vorsprache einer deutsch-westungarischen Delegation bei Staatskanzler Karl Renner am 6. September 1919 der Frauenkirchner Gregor Meidlinger diesen Vorschlag für den künftigen Landesnamen eingebracht haben.
Bis dahin war die Bezeichnung „Deutsch-Westungarn“ für das Gebiet allgemein üblich, eine Änderung schien jedoch zur Absicherung der österreichischen Ansprüche und der Abwehr von Hoheitsansprüchen durch Ungarn geboten. Noch Anfang 1919 wurden von Österreich auch Teile des Komitats Pressburg (slowakisch Bratislava, ungarisch Pozsony) für das spätere Burgenland beansprucht. Man schlug daher im Juni zunächst den Namen „Vierburgenland“ vor. Mitte August zeichnete sich aber in den Friedensverhandlungen ab, dass Pressburg an die Tschechoslowakei gehen würde. Karl Renner empfahl von Saint-Germain aus, den Namen auf „Dreiburgenland“ zu ändern. Ab September setzte sich dann die kürzere Bezeichnung „Burgenland“ durch.
Mit dem Inkrafttreten des Bundesverfassungsgesetzes am 25. Jänner 1921 wurde das Burgenland gleichberechtigtes Bundesland, der Name offiziell und in der Folge allgemein gebräuchlich.
Der Name „Burgenland“ erinnert daran, dass das Land aus Teilen von vier altungarischen Komitaten zusammengesetzt ist, die alle „Burg“ im Namen trugen. Kurioserweise liegen alle vier namensgebenden Burgen auf heutigem ungarischen und slowakischen Staatsgebiet:
- Eisenburg (Vas)
- Ödenburg (Sopron)
- Pressburg (Bratislava)
- Wieselburg (Moson)[23]

### Bevölkerung
Am 1. Jänner 2023 wurde mit 301.311 Einwohnern erstmals die Grenze von 300.000 Einwohnern überschritten. Das Burgenland hat weniger Einwohner als Graz, die zweitgrößte Stadt Österreichs. Es ist das bevölkerungsärmste Bundesland Österreichs, verzeichnet seit der Jahrtausendwende jedoch einen Bevölkerungszuwachs. Mit einem prozentualen Bevölkerungszuwachs von 1,3 % hatte das Burgenland nach Wien den größten Zuwachs im Zeitraum von Jänner 2022 bis Jänner 2023. Während im Mittel- und Südburgenland die Einwohnerzahl rückläufig ist bzw. stagniert, nimmt die Einwohnerzahl im Nordburgenland (teils stark) kontinuierlich zu.

#### Minderheitensprachen

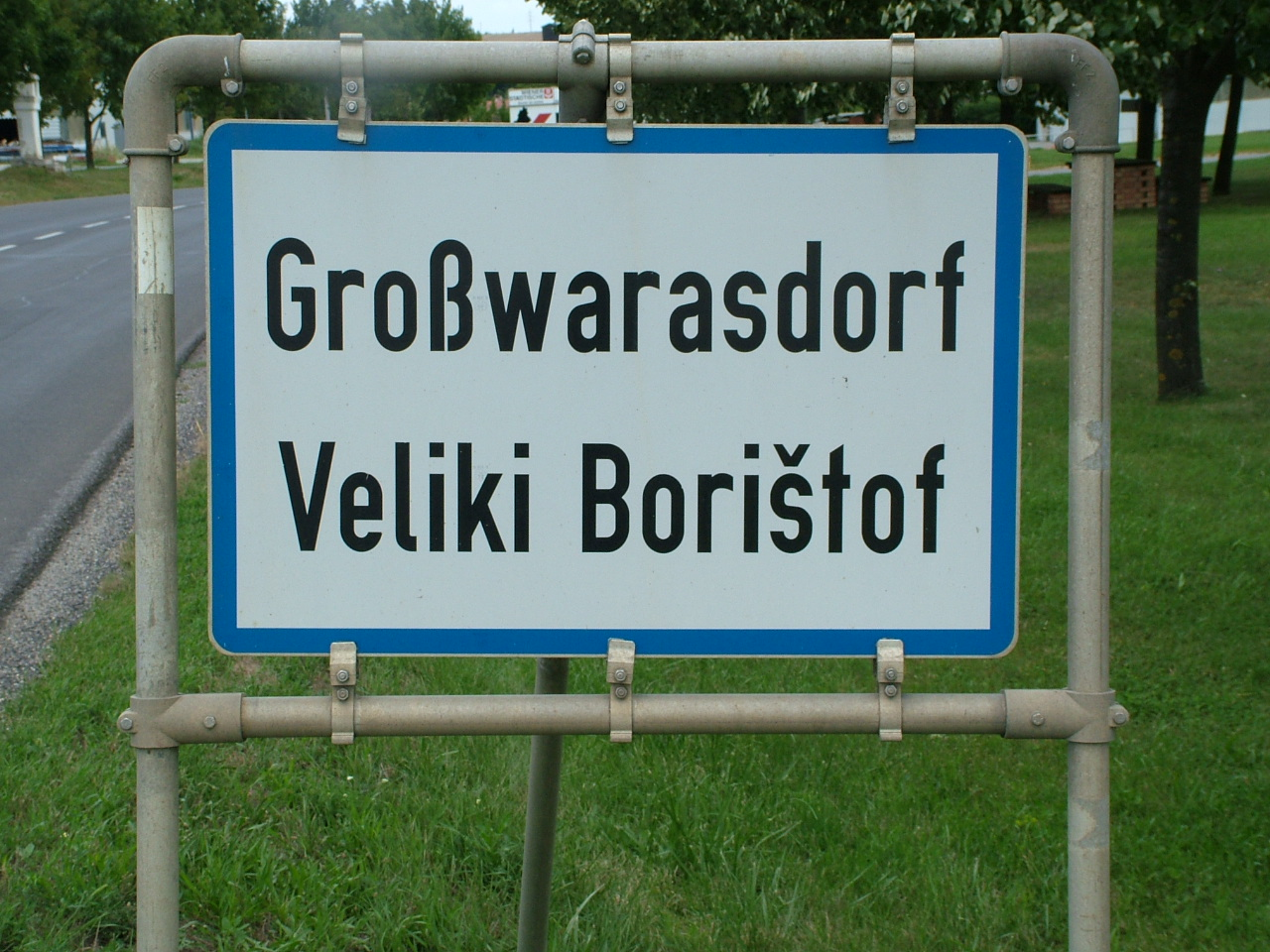
Deutsch-kroatische Ortstafel in Großwarasdorf

Bei der Volkszählung von 2001 gaben österreichweit 19.374 Menschen an, Burgenland-Kroatisch zu sprechen, wobei 16.245 im Burgenland selbst ansässig sind. Nach Selbsteinschätzung der Volksgruppe selber beträgt ihre Anzahl 40.000. Dazu kamen 4.704 Burgenland-Ungarn (Selbsteinschätzung 25.000). Die wirkliche Zahl der Burgenlandroma liegt vermutlich jedoch ebenfalls deutlich höher. 263 gaben Romanes als Umgangssprache an. Im Jahr 2011 wurde Romanes von der UNESCO als Immaterielles Kulturerbe eingestuft.

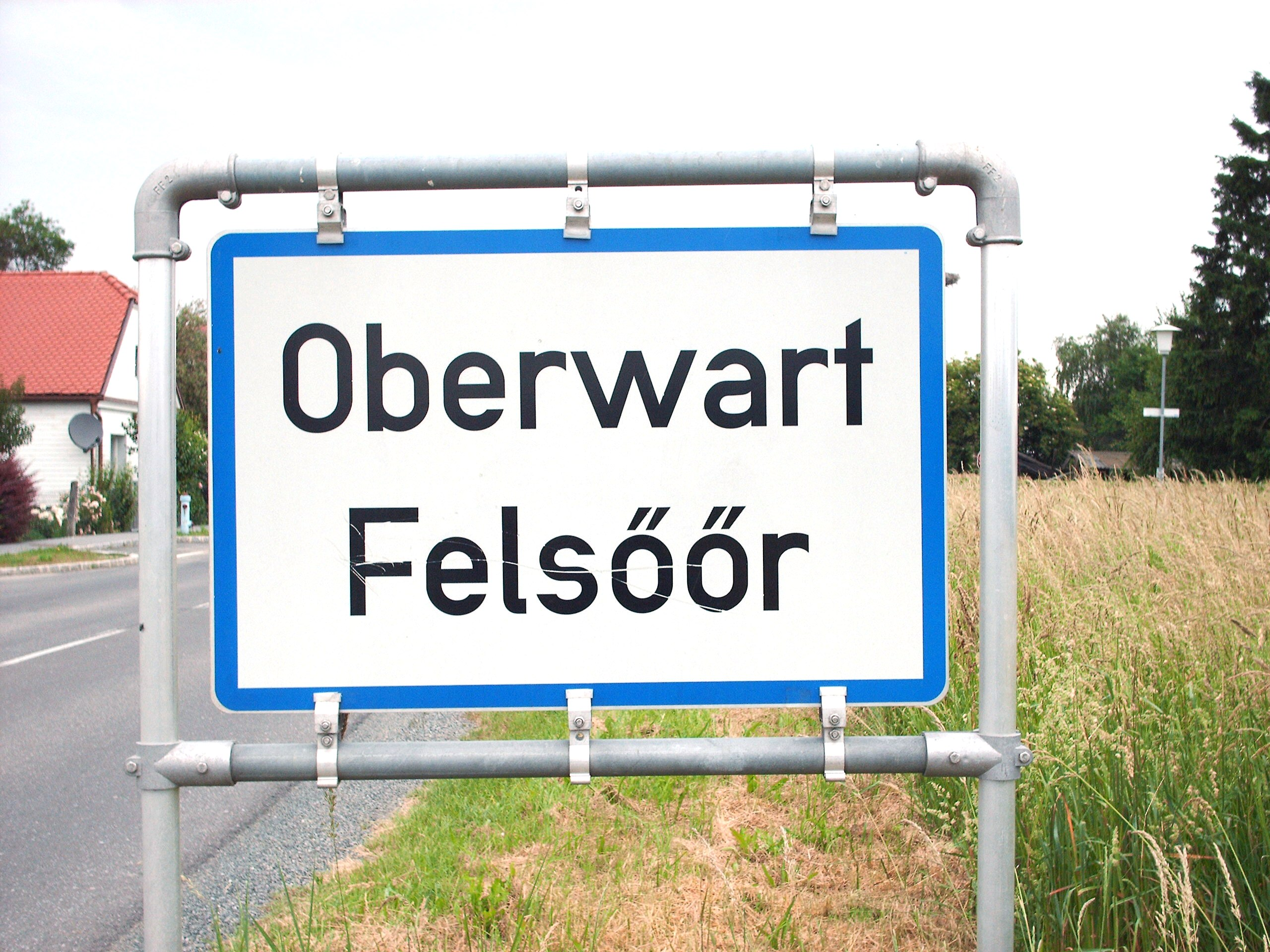
Deutsch-ungarische Ortstafel in Oberwart

Die verschiedenen Volksgruppen sind als autochthone Sprachgruppen gesetzlich anerkannt. Die kroatischen und ungarischen Burgenländer sowie die Sinti und Roma haben daher ein Anrecht auf Verwendung ihrer Sprachen im öffentlichen Schriftverkehr. Aufgrund eines Beschlusses des Ministerrates vom 23. Mai 2000 wurden in Orten bzw. Ortsteilen mit einem Anteil von mindestens 25 % zweisprachiger Bevölkerung (bei der Volkszählung 1991) Ortstafeln mit zweisprachigen Aufschriften deutsch/kroatisch (47 Orte) bzw. deutsch/ungarisch (4 Orte) aufgestellt. Deren Existenz sowie die hohe 25-Prozent-Grenze werden im Burgenland heutzutage nicht mehr kontrovers diskutiert – in den 1970ern gab es hierüber noch heftige Debatten, doch die Diskussionen um zweisprachige Ortstafeln führten nie auf eine Eskalationsstufe, wie sie beim Ortstafelstreit in Kärnten erreicht wurde.
| Sprachen im Burgenland (15. Mai 2001) | Sprachen im Burgenland (15. Mai 2001) |
| Sprache                               | Anteil                                |
| ------------------------------------- | ------------------------------------- |
| Deutsch                               | 90,7 %                                |
| Burgenland-Kroatisch                  | 06,1 %                                |
| Ungarisch                             | 01,8 %                                |
| Kroatisch                             | 00,4 %                                |
| Romanes                               | 00,1 %                                |
| Slowakisch                            | <0,1 %                                |
| Sonstige                              | 00,9 %                                |

### Bevölkerungsentwicklung
Da das Burgenland wirtschaftlich rückständig war und größtenteils nur landwirtschaftlich genutzt wurde, wanderten schon ab Mitte des 19. Jahrhunderts viele Burgenländer in umliegende Großstädte und nach Amerika aus, so dass Wien und Chicago heute die Städte mit der größten „burgenländischen“ Bevölkerung sind.
Große Migrationswellen gab es in der Zwischenkriegszeit und nach Ende des Zweiten Weltkriegs. So verließen allein von 1919 bis 1923 mehr als 13.000 Menschen das Burgenland. Beliebte Ziele der Auswanderer waren damals die US-Bundesstaaten Pennsylvania, New York und Illinois, wo sich bereits in der Vorkriegszeit viele Burgenländer angesiedelt hatten.
Laut Schätzungen der Burgenländischen Gemeinschaft, eine 1956 erschaffene Interessensvertretung von Burgenländern im Ausland, leben auf dem amerikanischen Kontinent rund 160.000 Menschen mit burgenländischen Wurzeln. Zirka 80 Prozent davon sind in den USA wohnhaft, insbesondere in den Städten Chicago (28 Prozent) und New York (25 Prozent). Weitere Länder, in denen burgenländische Auswanderer und deren Nachkommen zu finden sind, sind Kanada, Argentinien und Brasilien.
In der zweiten Hälfte des 19. Jahrhunderts wuchs die burgenländische Bevölkerung kontinuierlich an und kam trotz der hohen Auswanderungswelle in der Zwischenkriegszeit auf einen Höchststand von mehr als 299.000 Einwohnern im Jahr 1934. Zum Zeitpunkt des Anschlusses waren rund zwei Drittel der Gesamtbevölkerung im Agrarsektor beschäftigt. Insbesondere in den Bezirken im Landessüden arbeiteten oft mehr als 80 % der Menschen in der Land- und Forstwirtschaft.

Vor der NS-Zeit hatte das Burgenland neben seinen ungarischen und kroatischen Volksgruppen eine hohe Anzahl an Roma und Sinti. Laut einer Volkszählung, die im Jahr 1934 durchgeführt wurde lebten insgesamt 6.452 Roma im Burgenland. Mehr als die Hälfte aller burgenländischen Roma fielen den Naziverbrechen zum Opfer. Volkszählungen nach dem Zweiten Weltkrieg ergaben nun mehr rund 870 Roma, die weiterhin im Burgenland wohnhaft waren. Während im Bezirk Oberwart, eines der größten Roma-Siedlungsgebiete, in den 1930er Jahren noch 3.500 bis 4.000 Roma wohnten, überlebten nur 200 davon den Holocaust und kehrten in ihre Heimat zurück.

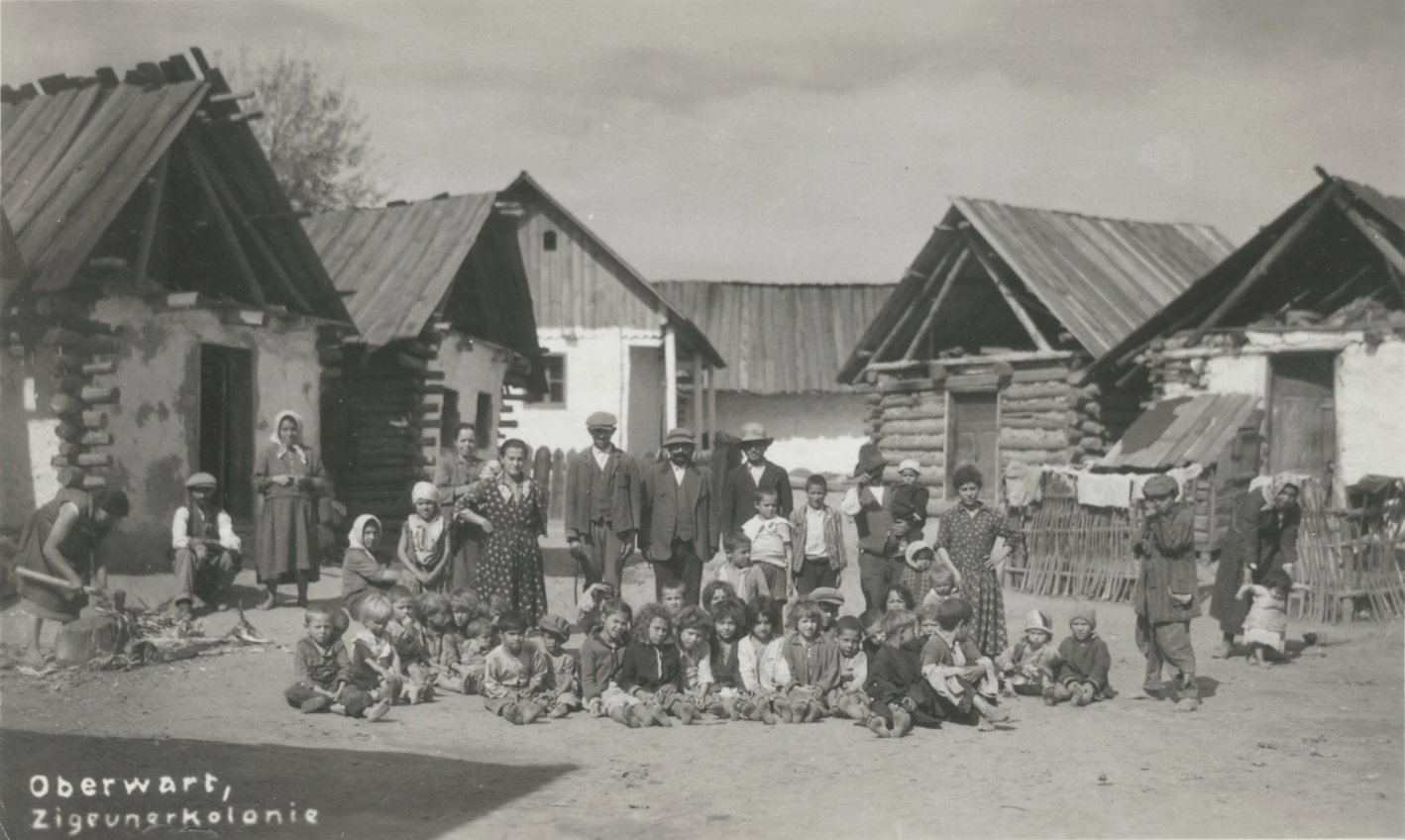
Eine Roma-Siedlung in Oberwart (1935)

Nach Wien und Niederösterreich hatte das Burgenland vor der Machtübernahme der Nationalsozialisten die drittgrößte jüdische Bevölkerung Österreichs. Mehr als 3.000 Juden lebten 1938 im Burgenland. Nach antisemitischen Ausschreitungen und der Zerstörung von jüdischen Geschäften sowie Wohnhäusern in der Nacht vom 11. auf den 12. März 1938 flohen ein Großteil der Juden nach Wien, wo sie von der dortigen Kultusgemeinde betreut wurden. Die Vertreibung durch die Gestapo ergab, dass Anfang 1939 nur mehr 12 Juden im Burgenland verblieben sind. In Wien warteten die geflüchteten burgenländischen Juden vergebens auf Ausreisemöglichkeiten, insbesondere nach Palästina. Die Mehrheit davon wurde nach Osten deportiert und in Vernichtungslagern ermordet.

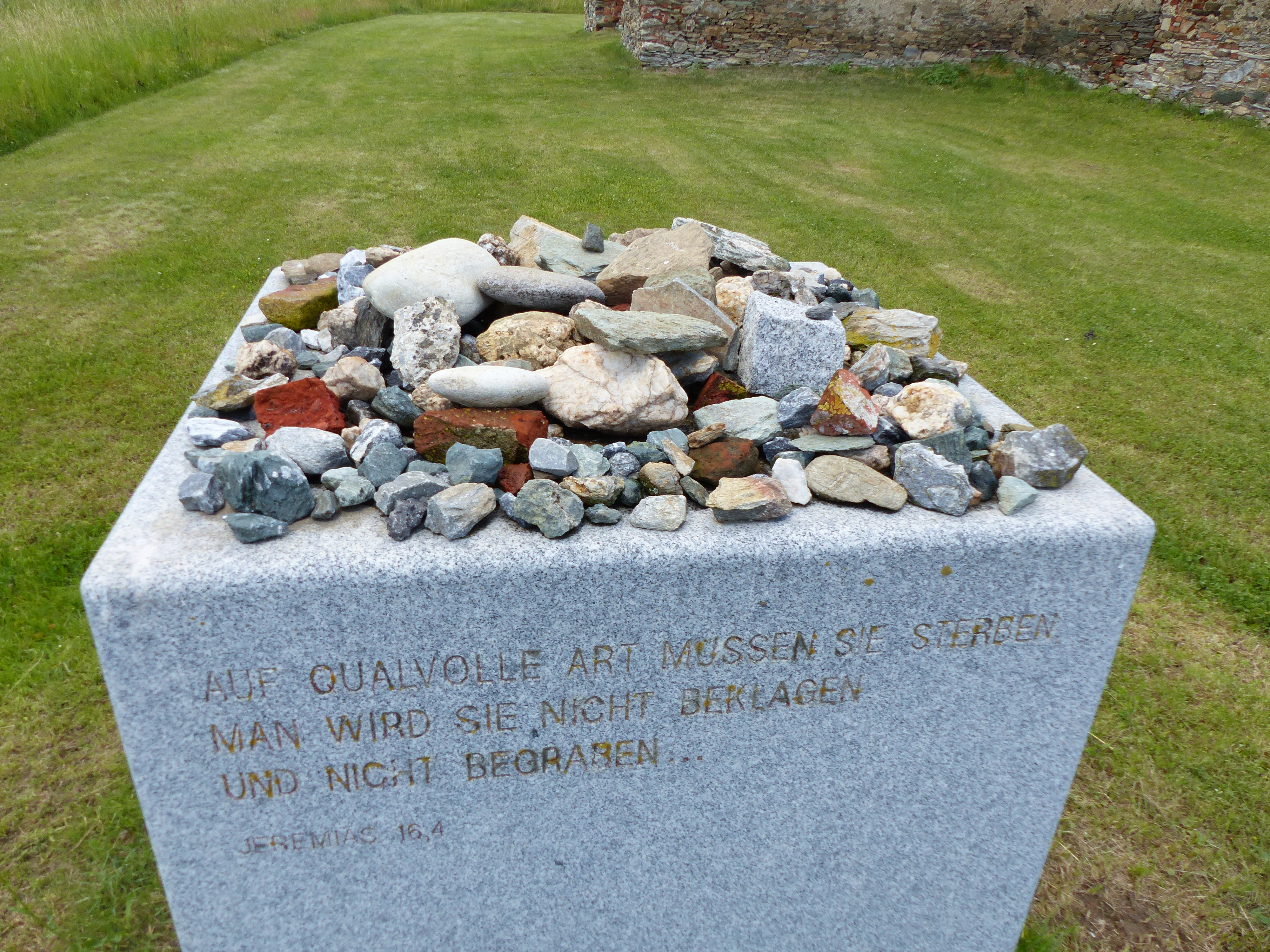
Jüdische Gedenkstätte für das Massaker von Rechnitz

Nach dem Zweiten Weltkrieg verzeichnete das Burgenland jahrzehntelang einen Bevölkerungsverlust. Das Land bot wirtschaftlich kaum Alternativen, viele Ortschaften versorgten sich fast ausschließlich selbst und eine moderne Infrastruktur fehlte vielerorts noch. Zusätzlich besaß das Burgenland keine Großstadt, womit erneut eine hohe Abwanderung erfolgte. Die Lage direkt am Eisernen Vorhang, der undurchlässigen österreichisch-ungarischen Grenze während des Kalten Krieges, war ein Hindernis für die wirtschaftliche Entwicklung des Burgenlandes und verstärkte die Abwanderung noch. Erst nach der Grenzöffnung 1989/90 konnte das Burgenland von der Grenzlage und der neuen wirtschaftlichen Verflechtung Österreichs mit seinen östlichen Nachbarn profitieren und verzeichnet seither einen Bevölkerungsanstieg. 

### Religion
Obwohl die Mehrheit der Burgenländer wie im übrigen Österreich vorwiegend römisch-katholisch ist, gibt es hier mit 14 % einen relativ hohen Anteil an Protestanten, die in den 29 Pfarrgemeinden der Superintendentur A. B. Burgenland und in der evangelischen Kirchengemeinde H.B. Oberwart organisiert sind. Rund 30.000 Burgenländer bilden den höchsten Anteil an evangelischen Christen in Österreich. Diese große Anzahl ist historisch bedingt auf die Zugehörigkeit zu Ungarn und die damit verbundene relative Religionsfreiheit im 17. Jahrhundert zurückzuführen. Als die Habsburger die Gegenreformation in den österreichischen Erbländern mit aller Konsequenz durchführten, emigrierten viele Protestanten ins nahegelegene Deutsch-Westungarn, wo tolerantere Religionsgesetze galten.
Es gab früher eine große und bedeutende jüdische Kultur, vor allem in den sogenannten „Siebengemeinden“ (Eisenstadt, Mattersburg, Kittsee, Frauenkirchen, Kobersdorf, Lackenbach und Deutschkreutz) mit hohem Anteil jüdischer Bevölkerung. In Lackenbach waren im Jahr 1869 62 % der Bevölkerung jüdischen Glaubens; die größte jüdische Gemeinde Burgenlands war jedoch diejenige in Mattersburg. Bis Ende des 19. Jahrhunderts stellten Juden hier mehr als ein Drittel der Einwohner. 1938 wurden sämtliche Juden aus dem Burgenland vertrieben oder ermordet, es erinnert nur noch sehr wenig an das einstige jüdische Leben im Burgenland.
Der Landespatron des Burgenlands ist der heilige Martin von Tours.

## Politik

### Burgenländischer Landtag
Der Landtag wählt die Mitglieder der Landesregierung (vgl. Artikel 53 Verfassung des Burgenlandes). Präsidentin des Landtages ist Astrid Eisenkopf (SPÖ).

### Landesregierung
Das stark ländlich geprägte Burgenland wurde bis 1964 von Landeshauptleuten der ÖVP regiert, seitdem gehörten alle der SPÖ an. Den Sozialdemokraten kam der Strukturwandel zugute, der sich in einem starken Rückgang der Erwerbstätigen in der Landwirtschaft und in einer hohen Zahl von Berufspendlern nach Wien und Graz niederschlug. Die Partei verfügt durch ihre jahrzehntelange Dominanz über ein dichtes Netz politischer Strukturen bis auf die unterste politische Ebene. Zumal große städtische Zentren fehlen, liegen die Wahlergebnisse von Neos und Grünen deutlich unter dem Bundesdurchschnitt, auch die FPÖ erzielt schlechtere Ergebnisse.
Der Proporz  wurde im Jahr 2015 abgeschafft. Von 2015 bis 2020 regierte eine Koalition aus der SPÖ und der FPÖ. Bei der Landtagswahl im Burgenland 2020 bekam die SPÖ die absolute Mehrheit. Dies war die erste Alleinregierung im Burgenland seit 1945. Die Landesregierung des Burgenlandes mit dem Sitz im Landhaus besteht nach der Landtagswahl 2020 aus fünf Mitgliedern der SPÖ. 2025 wurde die absolute Mehrheit bei der Landtagswahl verloren und eine Koalition mit den Grünen gebildet.
Der Landeshauptmann ist seit 2019 Hans Peter Doskozil (SPÖ).

### Landeshauptleute des Burgenlandes seit 1921
(Quelle: )
- Robert Davy (1921–1922, parteilos)
- Alfred Rausnitz (1922–1923, parteilos)
- Alfred Walheim (1923–1924, GDVP, Landbund)
- Josef Rauhofer (1924–1928, CS)
- Johann Thullner (1929–1930, CS)
- Anton Schreiner (1930–1931, CS)
- Alfred Walheim (1931–1934, CS)
- Hans Sylvester (1934–1938, VF)
- Tobias Portschy (1938, NSDAP)
- Ludwig Leser (1945–1946, SPÖ)
- Lorenz Karall (1946–1956, ÖVP)
- Johann Wagner (1956–1961, ÖVP)
- Josef Lentsch (1961–1964, ÖVP)
- Hans Bögl (1964–1966, SPÖ)
- Theodor Kery (1966–1987, SPÖ)
- Johann Sipötz (1987–1991, SPÖ)
- Karl Stix (1991–2000, SPÖ)
- Hans Niessl (2000–2019, SPÖ)
- Hans Peter Doskozil (seit 2019, SPÖ)[39]

### Gemeinderatswahlen
Bei den Gemeinderatswahlen 2017 ging die SPÖ trotz leichter Verluste als stärkste Partei hervor (44,4 %). Die ÖVP (41,9 %) konnte jedoch einige Bürgermeister hinzugewinnen und stellte seit der Wahl gleich viele Bürgermeister wie die SPÖ (jeweils 74).
Bei den Gemeinderatswahlen 2022 hat die SPÖ etwas hinzugewonnen (48,8 %) und stellt seitdem 95 Bürgermeister. Die ÖVP hat an Stärke verloren (39,9 %) und stellt seitdem 71 Bürgermeister.

### Wappen
Beschreibung: In Gold ein roter natürlich auf einem schwarzen Berg sitzender nach links blickender goldgekrönter rotgezungter und goldbewehrter Adler mit ausgebreiteten Schwingen und über den Sachsen schwebenden schwarzen Tatzenkreuzen. Auf der Brust ein Schild dreimal gespalten in Rot und weißem Hermelin.

### E-Government
Die Online-Plattform E-Government Burgenland stellt Online-Formulare und Druckformulare für Bürger und Unternehmen bereit, mit denen zeit- und ortsunabhängig Eingaben an das Land Burgenland, seine Behörden und Dienststellen gerichtet werden können. Das Formularservice Burgenland stellt somit eine zentrale Zugangsmöglichkeit zu Formularen aus den vielfältigsten Lebensbereichen wie Arbeit, Bauen und Wohnen, Gesundheit usw. zur Verfügung. Dabei werden Formularlösungen des österreichischen IT-Dienstleisters aforms verwendet.

## Wirtschaft und Infrastruktur

### Verkehr

#### Straßennetz
Siehe auch: Straße im Burgenland
Es führen insgesamt drei Autobahnen teilweise durch das Burgenland: die A2 (Südautobahn) von Pinkafeld bis Markt Allhau, die A3 (Südostautobahn) vom Knoten Eisenstadt bis ins Leithagebirge, die A4 (Ostautobahn) bis zur Staatsgrenze nach Nickelsdorf. Ebenso vorhanden sind die Schnellstraßen S4 (Mattersburger Schnellstraße), die S31 (Burgenland-Schnellstraße) und die B50 (Burgenland-Straße).
Mit 67 Pkw pro 100 Einwohner (Stand 2021) hat das Burgenland österreichweit die höchste Pkw-Dichte.

#### Bahn
Siehe auch: Bahnstrecke im Burgenland

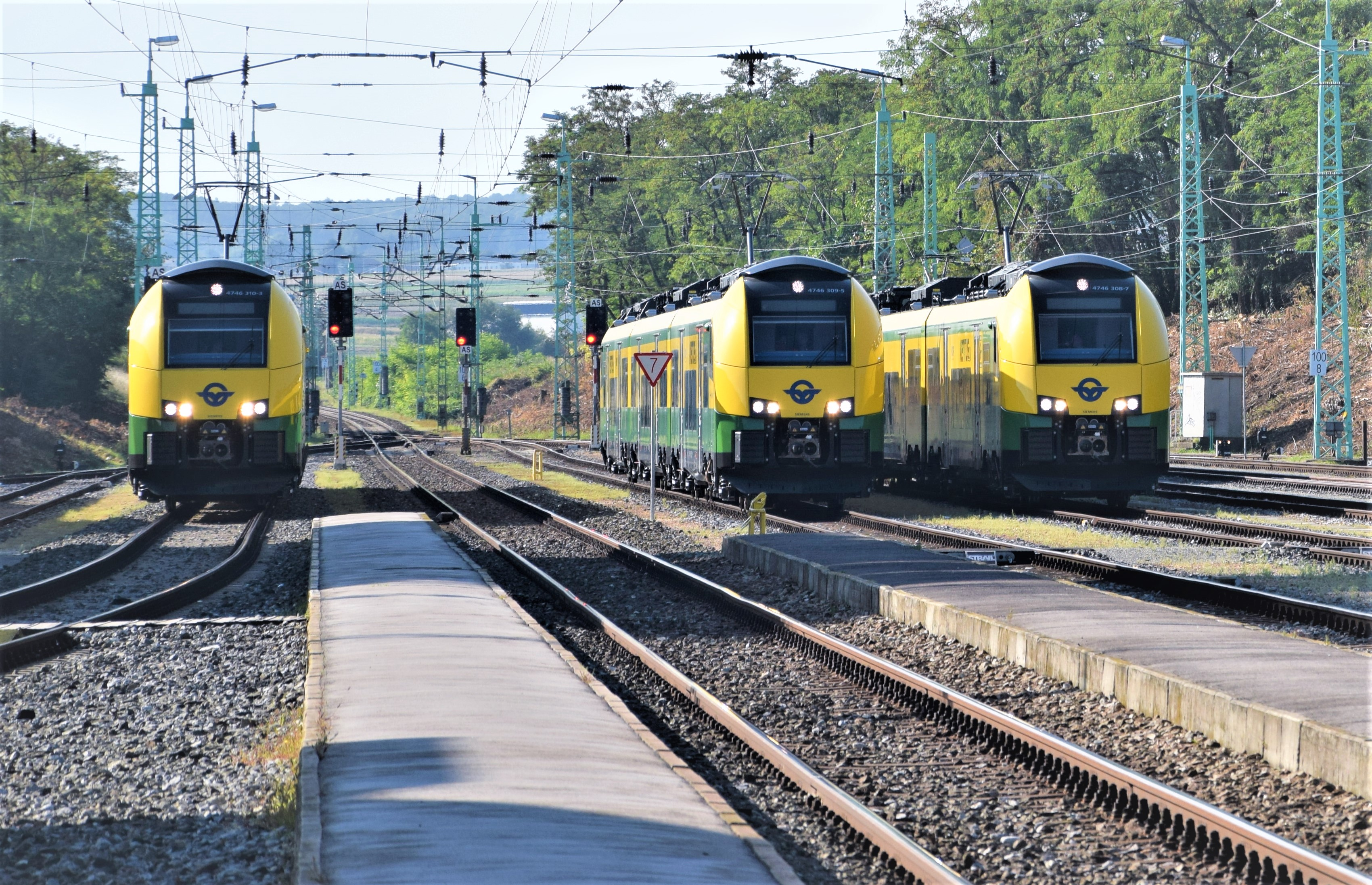
Züge der Raaberbahn in Wulkaprodersdorf

Aufgrund der langen Zugehörigkeit zu Ungarn war zu Beginn der 1. Republik das burgenländische Verkehrsnetz stark auf die ungarischen Zentren (Ödenburg, Preßburg, Steinamanger und Wieselburg) aufgebaut, so gab es zwar eine gut erschlossene Ost-West-Verbindung, jedoch kaum vorhandene Wege von Nord nach Süd. Durch mangelhafte Straßenzustände war insbesondere das Eisenbahnnetz in der Nachkriegszeit von großer Bedeutung.
Durch das Burgenland führen heute unter anderem die Raaberbahn, die Pannoniabahn, die Neusiedler Seebahn sowie die teilweise stillgelegte Pinkatalbahn, welche unter anderem von der ehemaligen Südburgenländischen Regionalbahn befahren wurde.
Mit einer Schmalspurbahn zum Neusiedler See besaß Burgenlands zweitgrößte Stadt Neusiedl am See von 1928 bis 1939 eine eigene, nicht elektrifizierte, Straßenbahnlinie.

#### Bus

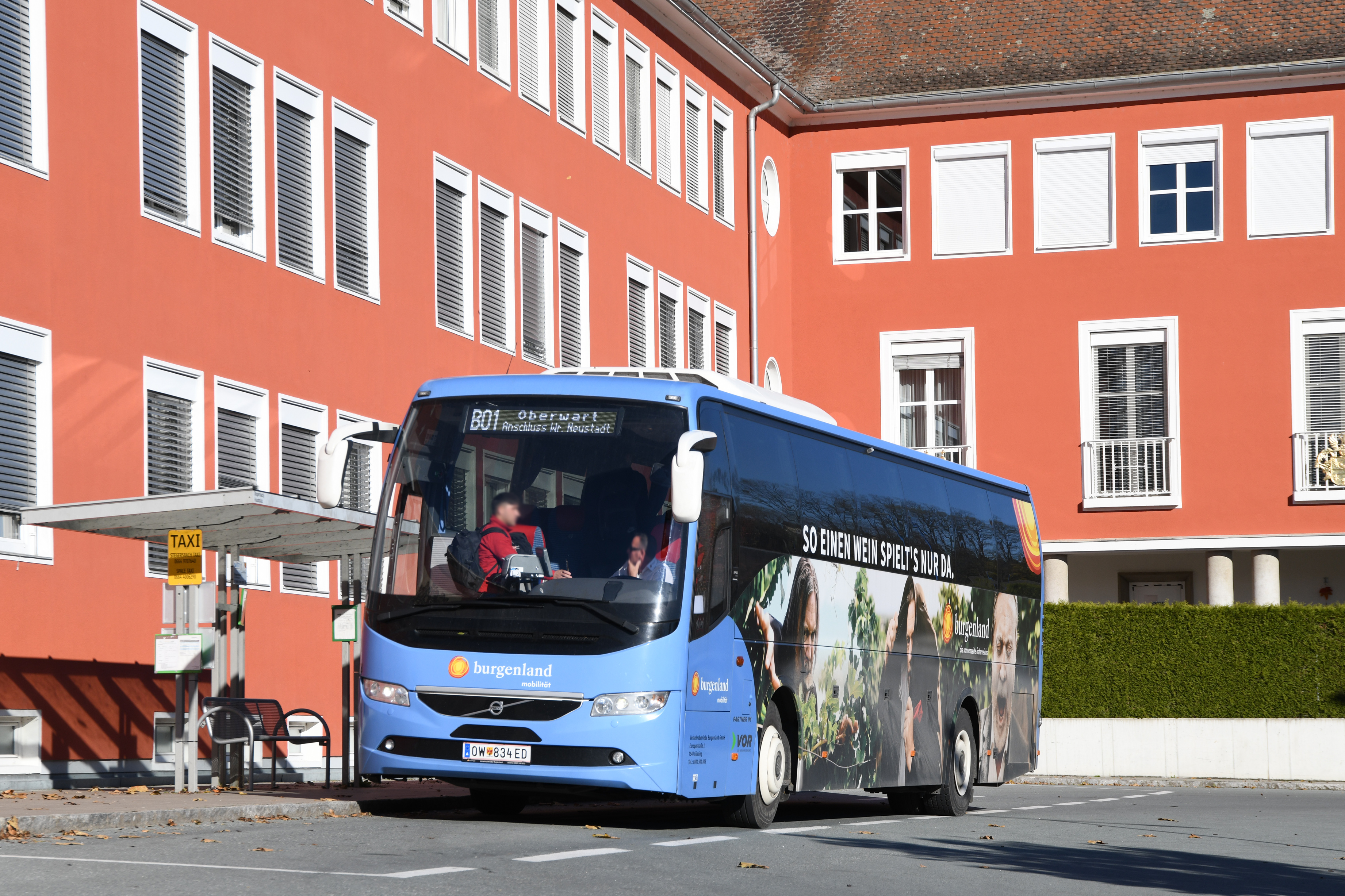
Ein Volvo 9700 der Verkehrsbetriebe Burgenland in Stegersbach (2023)

Im Burgenland gibt es einige Regionalbuslinien (überwiegend ÖBB-Postbusse sowie Busse von Südburg), welche zum Verkehrsverbund Ost-Region (VOR) gehören. 2021 wurden zudem die Verkehrsbetriebe Burgenland gegründet, um die ÖPNV-Infrastruktur im Südburgenland zu verbessern.
Seit Dezember 2016 gibt es in der Landeshauptstadt Eisenstadt die drei Stadtbuslinien Georg (Linie 1), Vitus (Linie 2) und Martin (Linie 3). Im Dezember 2018 wurde die Linie Fanny (Linie 4) in Betrieb genommen. Die Linien 1, 2 und 3 verkehren im Halbstundentakt, die Linie 4 stündlich. An Sonntagen fährt keine der Linien. Von Dezember 2006 bis Juni 2014 hatte Neusiedl am See zudem eine Stadtbuslinie, die unter dem Namen ne’mo (neusiedl mobil) betrieben wurde.

#### Radwege
Siehe auch: Radweg im Burgenland
Im Burgenland gibt es rund 3300 km gekennzeichnete und weitestgehend asphaltierte Radwanderwege. Mit dem Jubiläumsradweg (ca. 310 km) kann man entlang von größtenteils lokalen, kürzeren Radwegen von Kittsee im Norden das gesamte Bundesland entlang nach Kalch im Süden gelangen. Zusätzlich gibt es regional im Norden den Neusiedler-See-Radweg (B10), der mit 123 km um den gesamten Steppensee führt und dabei auch rund 41 km auf ungarischer Seite liegt. Im Mittelburgenland dagegen gibt es mit dem Sonnenland-Radweg (rund 162 km) eine Route, die durch das Rosaliengebirge verläuft, die Burg Lockenhaus und die Synagoge Kobersdorf sind einige Sehenswürdigkeiten der Strecke. Im Südburgenland wurde die Paradiesroute mit rund 260 km erschaffen, die drei Naturparks inkludiert und sich eignet, um die Weinberge der Region zu erkunden.

### Wirtschaft
Mangels Alternativen war das Land lange von der Landwirtschaft geprägt. Als wirtschaftlich unterentwickeltes Bundesland Österreichs wurde das Burgenland 1995 zur Gänze zum Ziel-1-Gebiet der Europäischen Union erklärt. Diese Förderungen liefen in einer „Phasing Out“ Phase bis 2013 weiter. In den zehn Jahren hat sich das Burgenland wirtschaftlich weiter entwickelt. Im Vergleich mit dem Bruttoinlandsprodukt der Europäischen Union ausgedrückt als Kaufkraftstandard (KKS) erreicht die Region einen Index von 89 (EU-28: 100, Österreich: 129) (2014). Nach wie vor herrscht ein Nord-Süd-Gefälle in der Wirtschaftskraft. Diese Disparitäten können nur sehr langsam abgebaut werden. Rund 23.000 Burgenländer pendeln je nach Entfernung als Tages- oder Wochenpendler zur Arbeit nach Wien.
Im Jahr 2017 lag der Motorisierungsgrad (Personenkraftwagen pro 1000 Einwohner) bei 659.
Das Burgenland ist insbesondere für seinen Wein bekannt und dieser bildet einen wichtigen Wirtschaftssektor. Hinter Niederösterreich ist es die zweitgrößte Weinbauregion Österreichs. 11.284 Hektar werden (Stand: 30. November 2022) im burgenländischen Weinbau bewirtschaftet. Die größte Anbaufläche bildet sich um den Neusiedler See.
Untergliedert gibt es im Burgenland insgesamt fünf Weinbauregionen:
1. Neusiedlersee (7098 ha)
2. Leithaberg (3097 ha)
3. Rosalia (297 ha)
4. Mittelburgenland (1896 ha)
5. Eisenberg (515 ha)

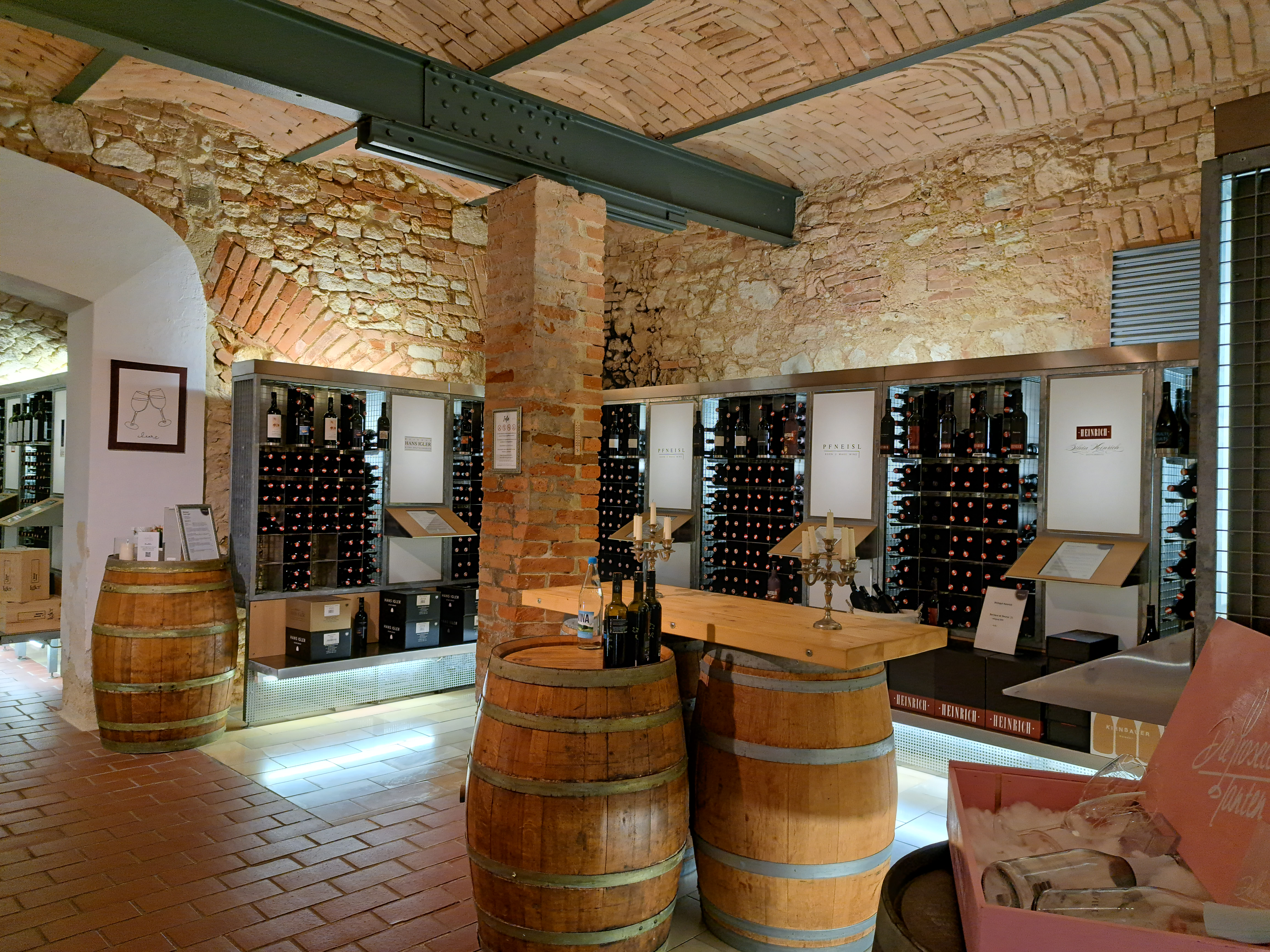
Eine Vinothek in Deutschkreutz

Während im östlichen Seewinkel Süßweine wie Chardonnay und Welschriesling vorrangig produziert werden, gibt es im Bezirk Mattersburg in den Tälern des Rosaliengebirges optimale Bedingungen für Blaufränkisch und Zweigelt. In den Ausläufern des Ödenburger Gebirges wird ebenso Blaufränkisch angebaut (Blaufränkischland). Im Südburgenland werden Welschriesling, Grüner Veltliner und Weißburgunder vor allem um Rechnitz und um Moschendorf kultiviert.
Eine einzigartige Weinsorte in der österreichischen Weinlandschaft ist der Weißwein Ruster Ausbruch, der ausschließlich in Rust erzeugt werden kann. Eine weitere spezielle Weinsorte ist der südburgenländische Uhudler, ein Direktträgerwein der Rebsorten Concord, Delaware, Elvira und Isabella. Typisch für den Uhudler ist sein Geschmack nach Waldbeeren, sowie die charakteristische herbe, säurebetonte Note. Der Uhudler wird vorwiegend in den Bezirken Güssing und Jennersdorf erzeugt.
Zusätzlich findet man im Burgenland entlang der Weinbauregionen viele Buschenschenken (Heurigen), wo eine Brettljause mit den heimischen Weinen konsumiert werden kann.
Im Burgenland gibt es eine hohe Anzahl an Mineral- und Thermalquellen. Bekannte Mineralwassermarken sind Römerquelle, Waldquelle, Juvina und ehemals Güssinger (Vitaquelle).
Wichtige Wirtschaftsstandorte sind neben der Landeshauptstadt Eisenstadt die Businessparks Burgenland: Kittsee, Parndorf/Neusiedl am See, Hornstein und Heiligenkreuz sind bereits bestehende Betriebsansiedlungen, Oberpullendorf/Steinberg-Dörfl und Rudersdorf/Deutsch-Kaltenbrunn sind in Planung bzw. in Bau.
Burgenländische Leitbetriebe sind unter anderem Unger Stahlbau, Melecs, Leier International und Becom Electronics.
Das Burgenland ist europäischer Vorreiter im Bereich der Windenergie. Im Jahr 2000 kamen zirka drei Prozent des im Land produzierten Stroms aus Windkraftanlagen, im Jahr 2011 war es bereits die Hälfte. 2013 war das Land stromautark, da rechnerisch mehr als 100 Prozent des genutzten Stromes im Land aus erneuerbaren Energien erzeugt wurden. Es wurden auch mehrere große Windparks gebaut: Der Windpark Andau/Halbturn beispielsweise hat 79 Windkraftanlagen des Typs Enercon E-101 und eine installierte Leistung von 237 MW. Er war bei der Fertigstellung der größte Windpark Mitteleuropas.
Im ganzen Bundesland sind verschiedenste Banken mit vielen Filialen aktiv. Die größten, hier agierenden Kreditinistute sind die Raiffeisenlandesbank Burgenland, die Sparkasse Hainburg-Bruck-Neusiedl, die Erste Bank und die Bank Burgenland.
Ein weiterer wichtiger Wirtschaftsfaktor ist der Sommertourismus.

### Tourismus

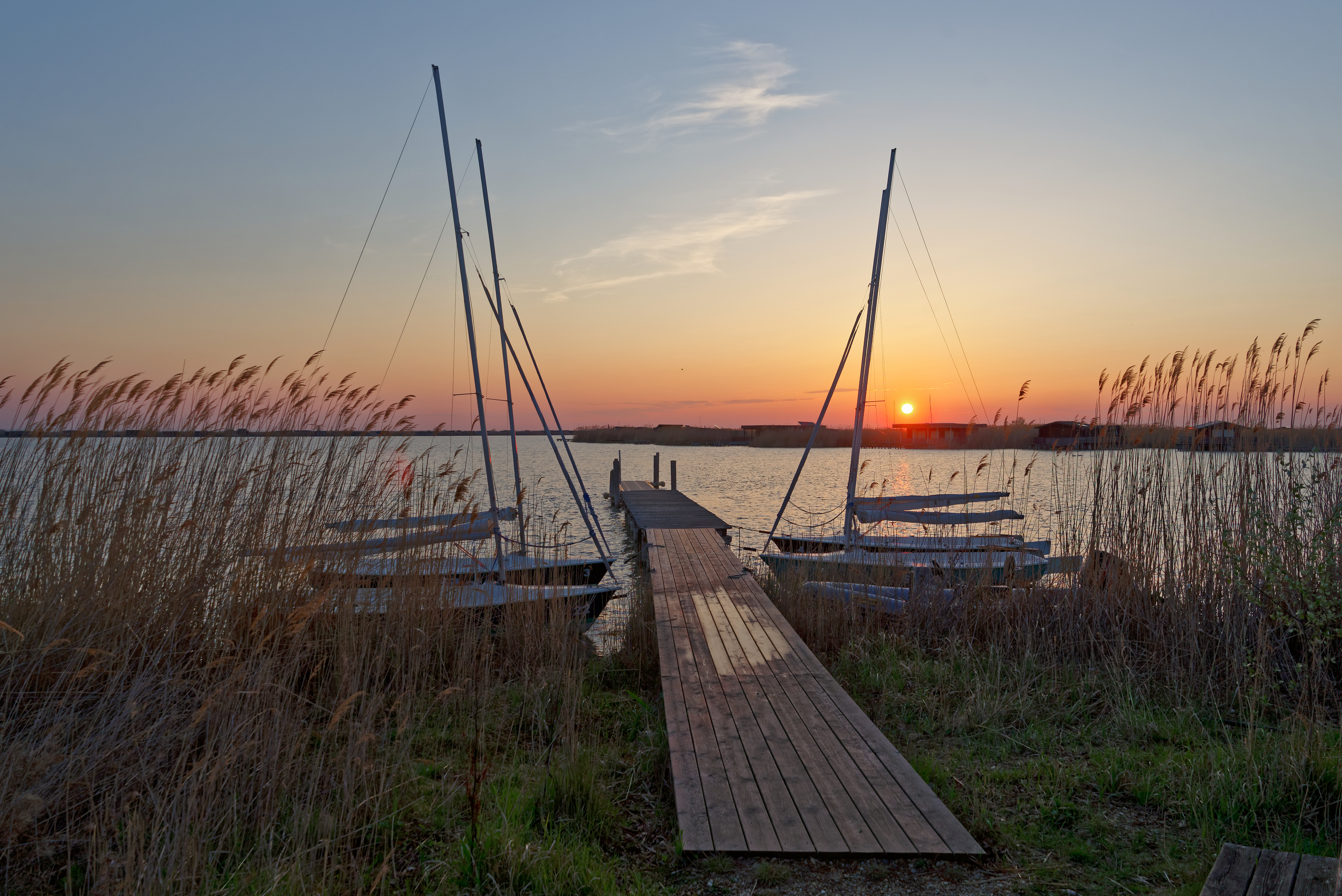
Neusiedler See, größter abflussloser See Mitteleuropas

Zugpferde des Tourismus im Burgenland sind der Neusiedler See, die Thermen St. Martins Therme & Lodge, Lutzmannsburg, Stegersbach und der Kurort Bad Tatzmannsdorf. Aber auch viele Radwege, über 300 Sonnentage im Jahr und der Wein, der nahezu im gesamten Burgenland angebaut wird locken viele Menschen an. In den Jahren 2019 und 2023 konnten mit mehr als 3,1 Millionen Nächtigungen historische Höchstwerte verzeichnet werden. Das Burgenland wird überwiegend von österreichischen Touristen besucht, stärkste Reisegruppe aus dem Ausland sind Deutsche. 2023 fielen 404.507 Übernachtungen auf deutsche Urlauber zurück. Die durchschnittliche Aufenthaltsdauer der Gäste beträgt 2,7 Tage. Die nächtigungsstärksten Gemeinden sind Podersdorf am See und Bad Tatzmannsdorf.

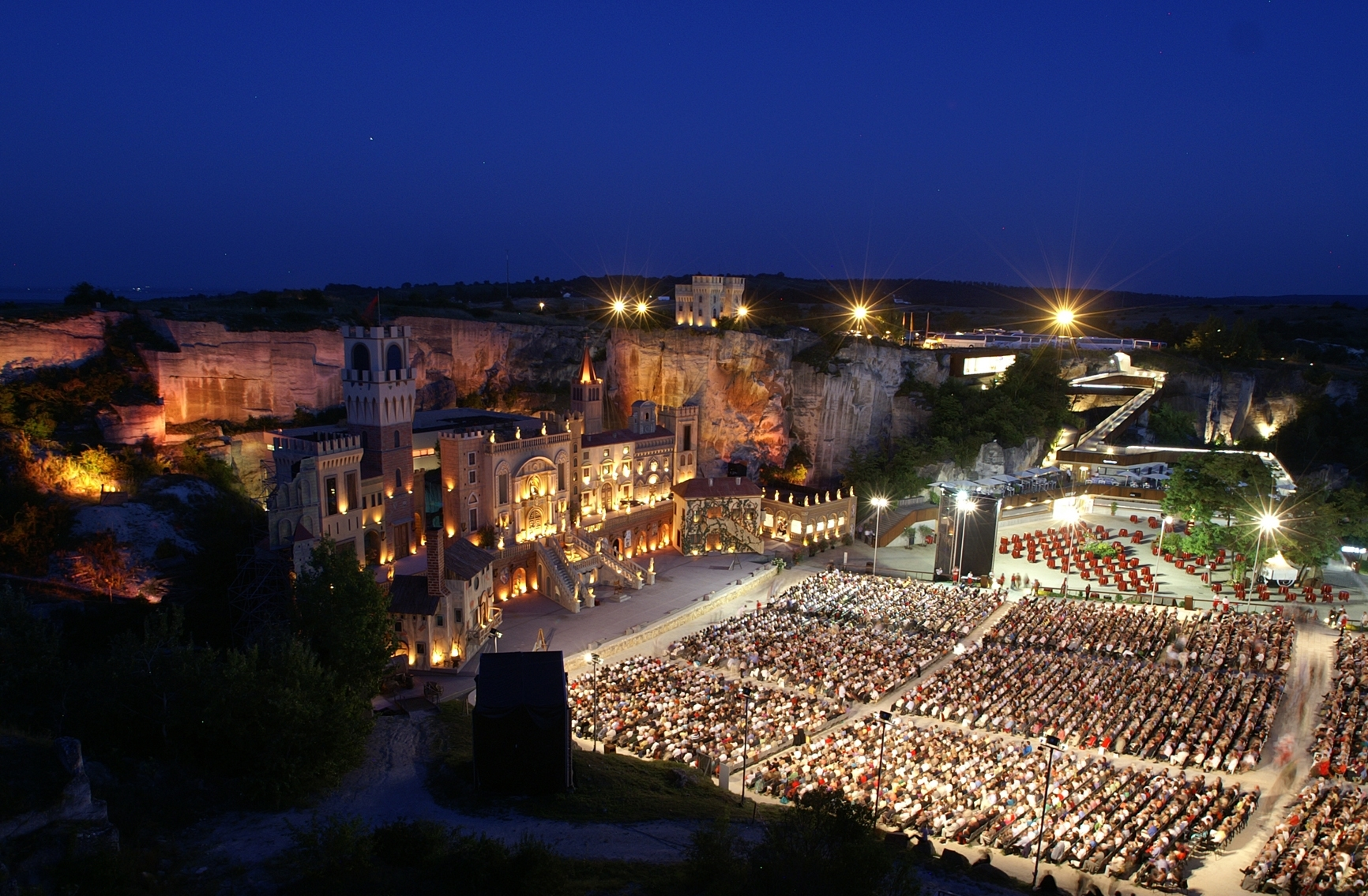
Der Römersteinbruch St. Margarethen bei einer Aufführung von Rigoletto (2009)

Bei kulturellen Großveranstaltungen sind in erster Linie die Seefestspiele Mörbisch und die Opernfestspiele im Steinbruch in Sankt Margarethen zu nennen. Jährliche Aufführungen von bekannten Operetten, Theaterstücken oder Musicals führen zu 100.000 bis 145.000 Besuchern in Mörbisch und St. Margarethen.

Nahe Parndorf befinden sich zwei Designer-Outlets (darunter Mitteleuropas größtes Outlet und größter, privater Arbeitgeber des Burgenlandes), mit über 230 Geschäften und Lokalen, welche jährlich über sechs Millionen Gäste anziehen, die für Einkaufstouren nicht nur aus dem nahen Wien, sondern aus ganz Osteuropa und teilweise sogar aus anderen Kontinenten anreisen. Da viele Kunden es nicht schaffen, das ganze Outlet an einem Tag zu bewältigen, hat 2009 ein Hotel (Burgenlands höchstes Hochhaus) am Gelände eröffnet. 

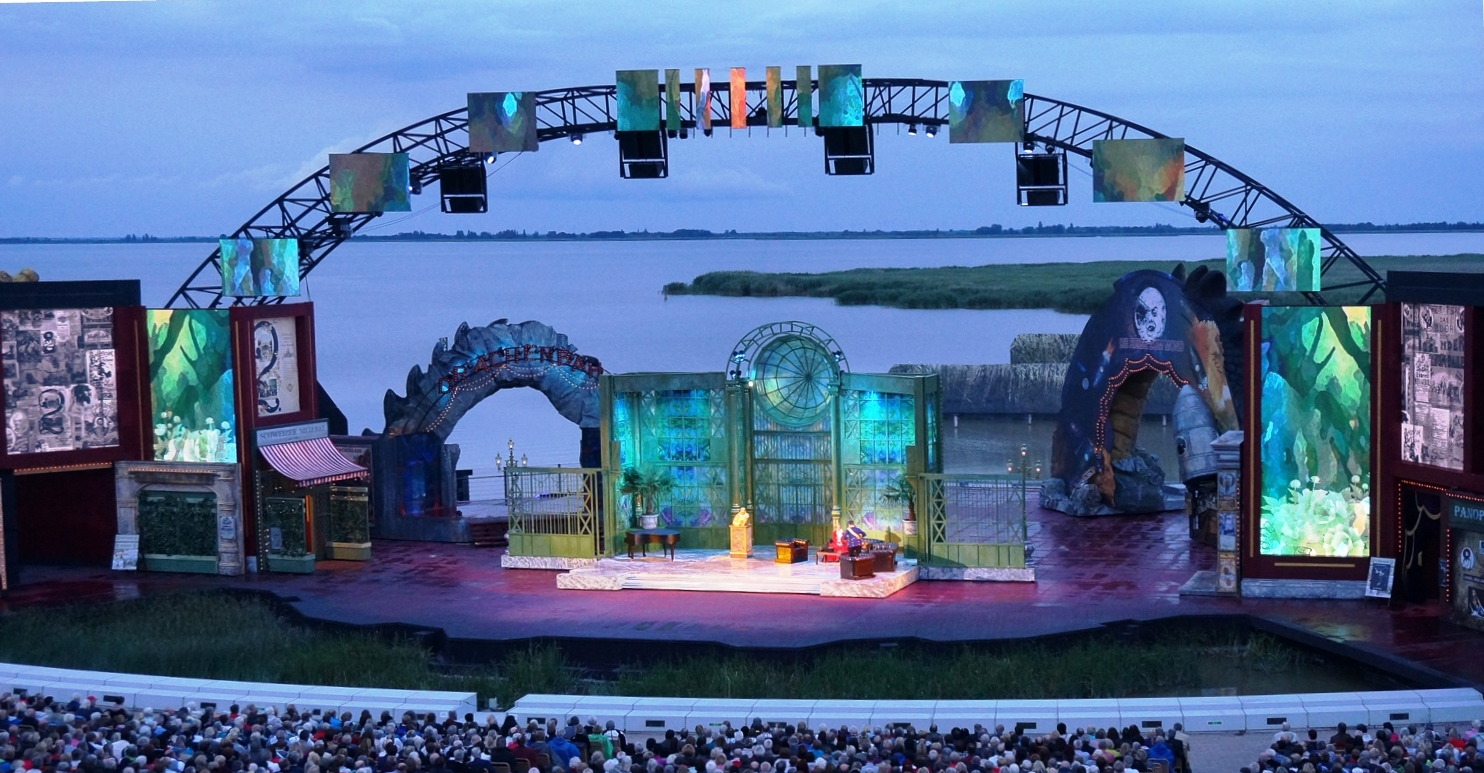
Seefestspiele Mörbisch (2019)

Ein weiterer Touristenmagnet ist der Familypark Neusiedlersee (ehemals Märchenwald), der größte Freizeitpark Österreichs, der jährlich mehr als 600.000 Gäste anlockt.
Mangels Skigebieten und einen immer seltener zugefrorenen Neusiedler See (größter Natureislaufplatz Mitteleuropas) gibt es im Burgenland kaum Wintertourismus.

### Öffentliche Einrichtungen
Oberste Dienststelle der Polizei ist die Landespolizeidirektion mit Sitz in Eisenstadt. In jedem Bezirk außer Rust besteht ein Bezirkspolizeikommando, dem die einzelnen Polizeiinspektionen unterstehen. 2016 wurden, als Pilotversuch in einigen Gemeinden, die Sicherheitspartner gegründet, um das Sicherheitsgefühl zu heben und notfalls die Polizei zu alarmieren.
Für den Brandschutz und die allgemeine Hilfe waren 2011 insgesamt 319 Freiwillige Feuerwehren und 7 Betriebsfeuerwehren verantwortlich, die im burgenländischen Landesfeuerwehrverband organisiert sind. Berufsfeuerwehren gibt es im Burgenland keine. Für die Ausbildung der rund 15.000 Feuerwehrmitglieder besteht in Eisenstadt die verbandseigene Landesfeuerwehrschule.
Den Rettungsdienst führt im Burgenland hauptsächlich das Rote Kreuz durch. Auch der Samariter-Bund unterhält eine Gruppe mit Stützpunkten.
Die Koordination der Blaulichtorganisationen wird im gesamten Bundesland von der LSZ Burgenland (Landessicherheitszentrale) mit dem Sitz im Landhaus Eisenstadt durchgeführt. Auch die Sturmwarnungen für den Neusiedler See werden hier ausgelöst.

#### Hochschulen
Die Fachhochschule Burgenland hat zwei Standorte: Der Standort im Norden (Eisenstadt) spezialisiert sich auf Informationstechnologie, Soziale Arbeit und Wirtschaft, der im Süden (Pinkafeld) auf Energie- und Umweltmanagement sowie Gesundheit. Studierende im Burgenland haben keine Studiengebühren zu bezahlen.
Neben der Pädagogischen Hochschule Burgenland und dem Joseph-Haydn-Konservatorium des Landes Burgenland (beide in Eisenstadt), gab es bis 2014 die European Peace University in Stadtschlaining.

## Kultur und Sehenswürdigkeiten

### Kunst

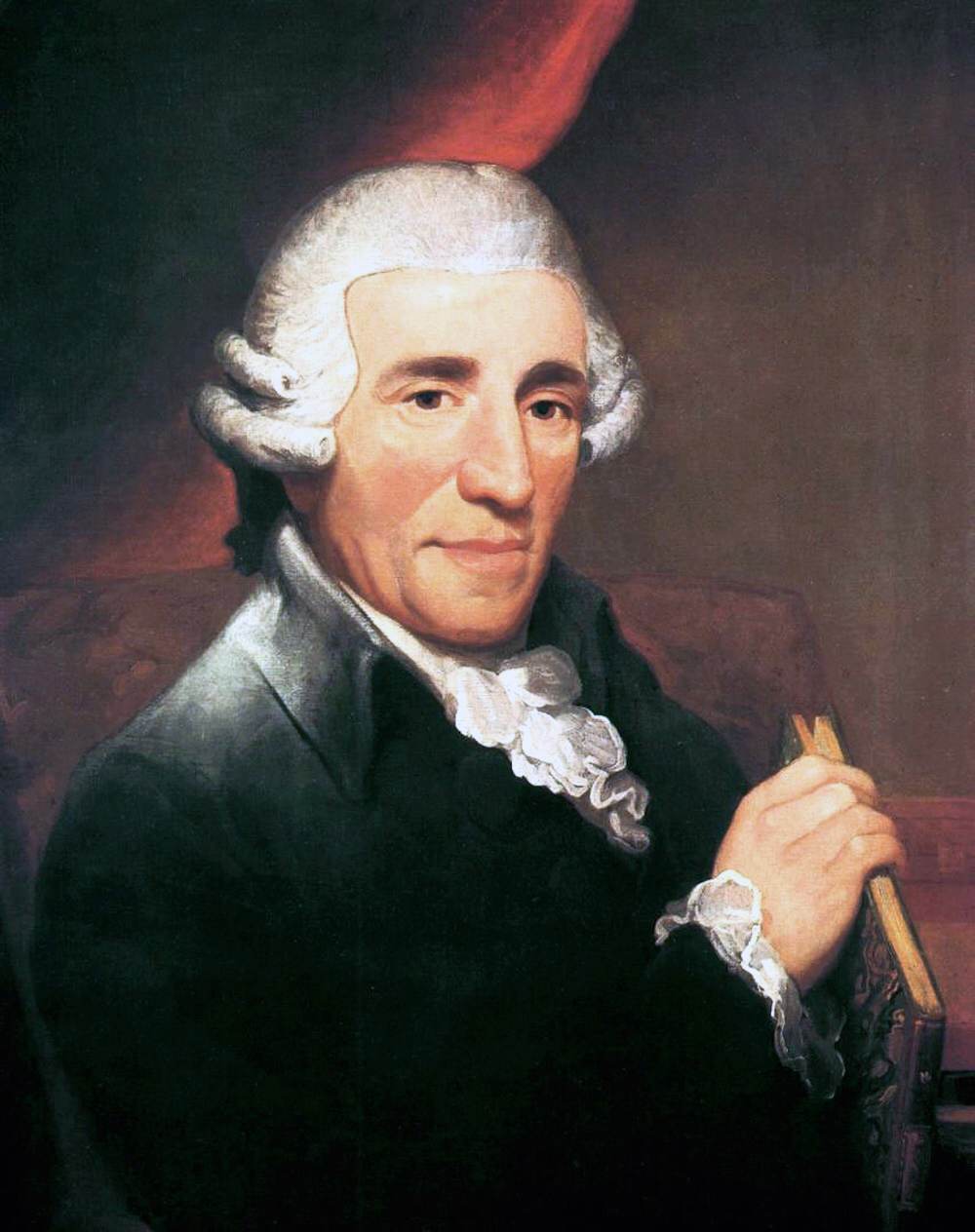
Joseph Haydn

Mit Franz Liszt (* 22. Oktober 1811, Raiding; † 31. Juli 1886, Bayreuth) und Joseph Haydn (* 31. März 1732, Rohrau; † 31. Mai 1809, Wien) haben zwei bedeutende klassische Komponisten und Musiker einen engen Bezug zum Gebiet des heutigen Burgenlandes.
- Wander Bertoni (1925–2019), Bildhauer. Er lebte seit 1965 in Winden am See, wo er ein Freilichtmuseum errichtet hat.
- Anton Lehmden (1929–2018), Maler und Druckgrafiker (Wiener Schule des Phantastischen Realismus). Er lebte seit Ende der 1960er im Schloss Deutschkreutz, wo er eine Gemäldeausstellung installierte.

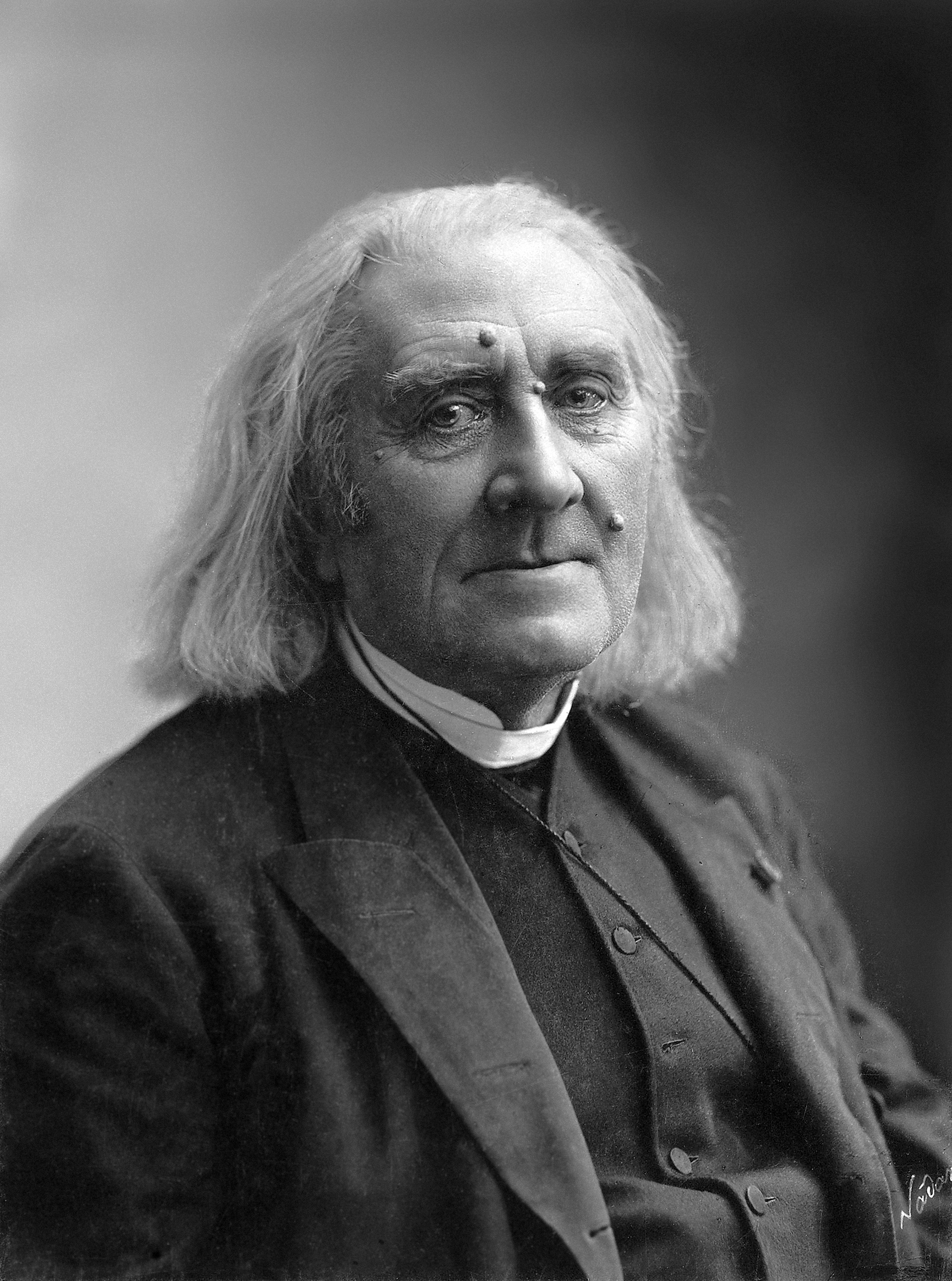
Franz Liszt

### Kultur
Kulturelle Angebote bestehen vor allem im Sommer, mit dem 1981 von Gidon Kremer gegründetem Kammermusikfest Lockenhaus (künstlerischer Leiter seit 2012 ist Nicolas Altstaedt) in der Pfarrkirche und Burg in der Gemeinde Lockenhaus, den Seefestspielen Mörbisch auf der Seebühne am Neusiedler See, den Opernfestspielen im Römersteinbruch St. Margarethen, den Schloss-Spielen Kobersdorf, den Burgspielen Güssing, Musical Güssing, Kultursommer Güssing, Festivalsommer Jennersdorf oder dem Europa-Symposium Kaisersteinbruch mit den Kaisersteinbrucher Konzerten.
Der Hof des Schlosses Tabor, mit zweigeschoßigen Arkaden, wird im Sommer für die Aufführung einer Oper und für zahlreiche weitere Veranstaltungen genutzt.
Durch die vielen Minderheiten ist das Volksbrauchtum im Burgenland besonders vielfältig. Es werden nämlich auch von den Minderheiten kulturelle Veranstaltungen wie kroatische oder ungarische Heimatabende abgehalten. Mit Romano Rath aus Oberwart gibt es im Burgenland auch eine bekannte Roma-Band.
Mit der deutschen Stadt Bayreuth wurde 1990 eine Kulturpartnerschaft geschlossen. Der im burgenländischen Raiding geborene Musiker Franz Liszt war der Schwiegervater des Komponisten Richard Wagner aus dessen zweiter Ehe mit Cosima. In Bayreuth, wo Wagner sein Festspielhaus errichten ließ, war Liszt mehrfach Gast und starb dort im Jahr 1886. Sein Grab befindet sich auf dem Bayreuther Stadtfriedhof.
Die zentrale Anlaufstelle für Kultur in Eisenstadt ist das Kultur-Kongress-Zentrum-Eisenstadt am Franz-Schubert-Platz.

### Veranstaltungen

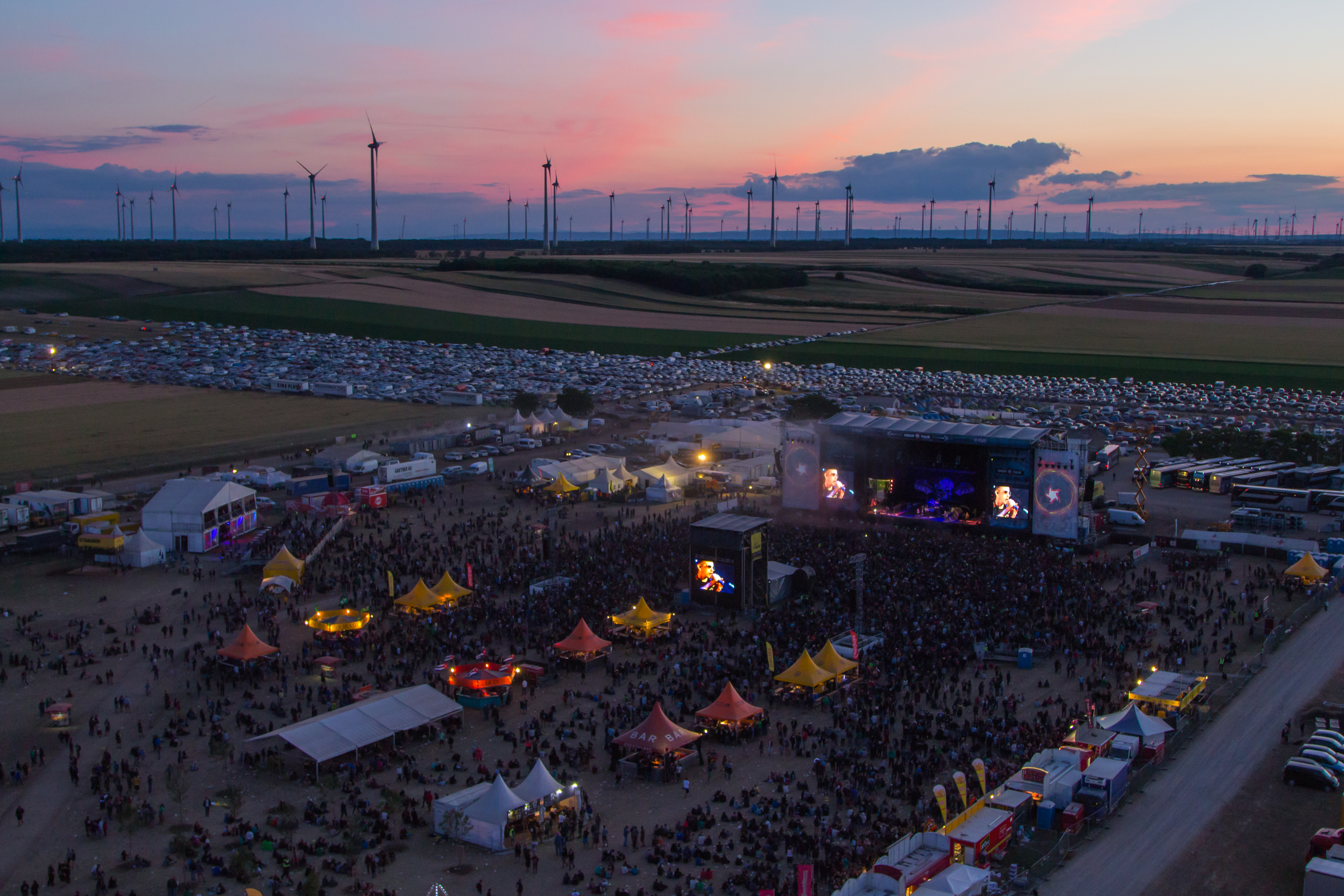
Gelände des Nova Rocks in Nickelsdorf (2014)

In Wiesen finden jährlich von Juni bis September mehrere Festivals statt, bei denen unter anderem Rock, Reggae, Jazz oder elektronische Musik im Vordergrund stehen. Darüber hinaus gibt es zahlreiche Konzerte mit Weltstars verschiedener Genres. Seit 2016 finden auch Jazz- und Rockfestivals in Eisenstadt statt.
In Nickelsdorf zieht außerdem Österreichs größtes Rockmusik-Festival, das Nova Rock, jedes Jahr im Juni bis zu 160.000 Gäste aus dem In- und Ausland an. Auch in Nickelsdorf findet das Jazz-Festival Konfrontationen seit 1980 jedes Jahr im Juli statt; neben den Konzerten werden auch Filmvorführungen, Kunstausstellungen, Theaterstücke und Lesungen geboten. Ein weiteres kleines Festival, das aber dennoch regelmäßig namhafte Musiker und Bands ins Burgenland bringt, ist das Picture on in Bildein. Mit der Cselley Mühle in Oslip verfügt das Burgenland außerdem über ein überregional bedeutendes Aktions- und Kulturzentrum, in dem regelmäßig Konzerte oder Vorstellungen von Kabarettisten stattfinden.
Das Forum „Gewaltfreies Burgenland“ veranstaltet regelmäßig den Literaturwettbewerb „Goldenes Kleeblatt“.

### Sehenswürdigkeiten

#### Schlösser
- Schloss Esterházy: Das Barockschloss ist seit dem 17. Jahrhundert im Besitz der Adelsfamilie Esterházy; Wahrzeichen der Landeshauptstadt
- Schloss Halbturn: Johann Lucas von Hildebrandt errichtete den Barockbau Anfang des 18. Jahrhunderts und das Schloss diente als Jagd- und Sommerresidenz für die Kaiserfamilie. Heute ist das Schloss gemeinsam mit seinem Schlosspark Austragungsort von Veranstaltungen.
- Neues Schloss Kittsee: Das Schloss wurde Anfang des 17. Jahrhunderts als Meierhof erbaut, danach von Johann Listy vergrößert und schließlich zwischen 1730 und 1740 im Auftrag von Fürst Paul Anton Esterházy im Barockstil umgebaut.
- Schloss Kobersdorf: An der Stelle einer ehemaligen Wasserburg erbaute Franz Graf Kery im 17. Jahrhundert einen Spätrenaissancetrakt. Seit 1972 finden dort die Schlossspiele Kobersdorf statt.
- Schloss Rotenturm: Als Herrschaftssitz der Grafenfamilie Erdődy in den 1860er Jahren erbaut, hatte Schloss Rotenturm nach 1924 wechselnde Eigentümer und wurde dem Zerfall überlassen. Seit 2008 ist das Schloss in Privatbesitz und wurde seitdem von Grund auf saniert. Die Festsäle werden für diverse Veranstaltungen genutzt und die Kapelle innerhalb des Schlosses kann für Trauungszeremonien beansprucht werden.

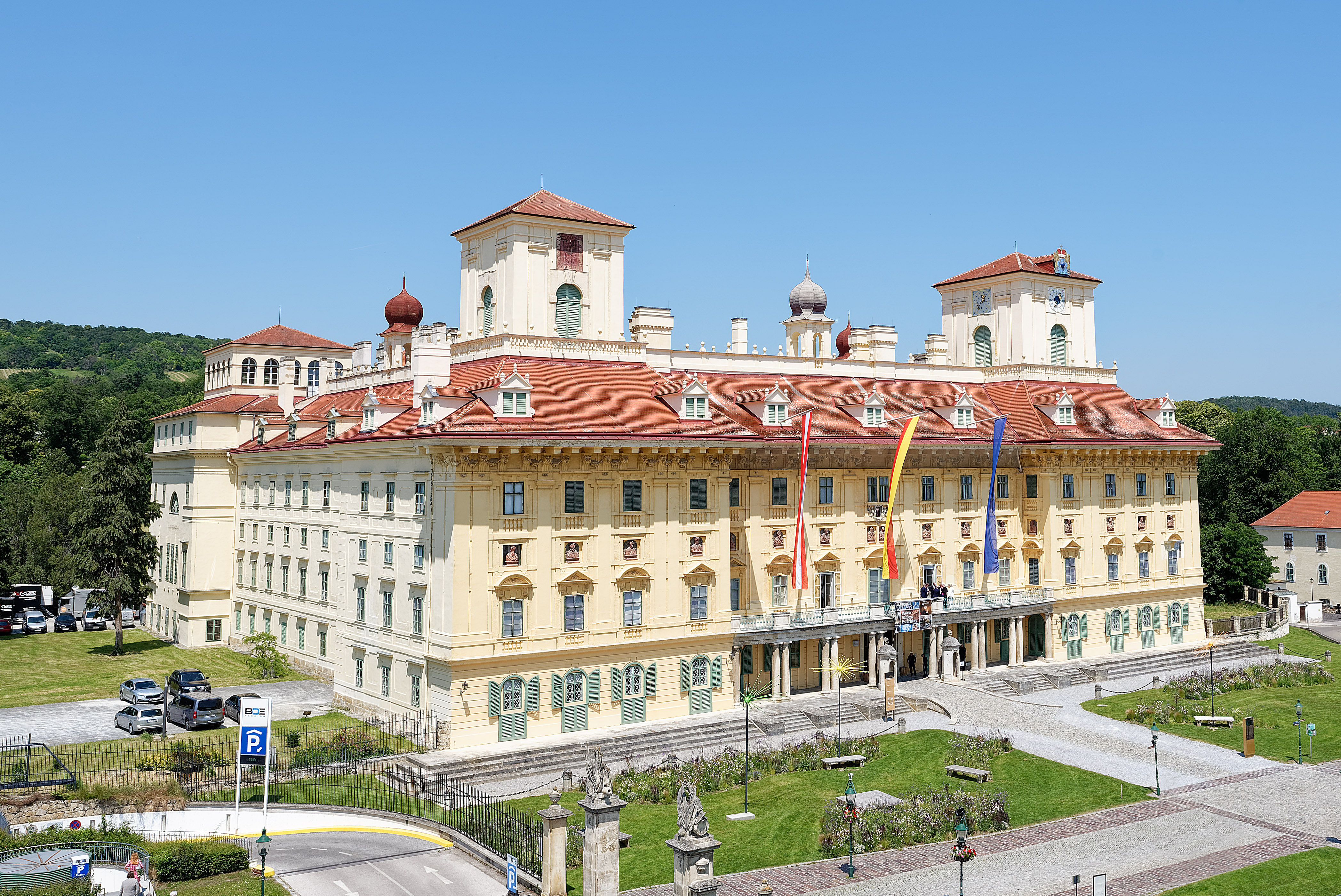
Schloss Esterházy in Eisenstadt
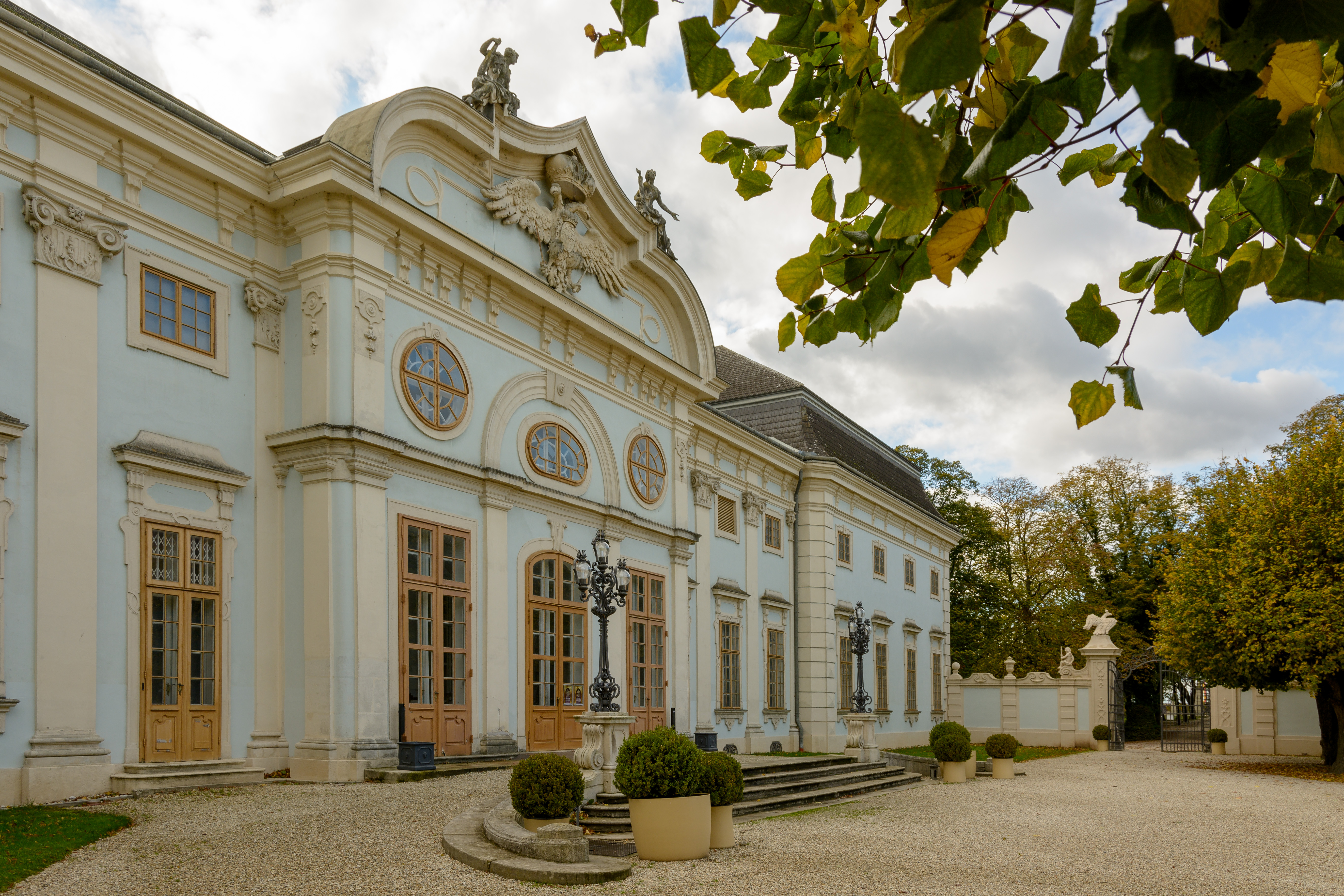
Schloss Halbturn
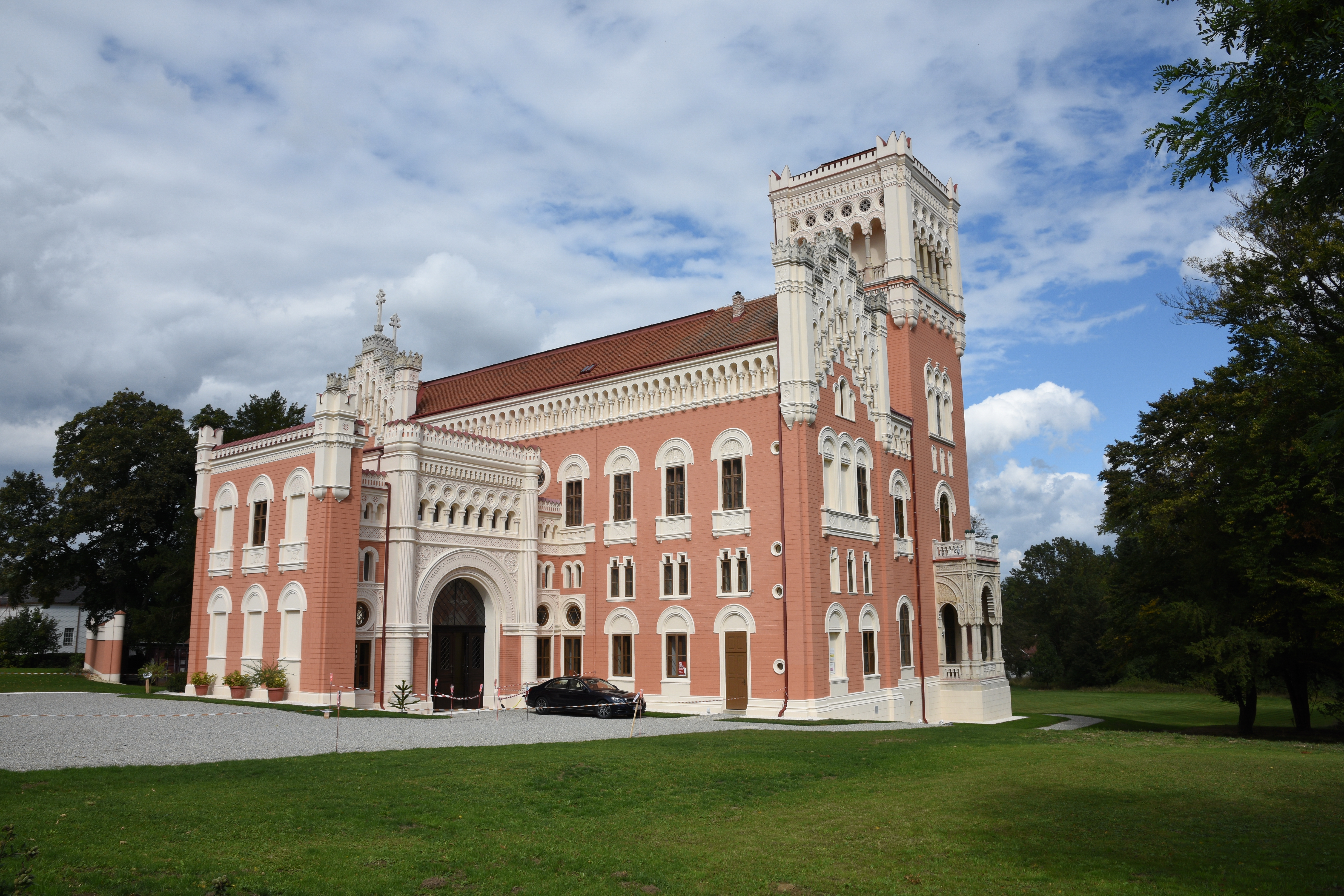
Schloss Rotenturm

#### Burgen
- Burg Forchtenstein: Der spätmittelalterliche Bau war ehemaliger Sitz der Herren von Forchtenstein. 1450 starb das Adelsgeschlecht mangels männlicher Nachfahren aus und die Burg kam 170 Jahre lang in den Besitz der Habsburger. Nikolaus Esterházy erhielt die Burg 1622 von Kaiser Ferdinand II. und begann mit dem Ausbau der inzwischen baufälligen Burg zu einer Festung.
- Burg Lockenhaus: Die Höhenburg aus dem 13. Jahrhundert befindet sich im Günser Gebirge auf einem Felsriegel am Günsbach. 1968 erwarben Paul Anton Keller und seine Frau die Burganlage und renovierten die in mangelhaften Zustand befindliche Burg.
- Burg Schlaining: Die Friedensburg aus dem 13. Jahrhundert ist nach umfassenden Renovierungsarbeiten Heimat des Friedensinstitutes und vielseitigen Ausstellungen.
- Burg Güssing: Mit ihrem Bau im Jahr 1157 ist sie die älteste Burganlage des Burgenlandes und seit 1524 im Besitz der Familie Batthyány. 1459 erlangte die Burg historische Bedeutung, als sich dort unzufriedene Magnaten versammelten und Kaiser Friedrich III. zum König von Ungarn wählten.
- Burg Bernstein: Die höchstgelegene Burg des Burgenlandes ist seit 1892 im Besitz der Almásy und wird heute als Hotel und Restaurant geführt.
- Burgruine Landsee: Die ehemalige Festung lag nur wenige hundert Meter östlich der Grenze zwischen den österreichischen Gebieten des Heiligen römischen Reichs und dem Königreich Ungarn. Die Burgruine ist ein beliebtes Ausflugsziel inmitten des Naturparks Landseer Berge.

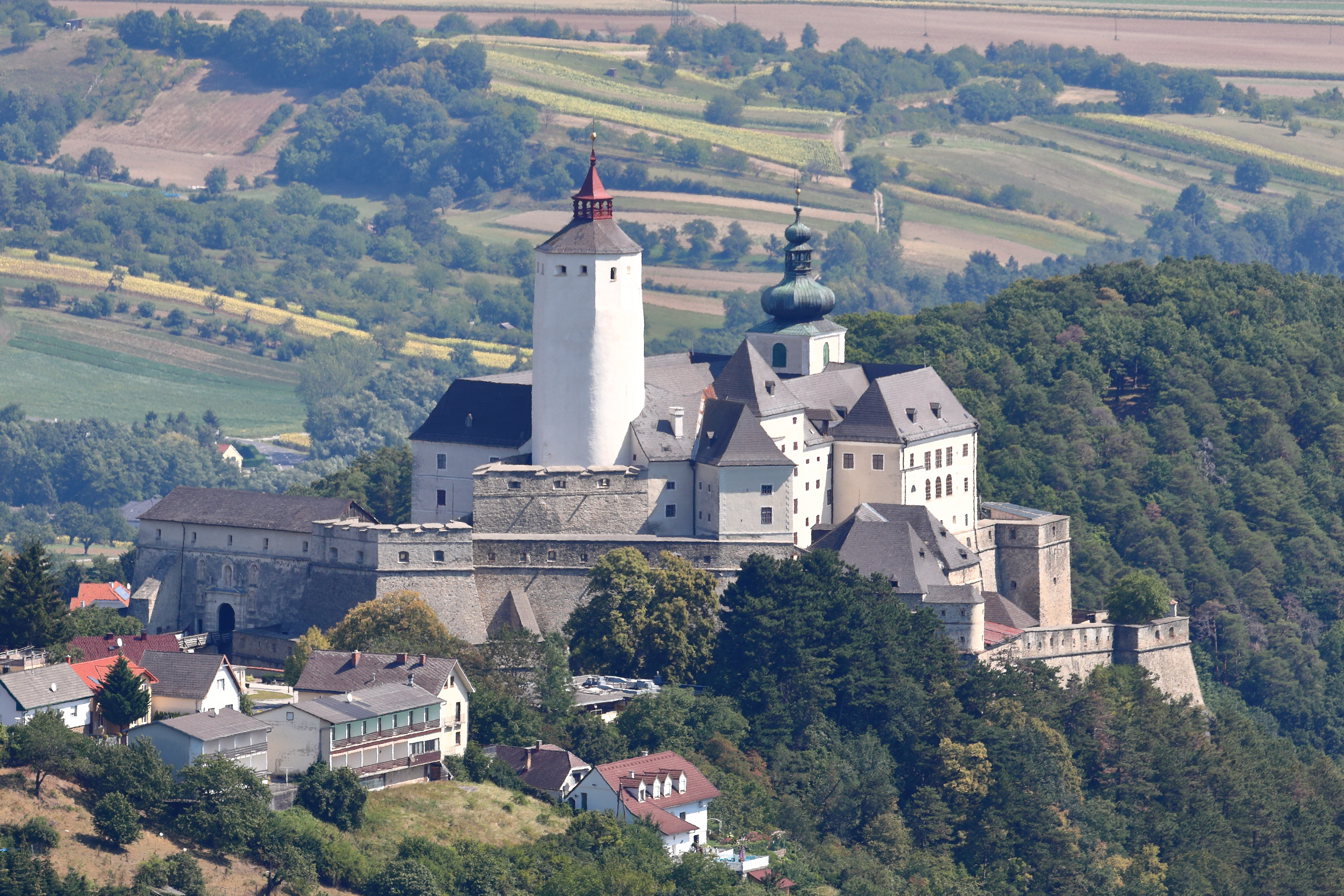
Burg Forchtenstein
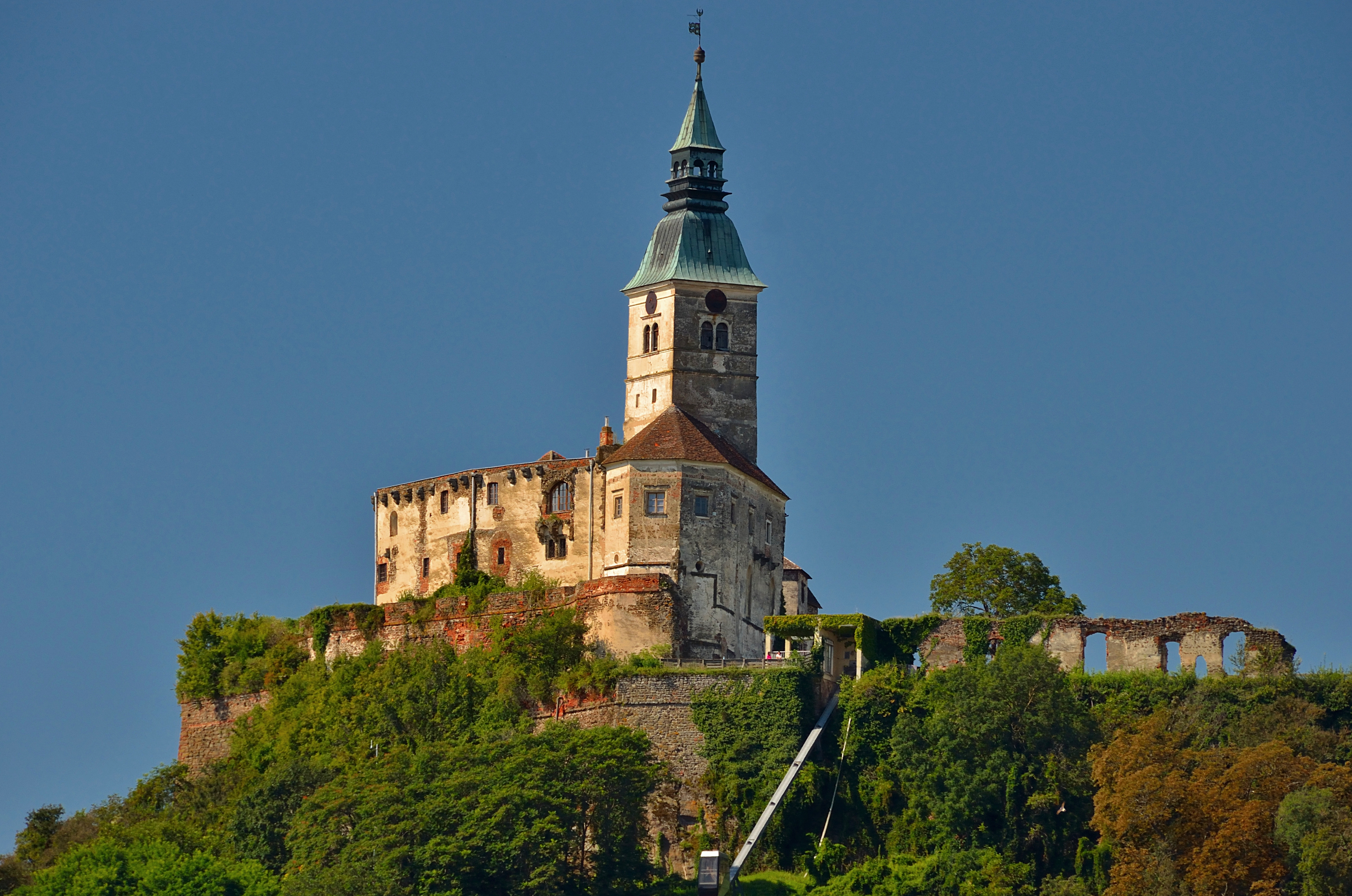
Burg Güssing
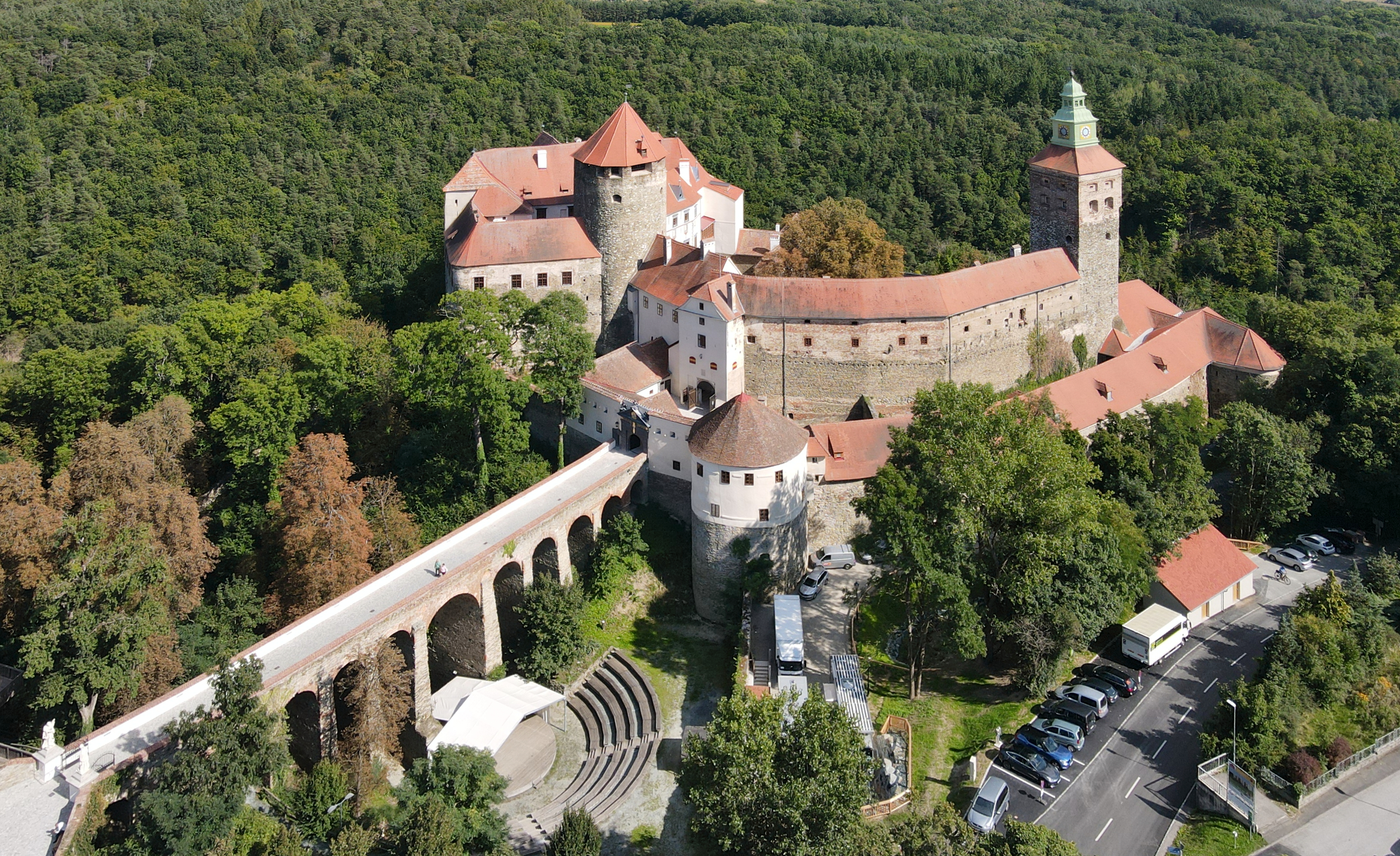
Burg Schlaining

#### Klöster und Kirchen
- Bergkirche: auch „Haydnkirche“ genannt; Im 17. Jahrhundert als Wallfahrtskirche geplant, erfolgt die Fertigstellung nach jahrzehntelanger Bauunterbrechung erst 1803. Seit 1932 befindet sich in der Bergkirche der Sarg des Komponisten Joseph Haydn (1732–1809).
- Dom St. Martin: Seit 1960 ist die ehemalige Stadtpfarrkirche die Kathedrale der Diözese Eisenstadt.
- Basilika Frauenkirchen: Nach weitläufiger Zerstörung aufgrund der zweiten Wiener Türkenbelagerung (1683) wurde die barocke Wallfahrtskirche von Grund auf neu errichtet und 1990 durch Papst Johannes Paul II. zur Basilica minor erhoben.
- Basilika Maria Loretto: Nachdem die Anlage im Jahr 1683 durch die Türken weitestgehend zerstört worden war, wurde die Kirche durch Fürst Paul Esterházy wiederaufgebaut und im Jahre 1707 erneut konsekriert.
- Pfarrkirche Mariasdorf: Die Pfarre wurde im Mittelalter gegründet. Der spätgotische Kirchenbau wurde in zwei Bauphasen, um 1400 und im vierten Viertel des 15. Jahrhunderts errichtet.

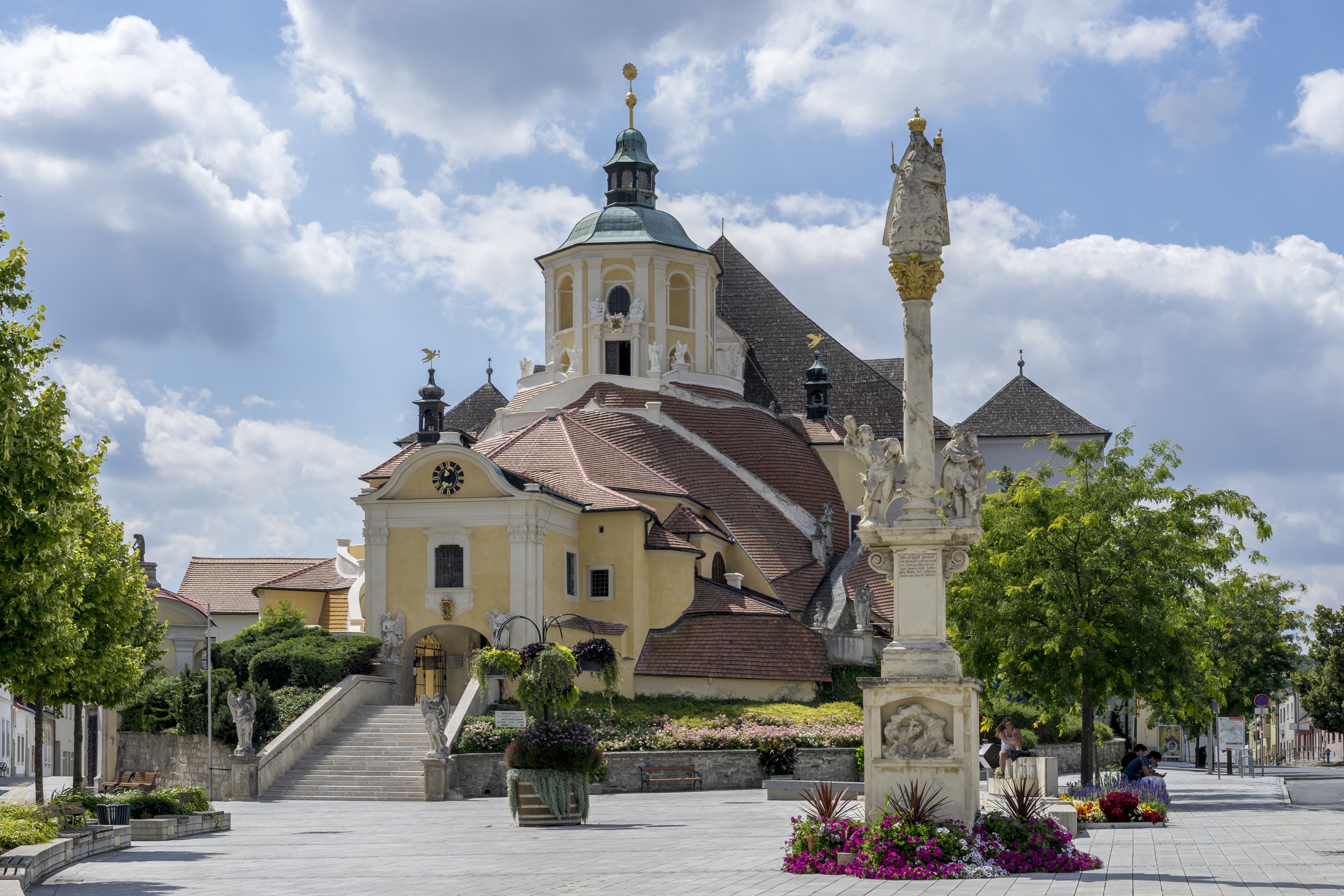
Bergkirche Eisenstadt
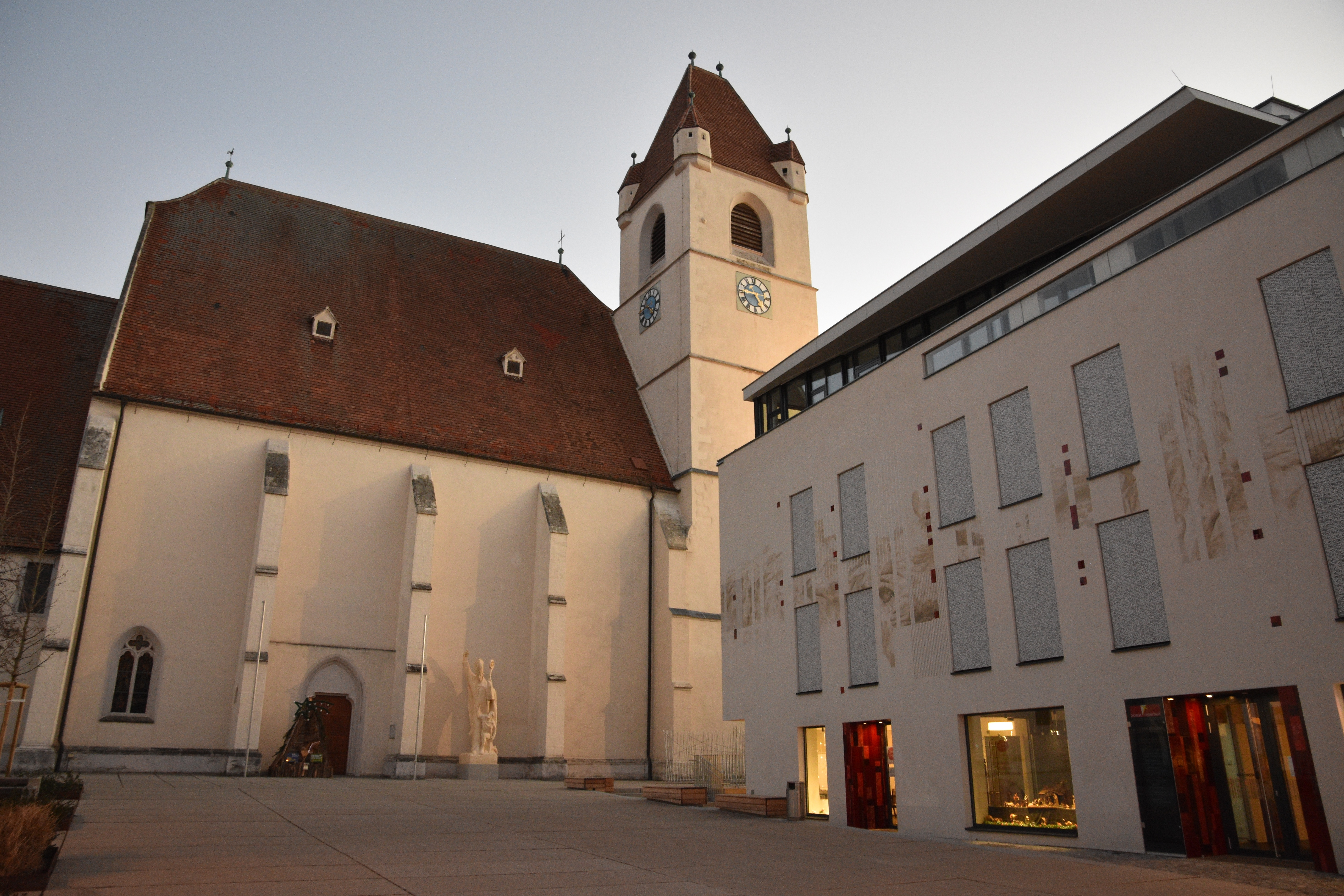
Dom St. Martin in Eisenstadt
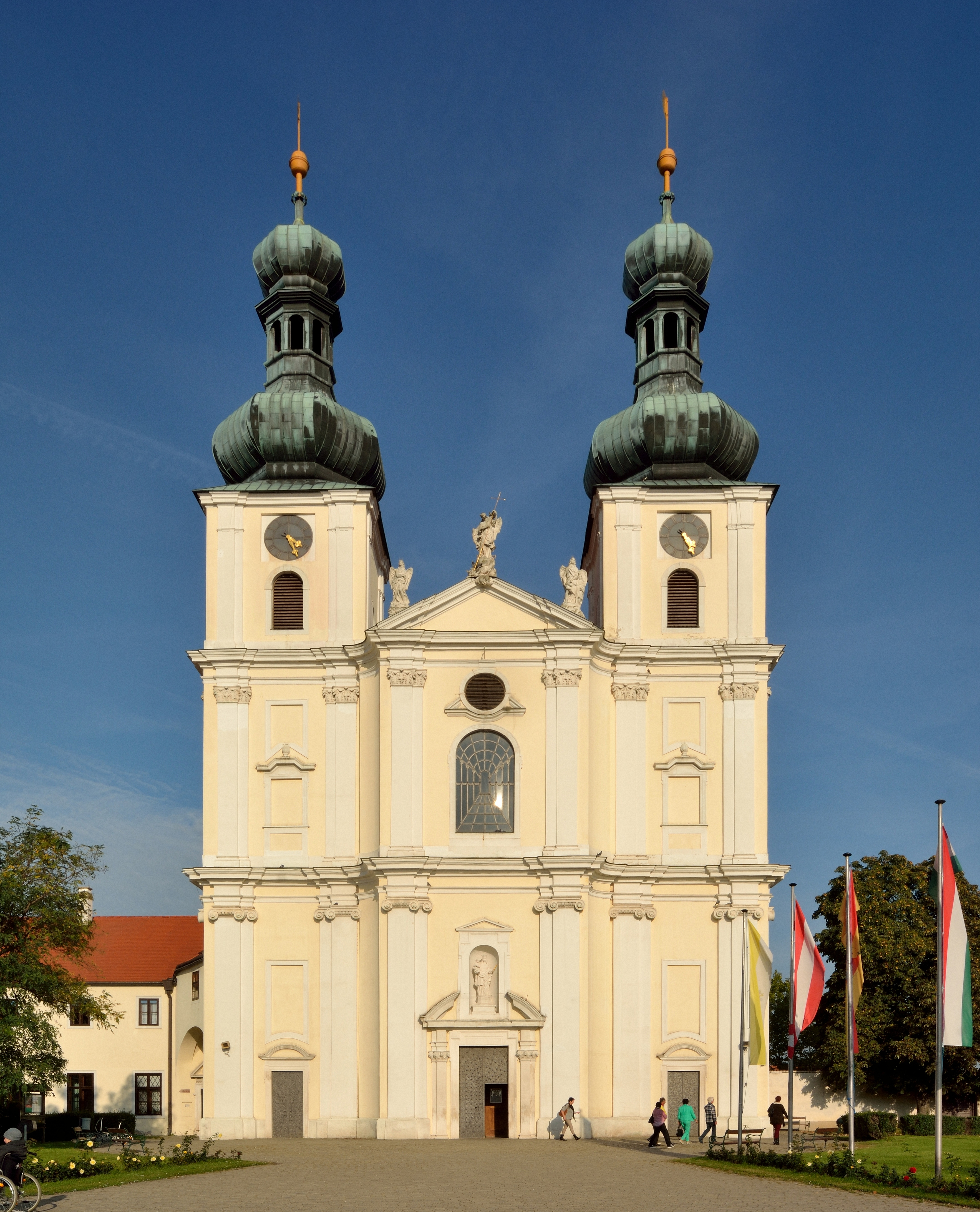
Basilika zu Mariä Geburt in Frauenkirchen

#### Weitere Sehenswürdigkeiten
- Neusiedler See/Seewinkel: Der größte See Österreichs und die Gebiete östlich davon (Seewinkel) machen eine Mehrheit der Tourismuszahlen im Burgenland aus und ist insbesondere durch die geografische Nähe zu Wien ein beliebter Badeort – der See wird dementsprechend oft als Meer der Wiener bezeichnet. Seit 2001 gehört das Gebiet zum UNESCO-Welterbe.
- Leuchtturm Podersdorf: Der Leuchtturm befindet sich am kleinen Hafen von Podersdorf am See. Der ca. zwölf Meter hohe Turm wurde als Orientierungspunkt sowie für Sturmwarnungen für Wassersportler errichtet, ist aber auch ein beliebtes Fotomotiv.
- Freistadt Rust: Mit ihrer historischen Altstadt und großem Storchenaufkommen (mehr als 30 Storchennester) gehört die Freistadt gemeinsam mit dem Neusiedler See zum UNESCO-Weltkulturerbe.
- Geschriebenstein: Mit 884 Metern ist der Geschriebenstein der höchste Berg des Burgenlandes und Westungarns sowie der östlichste Ausläufer der Alpen. In Rechnitz wurde 1913 ein Aussichtsturm aus Stein erbaut, welcher heute direkt an der Staatsgrenze Österreich – Ungarn steht. Der Eingang zum Aussichtspunkt befindet sich auf der österreichischen Seite.
- Kellerviertel Heiligenbrunn: ein Ensemble aus mehr als 100 historischen, oftmals noch mit Stroh gedeckten Weinkellerbauten aus dem 17. und 18. Jahrhundert. Das Kellerviertel ist Teil des Naturparks Weinidylle.
- Freilichtmuseum Gerersdorf: ein im Jahr 1976 privat gegründetes Freilichtmuseum mit großteils strohgedeckten Wohn- und Wirtschaftsgebäuden, Gebrauchsgegenständen und bäuerlichen Gerätschaften aus dem 18. bis frühen 20. Jahrhundert

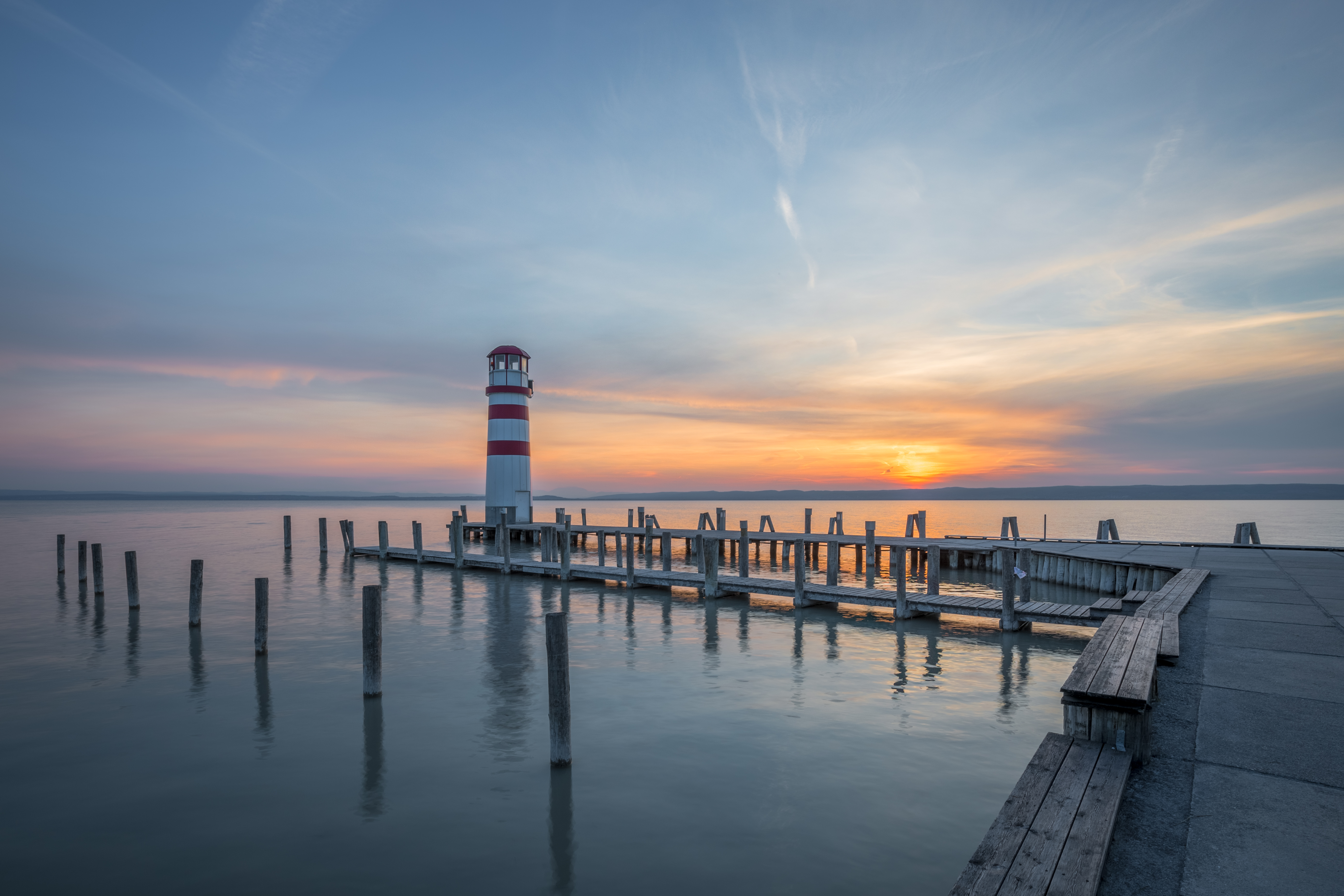
Leuchtturm Podersdorf am Neusiedler See
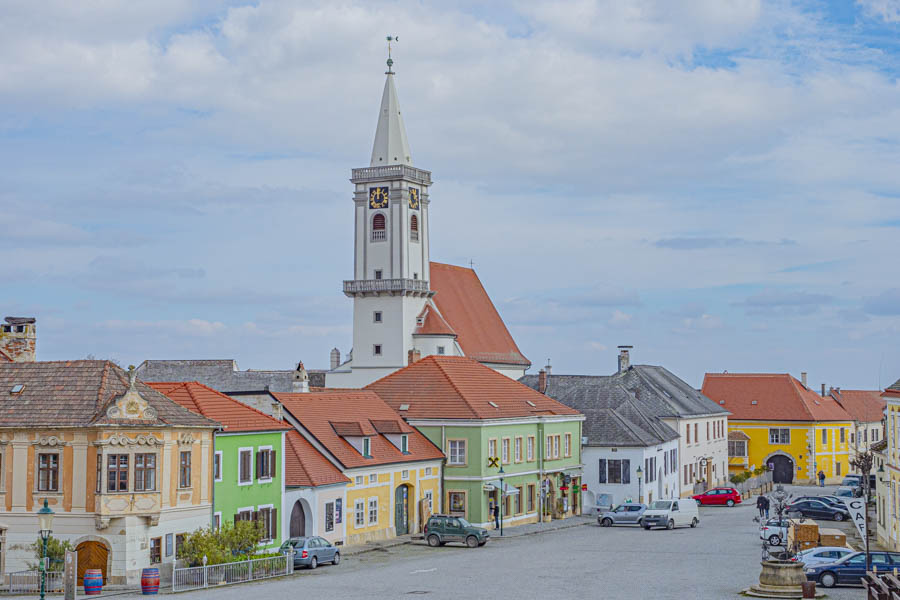
Freistadt Rust
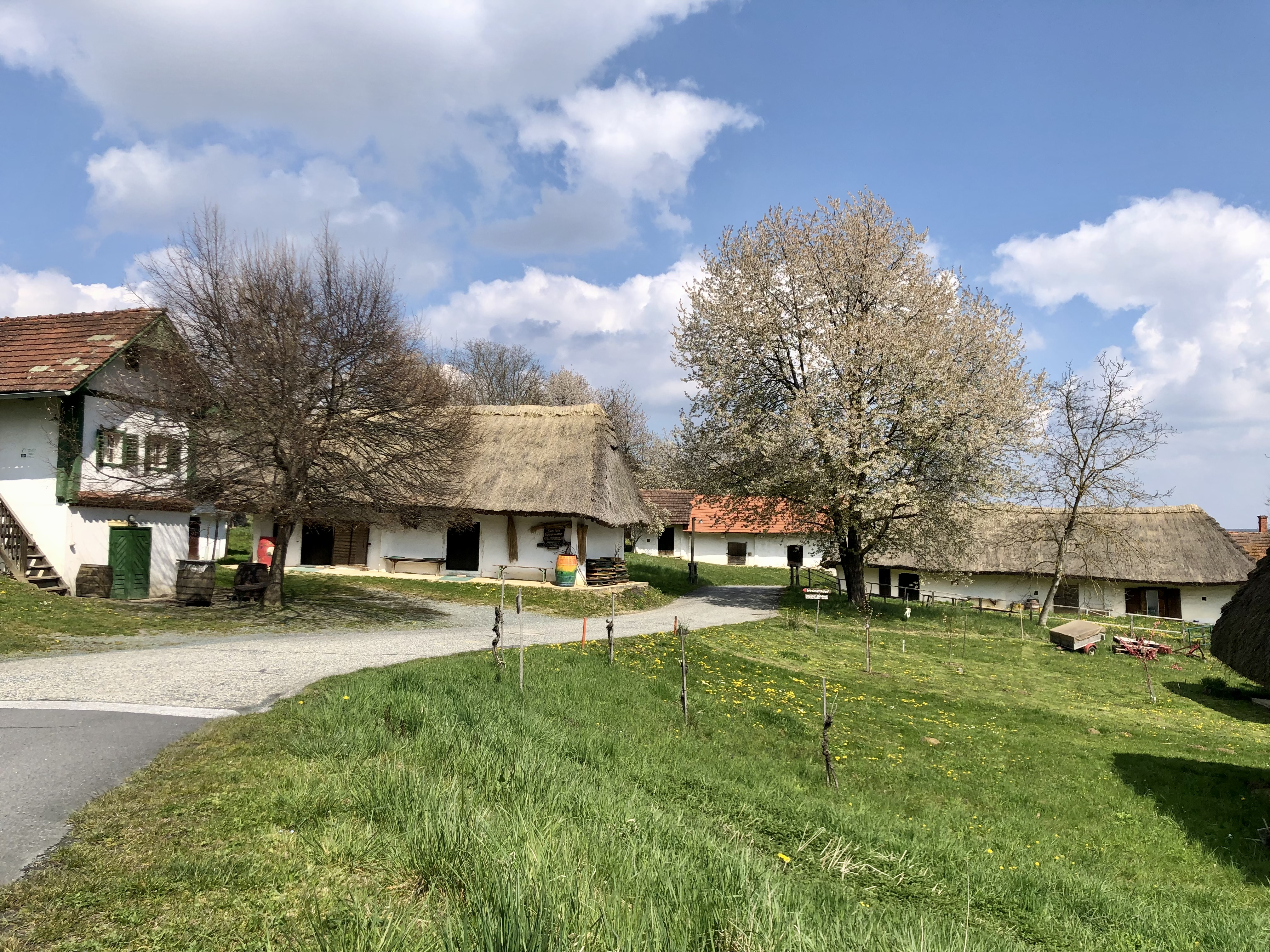
Kellerviertel Heiligenbrunn

### Küche
Die Küche des Burgenlandes ist aufgrund der ehemaligen Zugehörigkeit zum Königreich Ungarn bis heute stark von der ungarischen Küche beeinflusst. Ebenso gibt es kulinarische Verbindungen zur kroatischen und slowakischen Küche. Durch den deutschen Zuzug von Bauern aus Bayern und alemannischen Gebieten im 11. Jahrhundert (siehe Heanzenland) entstand eine Vorliebe für Suppen und Krautgerichte.
Häufige Zutaten in der burgenländischen Küche sind Fisch, Huhn und Gans, ferner Krautroulade, Krautsuppe, Fischsuppe, Gefüllte Paprika, Letscho, Gulasch, Grenadiermarsch, Bohnen- und Krautstrudel. Weitere Spezialitäten, die das Burgenland mit Ungarn gemein hat, sind die Grammelpogatscherl und Schomlauer Nockerl. Das Fleisch des sogenannten Zickentaler-Moorochsen gilt als Spezialität des Südburgenlandes.
Oft mit dem Burgenland in Verbindung gebracht ist die Esterházytorte oder -schnitte. Das Cremegebäck wurde jedoch in Budapest kreiert und dem damaligen k.u.k Außenminister Paul III. Anton, Fürst Esterházy de Galantha gewidmet. Die Esterházytorte zählt heute zu den beliebtesten Mehlspeisen im Burgenland.
Da der Hl. Martin Schutzpatron des Burgenlandes ist, ist insbesondere der Verzehr von Gänsen am Martinstag gebräuchlich.

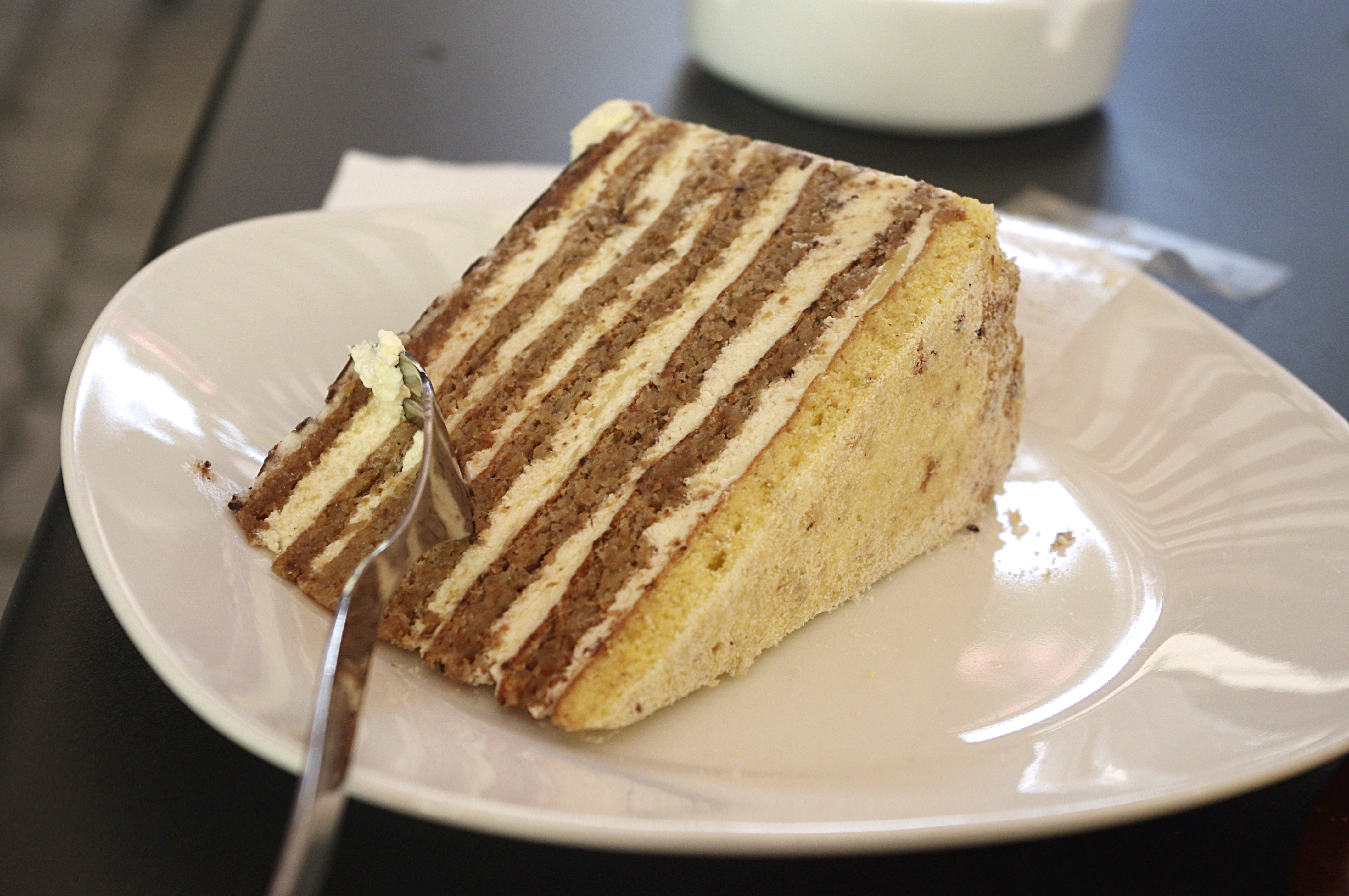
Esterházytorte
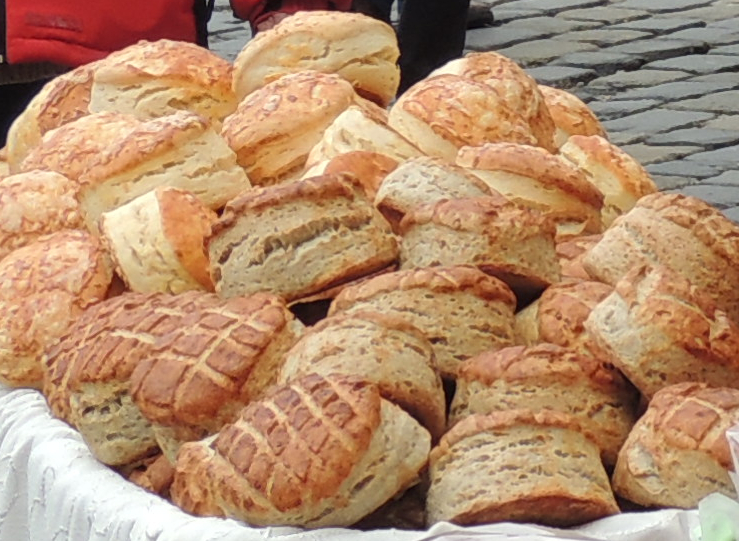
Grammelpogatscherl
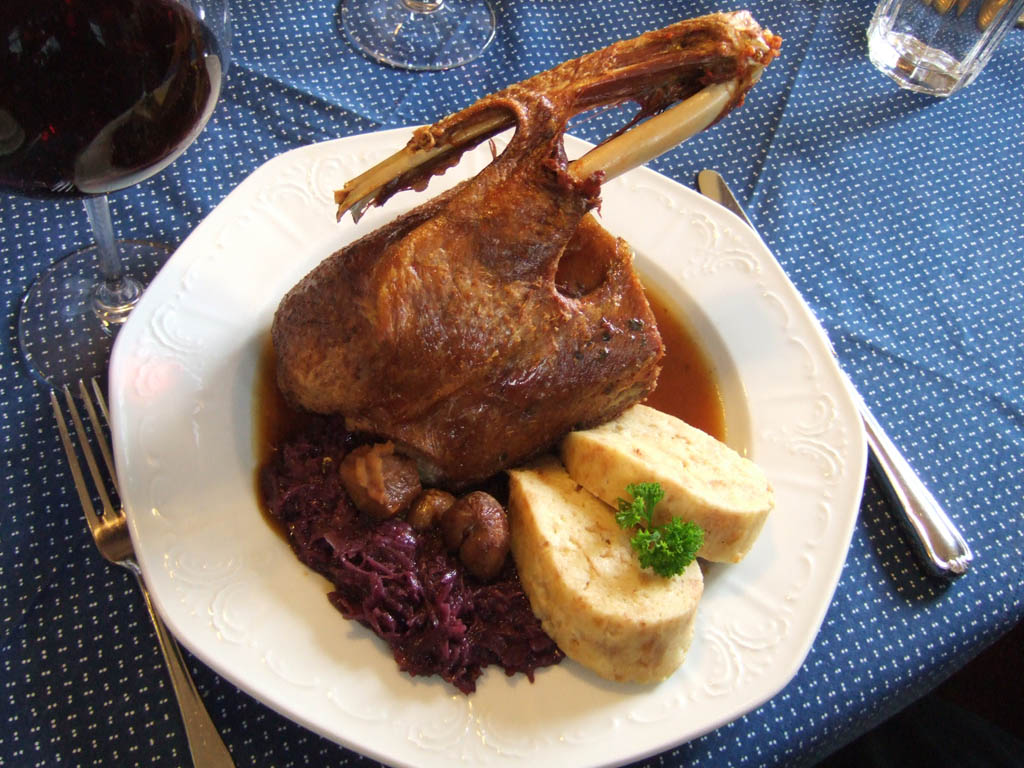
Martinigansl wird traditionell am 11. November (Martinstag) gegessen.

## Flora und Fauna

### Nationalpark Neusiedler See–Seewinkel
Mit dem Nationalpark Neusiedler See–Seewinkel liegt im Burgenland einer von Österreichs insgesamt sechs Nationalparks. Der mit Ungarn grenzüberschreitende Nationalpark wurde 1993 gegründet und hat eine Gesamtfläche von etwa 300 km², davon befindet sich rund 100 km² auf österreichischem Staatsgebiet. Seit 2001 gehört der Nationalpark zum UNESCO-Weltkulturerbe.
Eine Unterteilung des Nationalparks nach Lebensräumen ergibt:
- den Neusiedler See mit seinem Schilfgürtel,
- die periodisch austrocknenden Salzlacken,
- Mähwiesen,
- Hutweideflächen und
- kleinflächige Sandlebensräume.

Der Schilfgürtel des Neusiedler Sees und die Lacken (flache, salzhaltige, episodisch austrocknende Gewässer) sind ein international bedeutender Brut- sowie Rastplatz für Zugvögel, die jeweils im Frühjahr und im Herbst aus dem Norden nach Süden und umgekehrt ziehen. Brutvögel nördlich gelegener Gebiete wie Kampfläufer, Dunkler Wasserläufer oder Alpenstrandläufer nutzen die seichten Uferzonen, um ihre Energiereserven für den weiteren Zug zu erneuern. Von den etwa 320 hier nachgewiesenen Vogelarten brüten rund 120 im Gebiet.

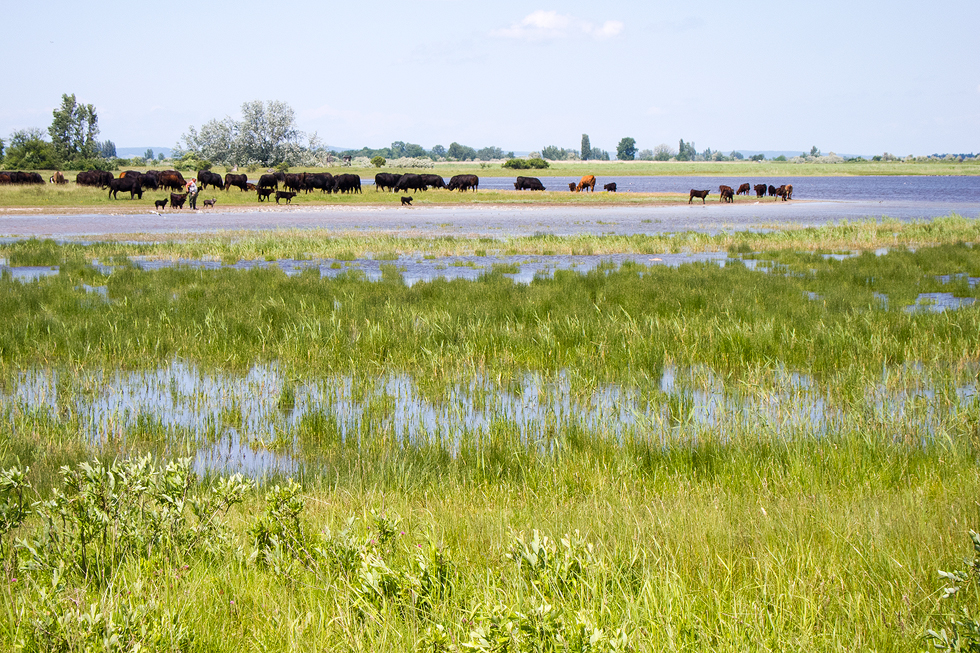
Zicklacke im Hochsommer
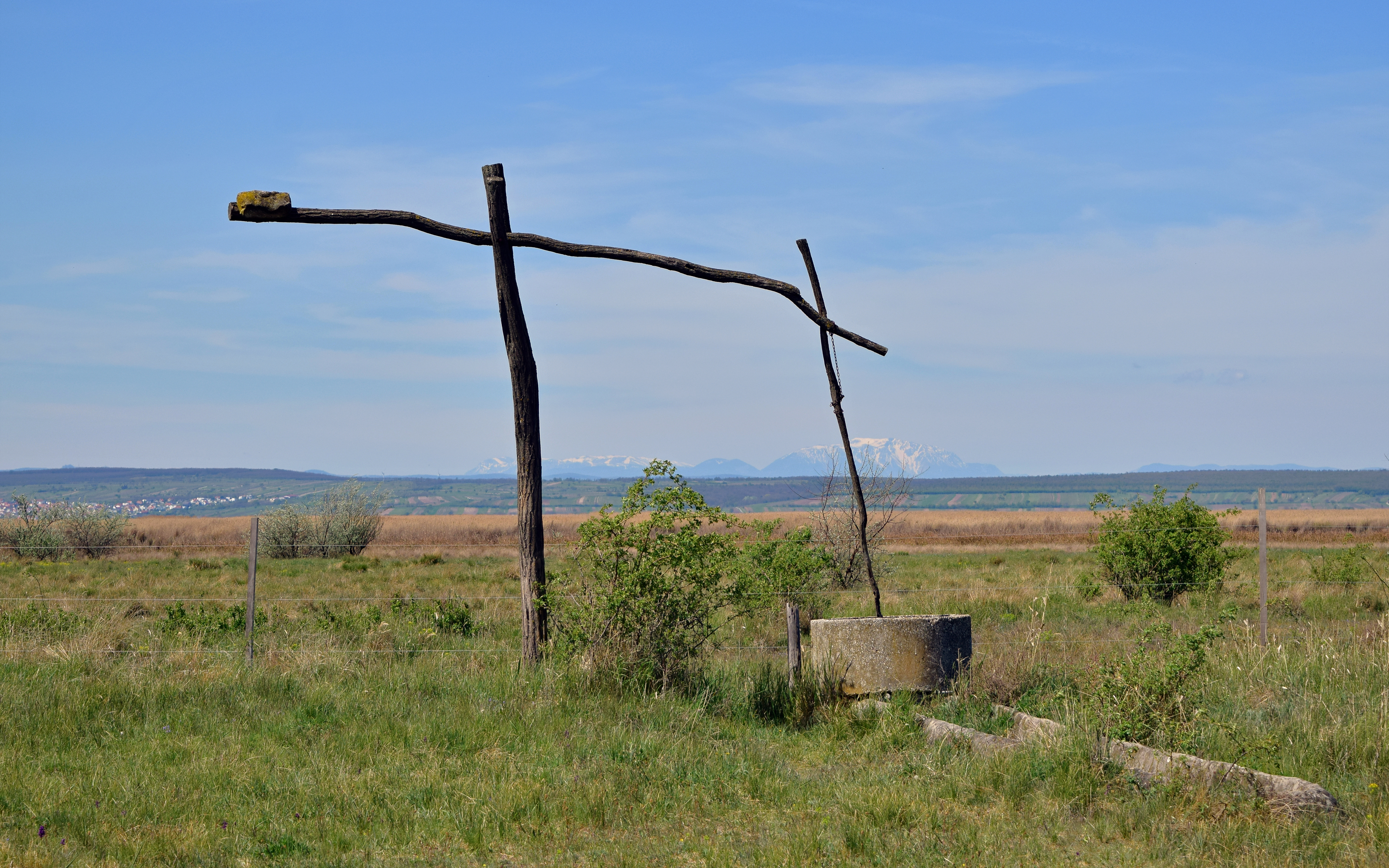
Ziehbrunnen (im Hintergrund Rax und Schneeberg)
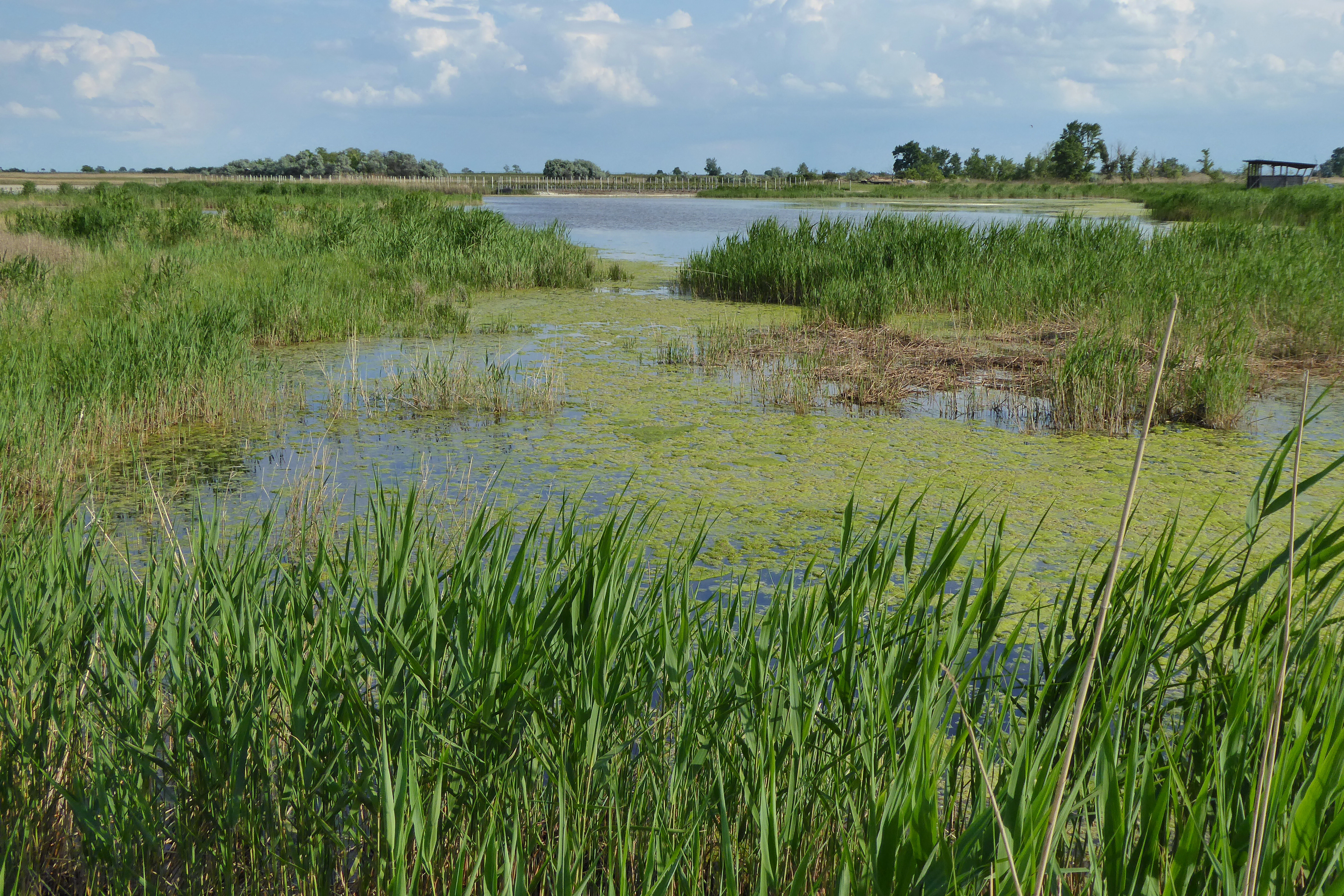
Oberer Stinkersee
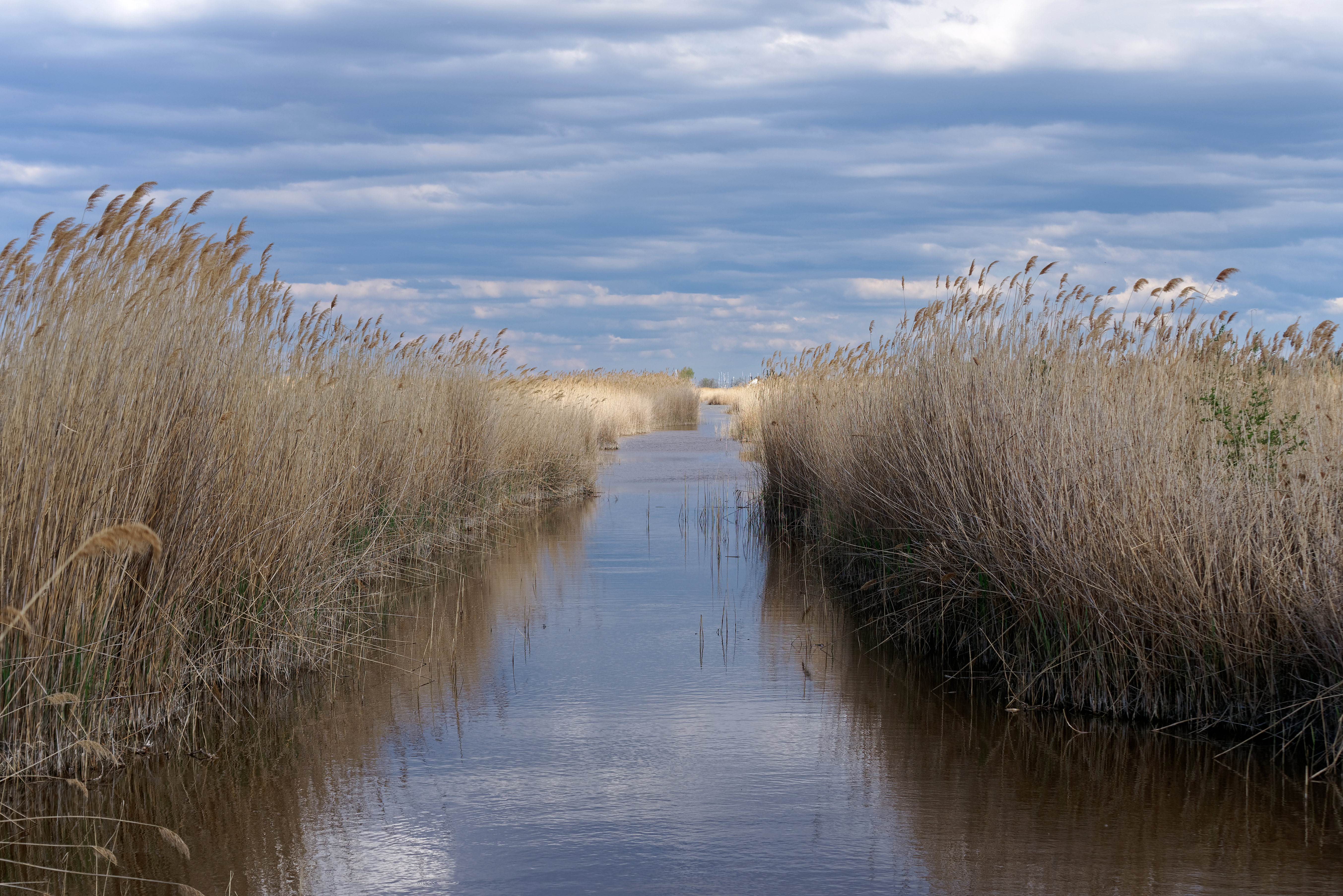
Schilfgürtel in Mörbisch

### Flora
Eine endemische Pflanze, die überwiegend im Burgenland (Seewinkel) vorkommt, stellenweise auch im angrenzenden Komitat (Ungarn), ist der Neusiedlersee-Salzschwaden (lateinisch Puccinellia intermedia). Er ist stark salzresistent, wächst in stark salzigen Habitaten wie auf Solontschakböden sowie im Uferbereich der Salzlacken, und ist gefährdet.
Ein weiterer Endemit ist das Serpentin-Steppen-Aschenkraut (lat. Tephroseris integrifolia subsp. serpentini). Es kommt ausschließlich auf Halbtrockenrasen über Serpentingestein im Bernsteiner Gebirge, am Nordrand des Südburgenlandes, vor und ist stark gefährdet.

Im Bezirk Güssing, in den Ortschaften Hagensdorf und Luising der Gemeinde Heiligenbrunn, gibt es zwei Schachblumenwiesen. Dieses ca. 33 ha große Naturschutzgebiet weist das größte Vorkommen der vom Aussterben bedrohten Schachblume (lat. Fritillaria meleagris) in Österreich auf.

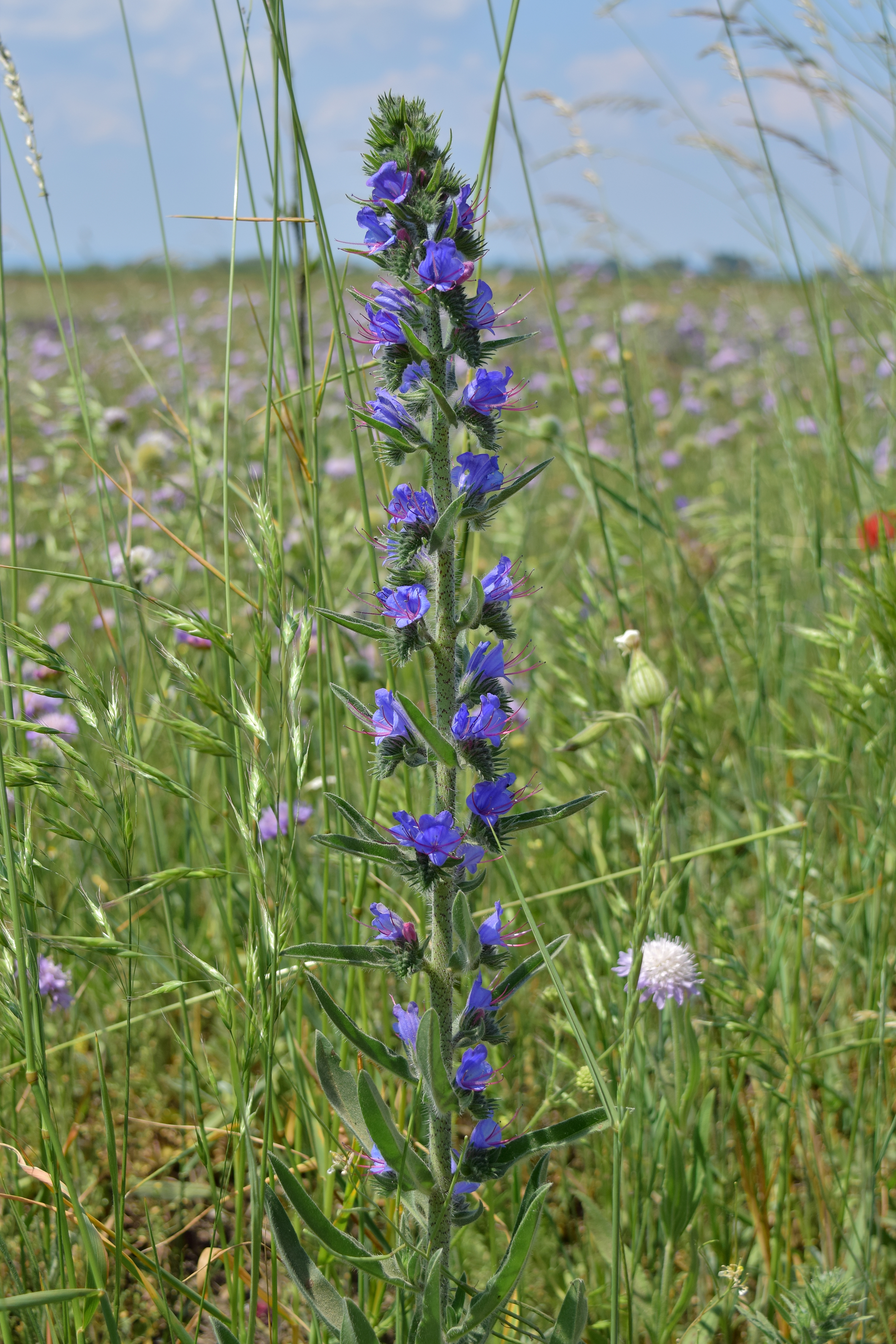
Natternkopf im Seewinkel
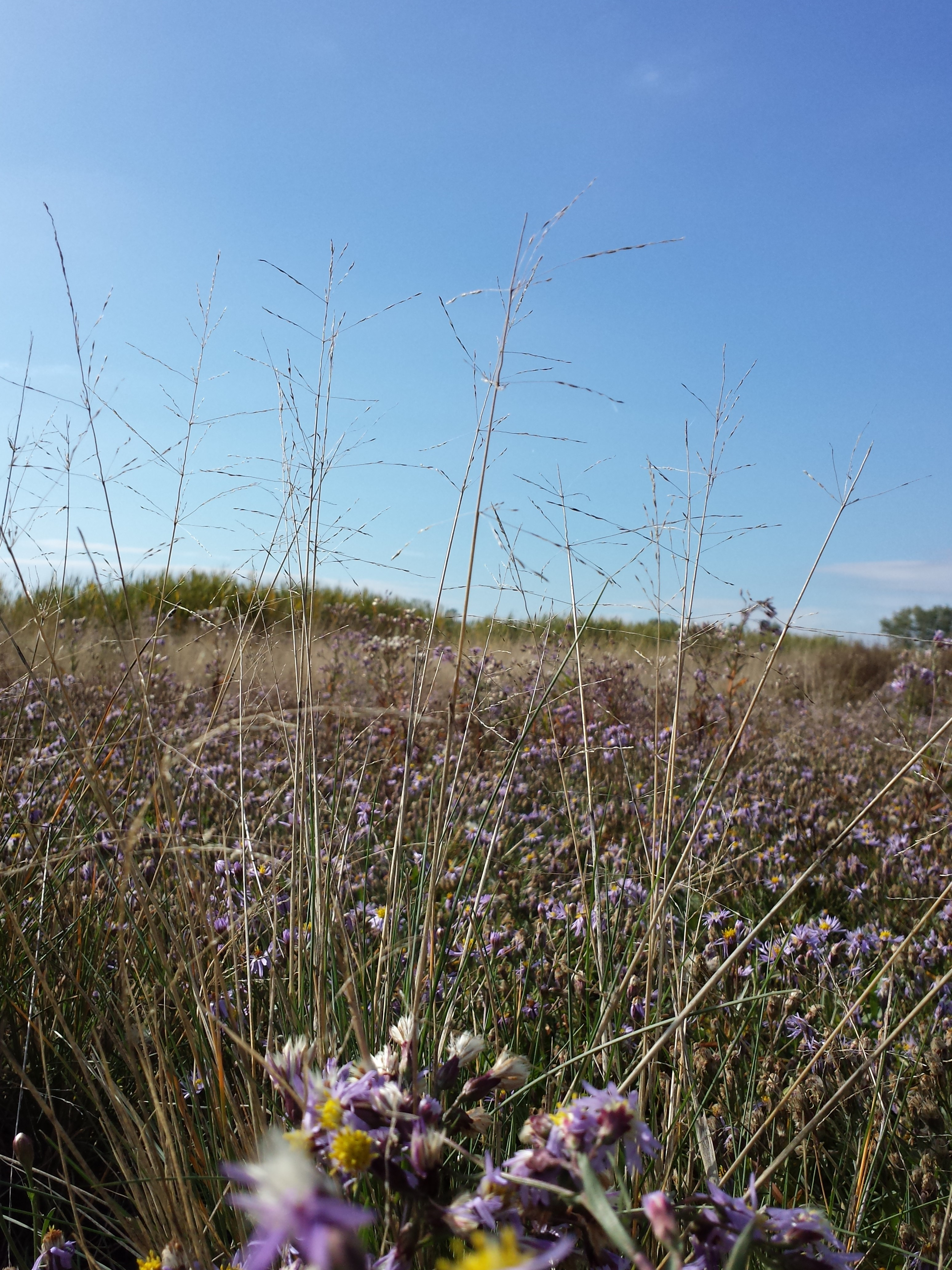
Neusiedlersee-Salzschwaden
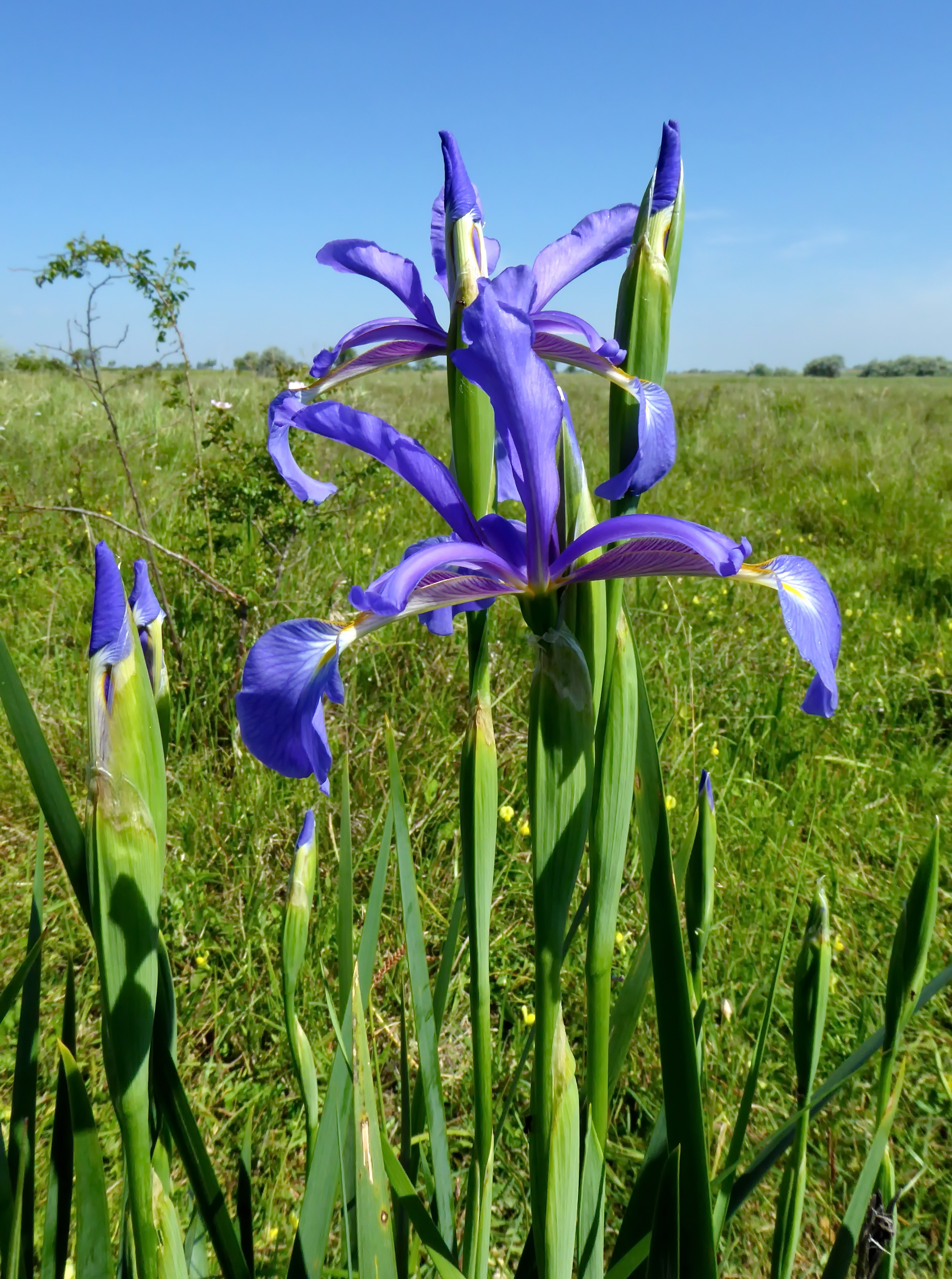
Salzwiesen-Schwertlilie bei Illmitz
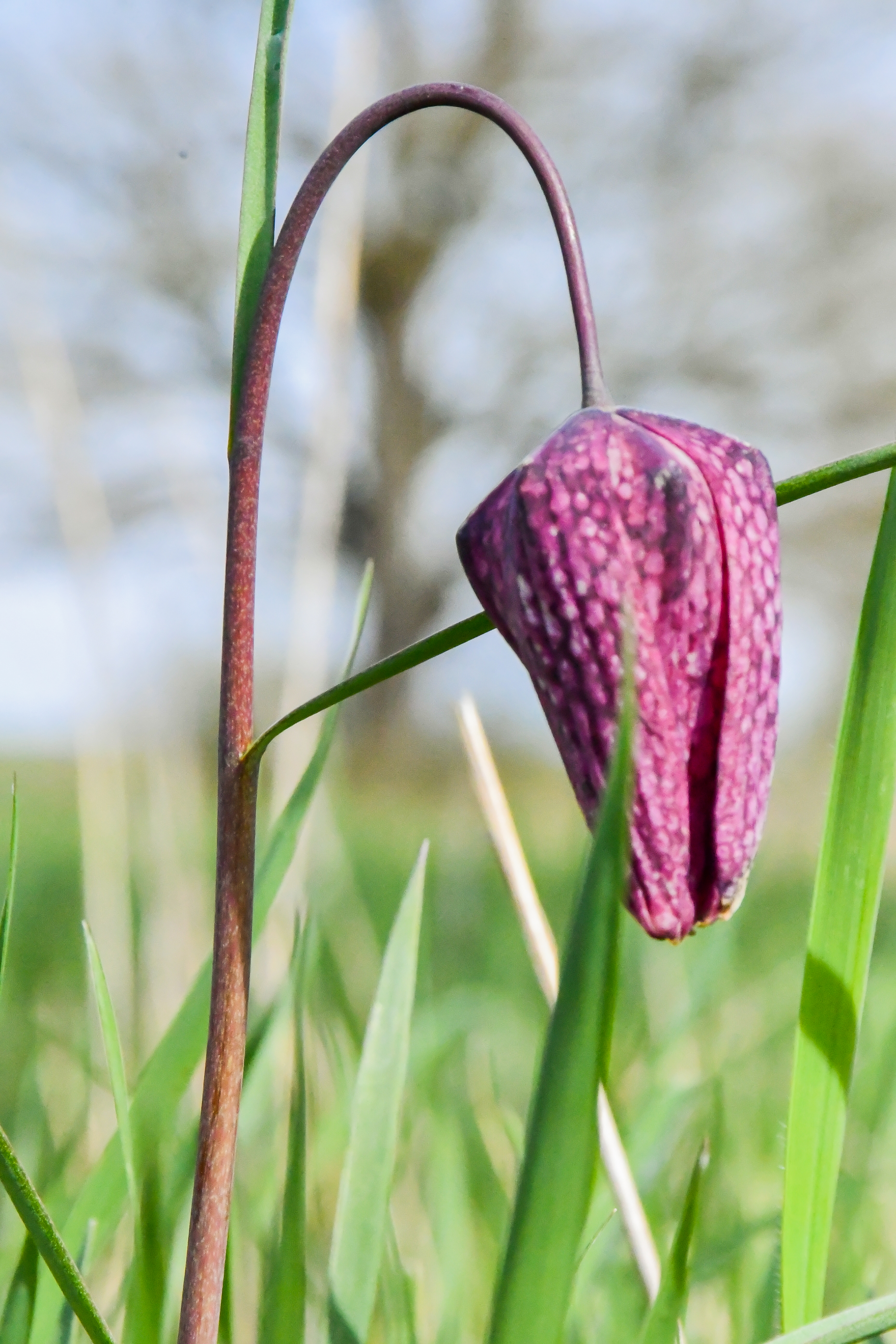
Schachblume in Luising

### Fauna

#### Vögel
Im Burgenland gibt es eine sehr artenreiche Vogelwelt. Neben Störchen (für das Burgenland typisch) gibt es in der Region Neusiedlersee-Seewinkel unter anderem Reiher, Säbelschnäbler, Stelzenläufer, Watvögel, Löffler, Kiebitze, Schnepfen und Trappen. Auch Bussarde, Seeadler und Kaiseradler sind im Burgenland verbreitet. Die gefährdeten Zwergohreulen und Wiedehopfe sind im Burgenland zuhause, wie auch Bienenfresser und Eisvögel.

#### Weitere Tierarten
In Sandeck gibt es die, mittlerweile selten gewordenen, weißen Esel. Weiters gibt es im Seewinkel Przewalski-Pferde, ungarische Steppenrinder, Mangalica-Schweine und Wasserbüffel.
Im Seewinkel ist unter anderem die vom Aussterben bedrohte Sumpfwühlmaus beheimatet. Der Seewinkel ist zudem das westlichste Verbreitungsgebiet in welchem, Österreichs größte Spinne, die Südrussische Tarantel belegt ist.

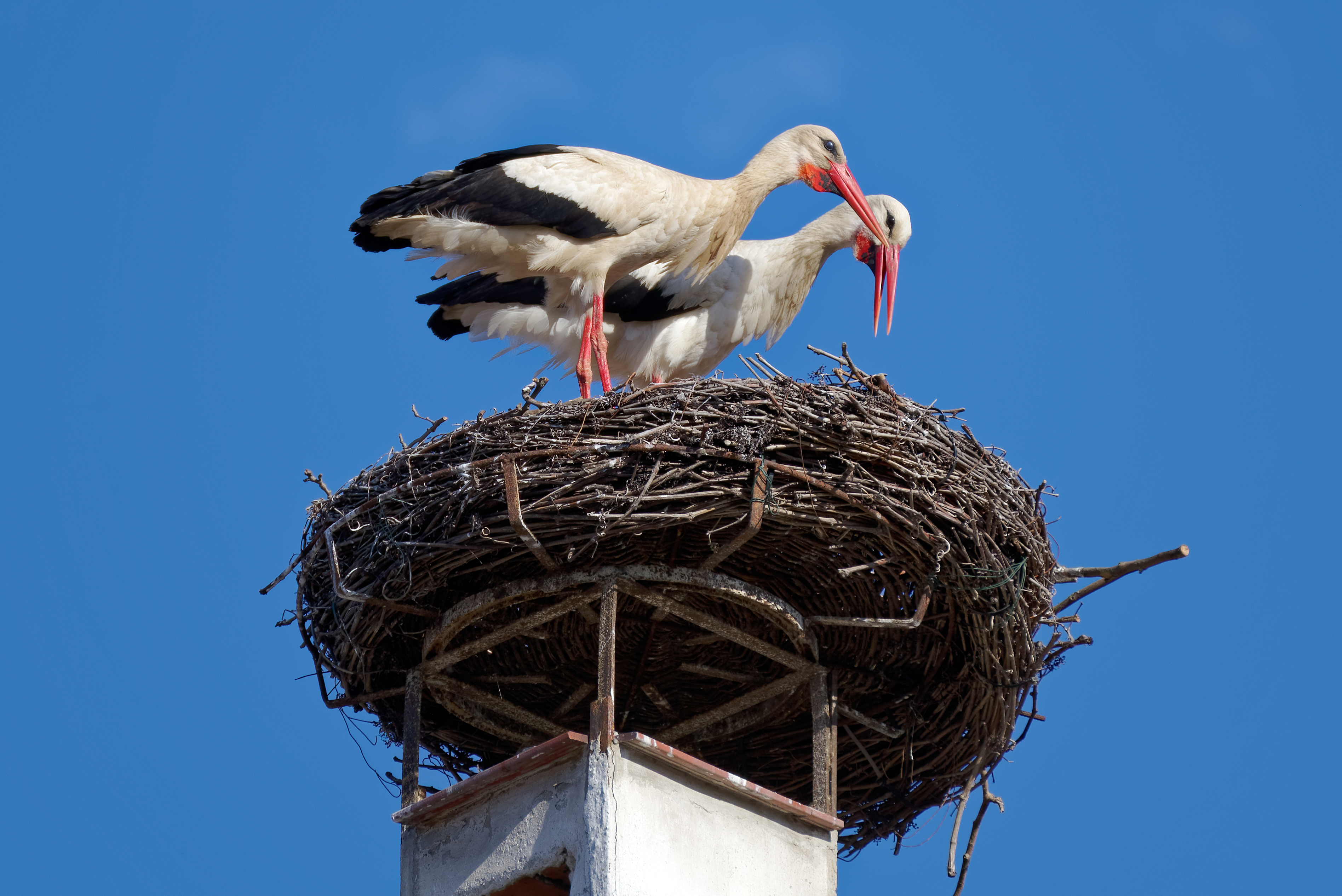
Weißstörche in Rust
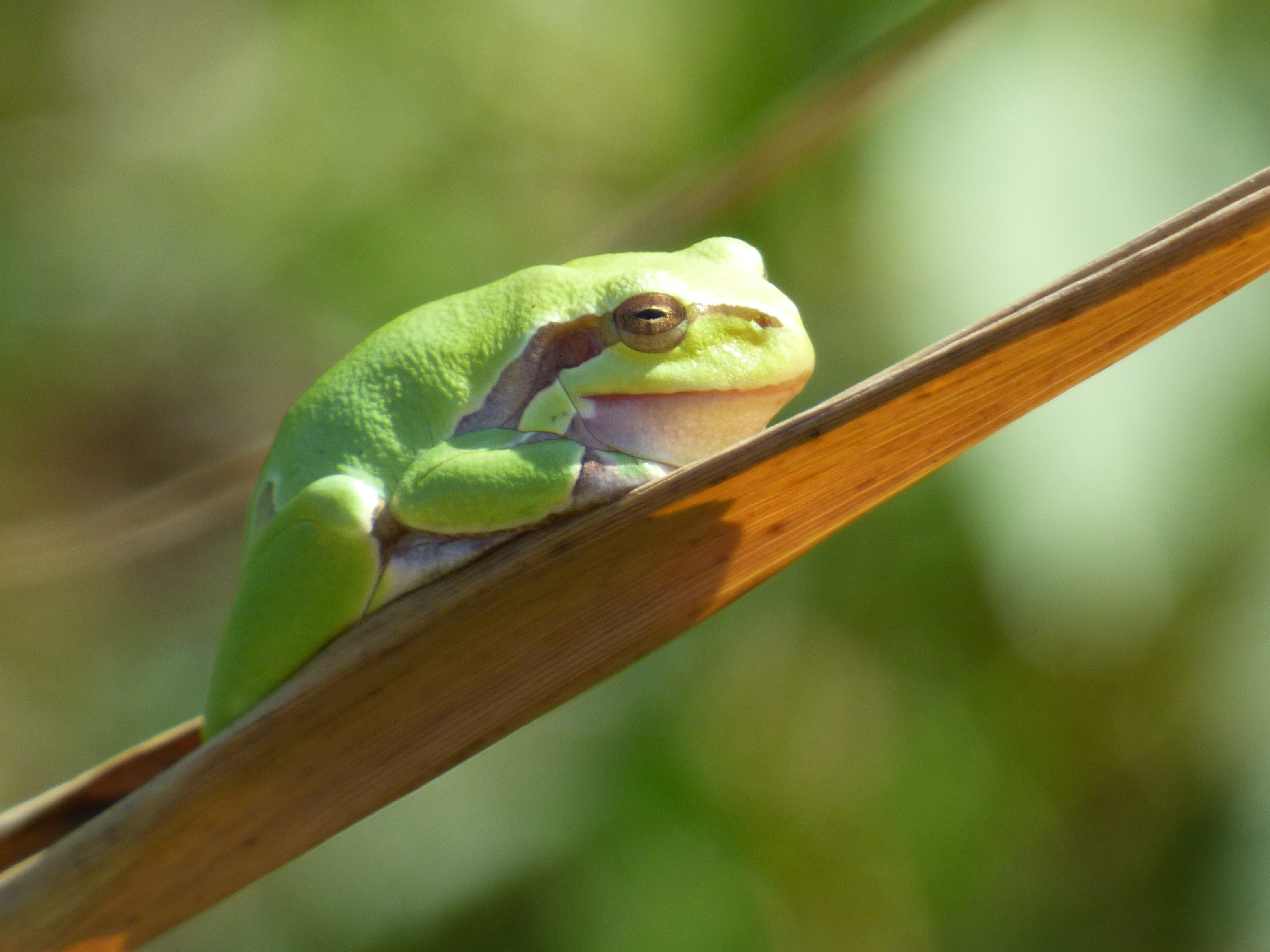
Laubfrosch in Illmitz
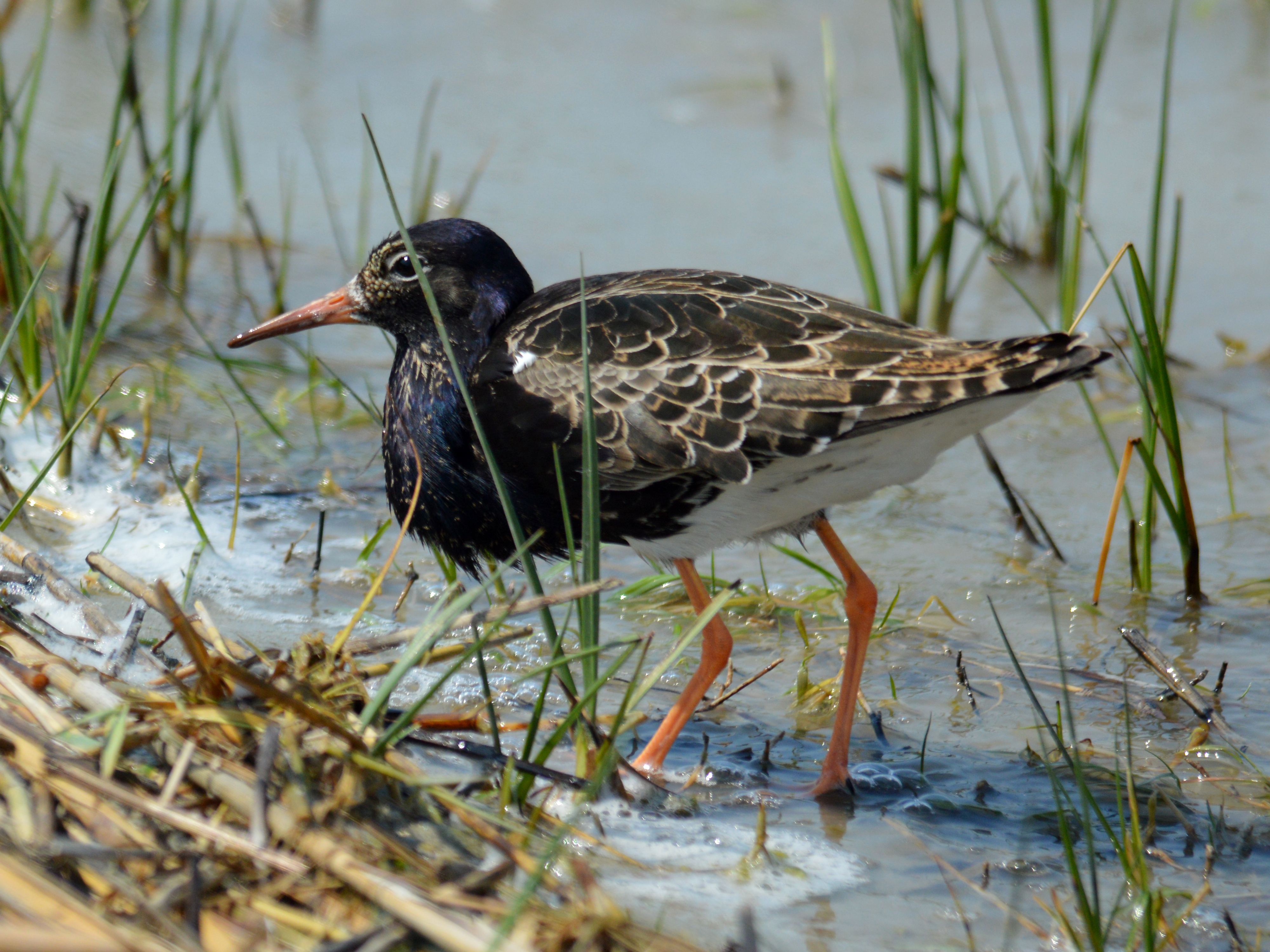
Kampfläufer am Darscho
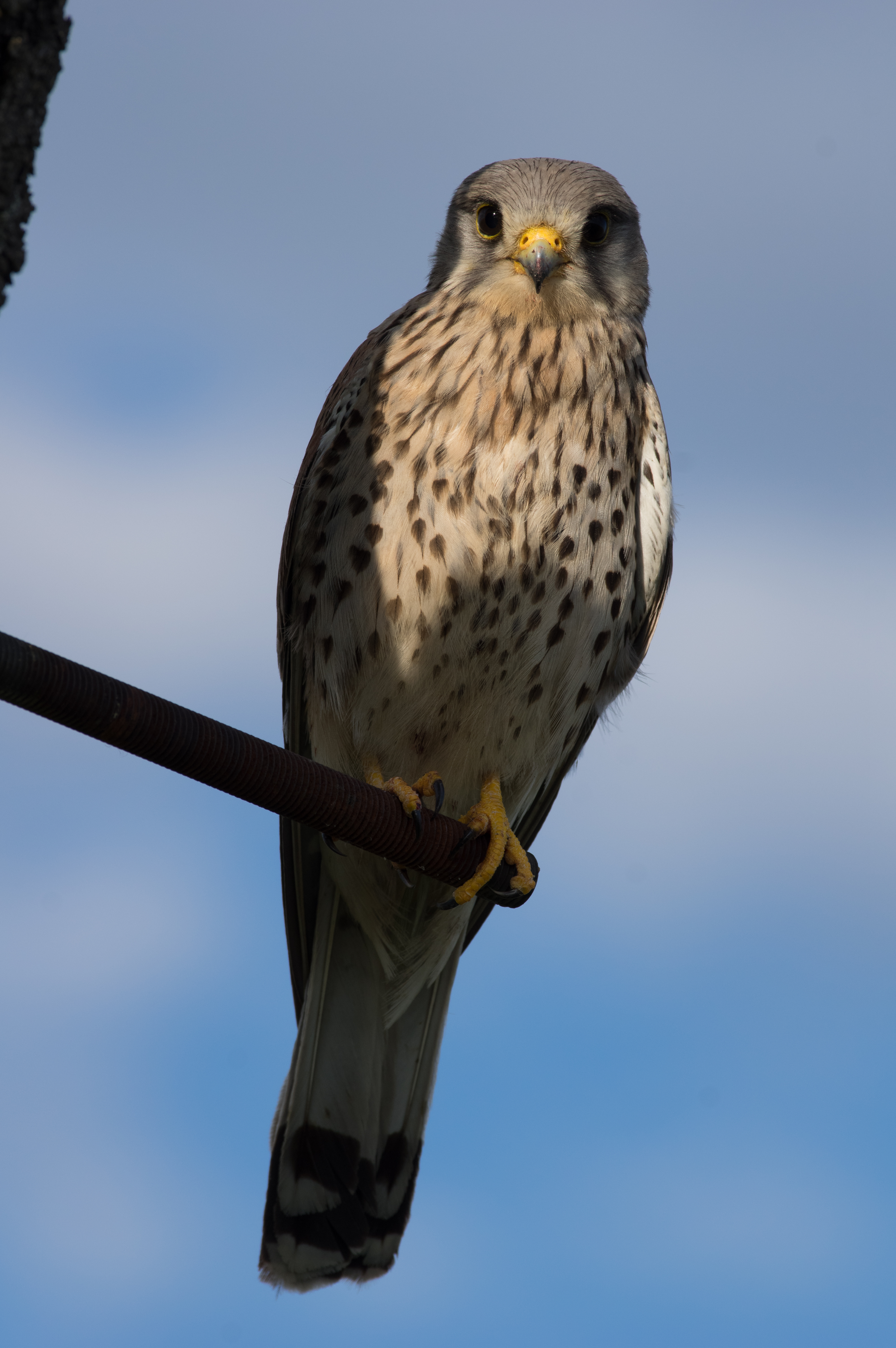
Turmfalke am Neusiedler See
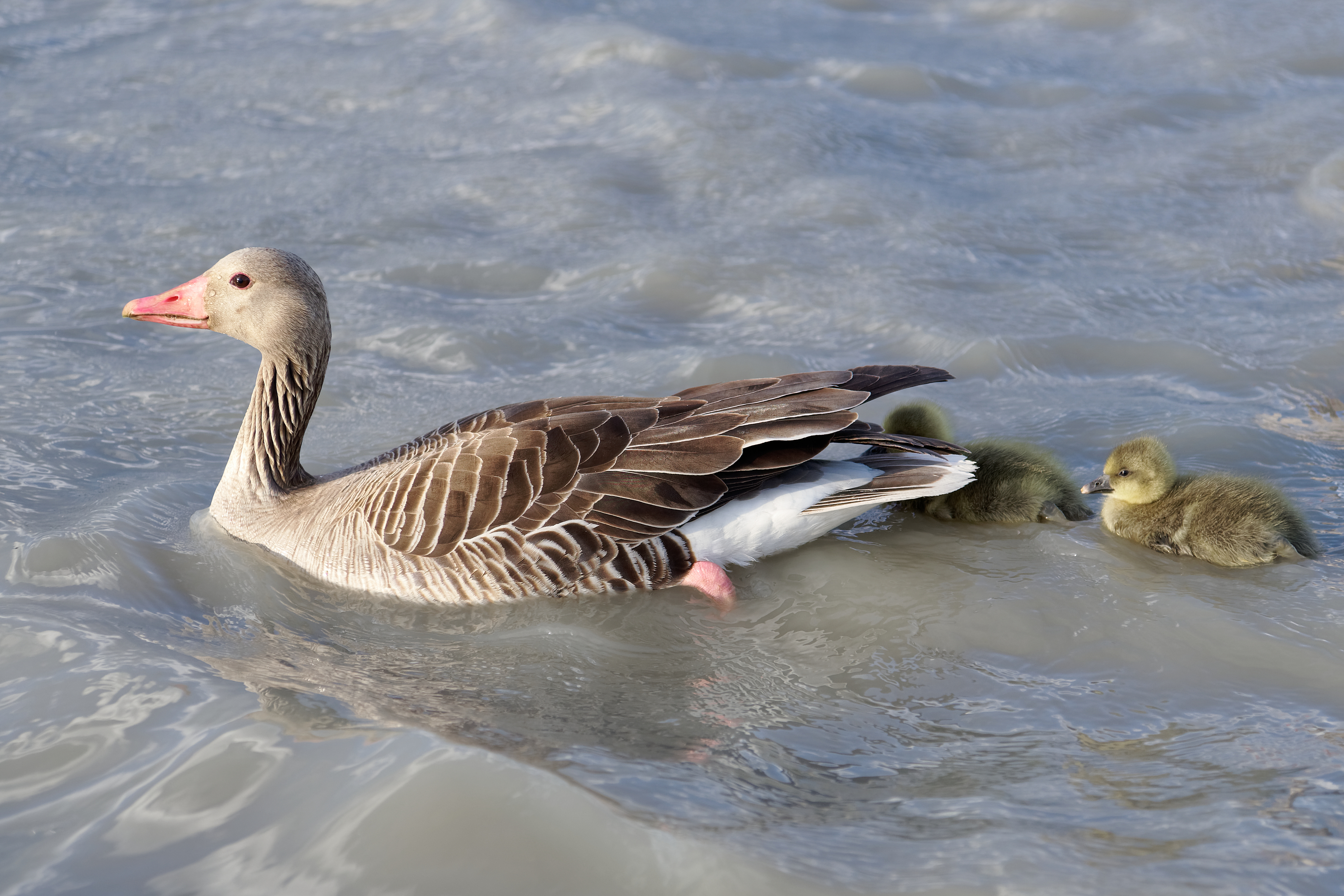
Graugänse in Rust